# قائمة حلقات طاش ما طاش
طاش ما طاش هو مسلسل تلفزيوني رمضاني كوميدي سعودي. بدأ عرضه عام 1993، شارك فيه العديد من الممثلين السعوديين والعرب، ويعتبر من أنجح الأعمال التلفزيونية في السعودية والعالم العربي. وقد طلبت مكتبة الكونغرس الأميركية بعض أجزاء العمل لوضعه في أرشيف المكتبة.

## قائمة الحلقات حسب الأجزاء

### الجزء 1 (1993)
| الحلقة                   | الممثلون                                          | القصة |
| ------------------------ | ------------------------------------------------- | --- |
| الكاميرا الماصلة         | عبد الله السدحان، ناصر القصبي                     | تدور أحداث الحلقة حول اثنان يقومان بتقديم برنامج الكاميرا الخفية، ووضع مقالب للجمهور تتسم بالعنف، حيث يكون المشهد الأول اصطياد الضحية بعد خروجه من المحل بفقء عينه، والمشهد التالي يقومان بالاشتباك مع زبائن المحل وضربه، والمشهد التالي أيضاً يتبادلان ضرب المارة بعصا، والمشهد الثالث يقومان برمي المارة بحفرة مملؤه بالمسامير، وفي الأخير يرجع المشهد للمقدمان وهما يشاهدان البرنامج في بيتهم ويسأل أحدهم الآخر بشأن المشاهد التي تعرضا للضرب من قبل الجمهور ويخبره صديقه أنه قام بحذفها، إلا أنه تعرض في الأخير، وفي الأخير يشتبكان مع بعضهم البعض. |
| مزمار الحي لا يطرب       | عبد الله السدحان، ناصر القصبي                     | تدور احداث الحلقة حول شركة زراعية تستقطب أحد المهندسين الوطنيين، والذي يلاقي ترحيب من رئيسها وهو يقدم إليه اقتراح استيراد أغنام، وتهجينه مع أغنام محلية، وبعد استيرادها وبدأ العمل واستقطاب خبراء أجانب ونجاح المشروع، وعند دخول المهندس إلي الشركة يفاجاء بأن رئيسها قد وضع احتفال لأحد الخبراء الجانب ليحتفي به وينسب المشروع له، وبرر رئيس الشركة للمهندس المواطن ان هذا التكريم ليس إلا إعلان للمشروع ولو كرّم المواطن ونسب إليه النجاح لما لاقى صدى من المستهلكين. |
| الليموزين                | عبد الله السدحان، ناصر القصبي                     | تدور احداث الحلقة حول شركة ليموزين، حيث يحدد مدير الشركة على كل سائق ان يحضر يومياً مائتان وخمسون ريال وماينقص عن ذلك يخصم من مرتبه، ثم ينطلق السائقون، في المدينة بحثاً عن زبائن، وتتركز الحلقة حول سائقان الأول يخشى من السرعة ويردد "سرعه سيطان.. سرعه سيطان" والآخر متهور ويمشي بسرعه، ثم يفشلان في جمع المطلوب منهم ويخصم المدير من مرتباتهم، ويتكرر الوضع مرةً أخرى، ثم يثوران على مديرهم بعد أن قام بالخصم عليهم، ويعاتبانه بلغتهم ثم يهزان برؤوسهم ويرحلان. |
| مندوبنا في الفلبين       | عبد الله السدحان، ناصر القصبي                     | تدور أحداث الحلقة حول مكتب لأستقدام العمالة يعمل به أثنين، حيث يظهر الزبائن وهم يشتكون العمالة التي قام المكتب بأستقدمهم، ويقوم مسؤلو المكتب بتهدئتهم وإطلاعهم على إمكانيات المكتب التقنية، ويظهر في آخر الحلقة مسؤلا المكتب وقد كبر مكتبهم وأصبحو يستقدمون أعداد أكبر وهم مازاول يمارسون التضليل على زبائنهم. |
| يا خال أبوي حك ظهري      | عبد الله السدحان، ناصر القصبي                     | تبدأ الحلقة بأحد برجل وهو في مجلس محاط بكبار السن وهم يخبرونه بأنه هو الوريث الوحيد بعد وفاة العائلة، ثم يدخلونه على رجل كبير بالسن ليخبروه انه هو الوحيد الملزم برعاية هذا الرجل الكبير بالسن الذي اصابه الخرف وانه هذا هو الورث، ثم يقنع الرجل الكبير بالسن ان يذهب معه إلي الرياض حيث هناك منزله ومقر عمله ويستطسع ان يرعاه بشكل أفضل، وعند انتقاله إلي بيته يبدأ الرجل الكبير بالسن بطلب طلبات غريبه ففي أحداها يطلب ان يذهب ليجلس تحت الشمس وهو في منتصف اليل، ثم يضع الرجل فوقه مصباح ليوهمه انه تحت الشمس، وفي إحداها يطلب مطر فيقوم الرجل برش الماء علية ليوهمه انه تحت المطر، وفي الأخير يفاجاءه الرجل الكبير بالسن انه أراد التمثيل علية ليتأكد من انه يريد الاهتمام به وليس طمعاً بالورث مثل باقي أسرته الذين لم يستحملوه وكمعو بماله. |
| عذاري                    | عبد الله السدحان، ناصر القصبي                     | تدور أحداث الحلقة حول مسلسل بدوي تحت عنوان "عذاري" وتبدأ بشيخ القبيلة وهو يتحدث عن ابنه الذي ذهب إلي المرعى ويظهر ابن عمه الغاضب منه والذي يريد منافسته على الفتاة الذي يحبها أيضاً ابن عمه، ثم يتوه ابن العم في الصحراء بعدما فقد فرسه ويجمع شيخ القبية قبيلته ويخبرهم انه ينوي الذهاب للبحث عن ابنه، إلا ان ابن عمه يطلب ان يهذب هو للبحث عنه ليقتله إن وجده، ثم يجده بعدما انهكه العطش ويصوب البندقية تجاهه، ثم يتذكر في نفس الوقت أحد المواقف التي انقذه بها ابن عمه عندما كانو صغار، ثم يحضنه ويحمله على فرسه لينقذه. |
| عربن                     | عبد الله السدحان، ناصر القصبي                     | تبدأ الحلقة بشخص يبحث عن شقة للأيجار فيذهب لأحد مكاتب العقار، ويخبره صاحب المكتب ان طلبه موجود لكن عليه ان يدفع أعلى من المستأجر السابق لكي يلغي استئجار المستئجار السابق للشقة، فيوافق ويبدأ بتأثيث الشقة، وبعد فترة يأتي أحد الأشخاص لصاحب المكتب ليخبره ان هناك مستأجر أجنبي يريد أن يستأجر نفس الشقة، ويطلب منهم صحاب المكتب ان يدفعو أعلى من المستأجر الحالي، فيوافقون، ثم يطلب صاحب المكتب من المستأجر الخروج إلا انه يرفض وبشدة، ثم يبدأ صاحب المكتب بتخويف المستأجر بأصوات مخيفة عبر مايكروفون، ثم يصيب صاحب الشقة الهلع والخوف، ويخرج من الشقة، ويأتي المسؤول عن أستئجار الشقة للأجنبي ليخبر صاحب المكتب انهم الغو فكرة استئجار الشقة بعدما سمعو بوجود أشباح وعفاريت فيها.                                                              |
| يامن شرا له من حلاله علة | عبد الله السدحان، ناصر القصبي                     | تبدأ الحلقة برجل يتحدث لأخر بألم وحسرة ويروي له ماحصل له، ثم تبدأ القصة وهو يستقدم سائق خاص ويبدأ بتدريب على قيادة السيارة، ثم بعد مرور عدة أشهر يبدأ السائق بتغيير أسلوبه مع كفيله، ويجابهه بضجر من كثرة العمل حتى انه يرفض الخروج من غرفته والعمل، ثم يضطر الكفيل إلي استدعاء الشرطة، وعند حضور الشرطة واخذ السائق يكتشفون انه يشرب الخمر داخل غرفته. |
| خدمات 2000               | عبد الله السدحان، ناصر القصبي                     | قصة الحلقة تدور حول مكتب متخصص بتقديم الخدمات للمجتمع بمقابل مادي، ويعمل به شخصان، الأول مكلف بخدمة كبار السن والثاني مكلف بخدمة الأطفال، فيقوم الشخص الأول بأخذ جوله مع رجل كبير بالسن وقراءة قصة له، والآخر يقوم بأخذ عدد من الأطفال لمحل الخياطة وزيارة المدرسة للتفقد من أبناء أحد الزبائن للمكتب، ويقوم الشخص الأول بزيارة أحد الأشخاص المتقدمين للزواج من أبنة أحد زبائن المكتب ليطرح علية بعض الأسئلة، وكذلك الذهاب لوليمة أحدهم بدلاً من المدعو نفسه وذلك بتكليف منه، ثم يقوم الشخص الثاني بأخذ أحد أبناء زبائن المكتب والذهاب به للمستشفى لتطعيمه، ثم ينسى وصف منزله ويبدأ البحث عن منزل أهل الطفل ثم يجده في الأخير ويفتح الأب الباب وينظر إليه ويسأله ماذا يريد ثم يخبره انه معه أبنهم.                                                |
| ما زال التقسيط مستمراً    | عبد الله السدحان، ناصر القصبي، عبد العزيز الفريحي | تدور أحداث الحلقة حول شخص يريد إكمال بناء منزله ويعاني من نقص المال فيقترح علية زميله في العمل ان يشتري سيارة بالتقسيط ويبيعها ويستفيد من بيعها لأكمال بناء منزله، ويبيعها بأقل من المطلوب، وبعد أربعة أشهر يصل إليه إنذار من مكتب التقسيط يخبره بتأخره عن السداد، ويبدأ يعاني من أزمة مالية مجدداً فيقترح علية صديقة استخراج سيارة أخرى ليبعيها، ثم يأتي إلية مقاول البناء ليطلب منه سداد حصتهم لأكمل العمل ويخبره ان لايمك شيء، ثم يشتري كمية من الأسمنت بالتقسيط ليستفيد من بيعها ويبيعها بأقل من المطلوب، وبعد عجزه عن الأيفاء بالسداد للمستحقين يذهب لأول شخص أشتراء منه السيارة ليبيع علية منزله بالكامل. |
| المتقاعد                 | عبد الله السدحان، ناصر القصبي                     | تبدأ الحلقة بمدير أحد الدوائر وهو يستلم خطاب بأحالته للتقاعد، فيجتمع بالموظفين ويخبرهم انه احيل للتقاعد ويعتذر منهم، ثم بعد جلوسه في المنزل يبدأ بالتذمر والعصبية، ويلاحظ ابنه ذلك، ويحاول إخراجه من هذا الوضع، ويلاحظ ان والده يعتم كثيراً بالنخيل، فيفتتح مشتل زراعي متخصص بالعناية بالنخيل، فيرفض والده في البداية العمل معه، إلا انه في الأخير ينجح في إقناعه بالعمل في المشتل. |
| المستوصفات الخاصة        | عبد الله السدحان، ناصر القصبي                     | تبدأ الحلقة بشخص يتحدث لأخر عن موضوع حصله له، فحينما اصابه صداع شديد بدأ بزيارة العديد من المستوصفات والأطباء في العديد من المدن وأصبح كل طبيب يعطيه تشخيص وسبب لعلته تختلف عن الآخر وعمل العديد من العمليات والتحاليل الليت لم تعط أي نتيجه، إلا انه في الأخير ذكر له أحد الأطباء ان مشكلته في الضرس ويجب علية إزالته، وبعد إزالته فعلاً زال الآلم. |
| دروس خصوصية              | عبد الله السدحان، ناصر القصبي، عبد العزيز الحماد  | تدور قصة الحلقة حول أب يعاني من ضعف أبنه في الدراسة، فيجلب له مدرس خصوصي ليساعد ابنه في مذاكرة دروسه وحل واجباته إلا ان هذا المدرس يظهر عليه استغلال الطلاب في وقت مذاكرتهم، وفي كل مره يخرج المدرس من منزلهم يستنجد بالأب وأبنه ليساعدوه في دفع سيارته القديمة لكي تعمل، وفي الأخير وعند استلام المدرس لثمن دروسه الخصوصية يخرج من المنزل ويلحق به الأبن والأب ليساعدوه في تشغيل سيارته إلا انهم يفاجأو بأنه اشتراء سيارة جديدة، وفي الأخير يرسب الأبن في عدد من المواد. |
| شدلي وأقطعلك             | عبد الله السدحان، ناصر القصبي                     | |
| للتقبيل لعدم التفرغ      | عبد الله السدحان، ناصر القصبي                     | |
| أحد بيجرني               | عبد الله السدحان، ناصر القصبي                     | تبدأ الحلقة بشخص وهو يبحث عن جهاز البيجر الخاص به، وبعدها يتلقى اتصال من شخص يكتشف صاحب البيجر الأصلي أن هذا الشخص وجد جهازه، إلا ان الأخير ينكر ذلك ويدعي أنه ملكه، وبعدها يحاول صاحب البيجر الحقيقي الأتصال عليه ويطلب منه إعادته إلا ان الأخير يرفض، وبعدها يشاهد الأخير منام مزعج، حيث تظهر أجهزة بيجر وهي تنقض عليه في منامه، وبعدها يوقم بالأتصال على صاحب البيجر الحقيقي ويعترف له انه وجده وان يردي تسليمه له، ويتفقا على ان يتقابلا في مكان عام، وبعد أن يشاهده صاحب الجوال الحقيقي ينقض علية ويتعاركان ويسقط البيجر ويأتي شخص آخر ويأخذه من على الأرض، ويظهر في آخر الحلقة صاحب البيجر وهو يتلقى أتصال من شخص يخبره أن الجوال بحوزته.                                                                                                  |
| لا هم إلا هم العرس       | عبد الله السدحان، ناصر القصبي                     | تدور أحداث الحلقة حول شاب يتقدم لخطبة فتاة بعد قبول أهلها وعقد القران، يكثر أهل الفتاة علية بالطلبات، ويحاول الزوج أن يتحدث إلي زوجته، إلا ان والد الفتاة يمنعه عنها في كل مره، وبعد الزواج يظهر الزواج وصديقه يهنئه على تحمل الصعوبات والزواج، إلا انه يفاجأه بانه طلقها. |
| قلطنا                    | عبد الله السدحان، ناصر القصبي                     | تدور أحداث الحلقة حول أحد الموظفين حينما يقوم قريب له بزيارته في مكان عمله لطلب واسطته في إنجاز معاملته وتتعرض معاملته للتوقف بسبب بعض المستحقات ويبدأ الموظف بمحاولة تحريك المعاملة والتوسط لقريبه أمام المدير، وفي أثناء ذلك يطلب الموظف من قريبه أن يضيفه في بيته وحين تقديمه للغداء يحتج الضيف على تضييفه على دجاج وعندم حضور الضيوف غيره، إلا انا الموظف يتدارك الوضع ويعده بذبح ذبيحة له وجلب ضيوف في المرة القادمة، وفعلاً يبدأ الموظف بالاتصال على أصدقاءه ودعوتهم، وعند تقديمهم للأكل يحتج الضيف على تضييفه على ماعز. |
| البيت بيت أبونا          | عبد الله السدحان، ناصر القصبي                     | تدور أحداث الحلقة حول صديقان يقرران بعد تخرجهم أن يفتحو محل ويزاولو مهنة السباكة، ويحاولان جمع رأس المال لأفتتاح المحل، إلا انها تواجههم بعض العقبات في بداية الأمر بسبب رفض والد أحدهم للفكرة وتحقيرة للمهنة، وبعد أفتتاح المحل يتعرضون لمضايقات من بعض الزبائن لمزاولتهم هذه المهنة ويفشلون في إيجاد عمل بسبب عدم ثقة الناس بهم لأنهم سعوديين، عندها يقرران التمثيل على الزبائن بانهم أجانب وليسو سعوديين، وينجحون في إيجاد عمل. |
| التربية الحديثة          | عبد الله السدحان، ناصر القصبي                     | |
| مرفوض رقابياً             | عبد الله السدحان، ناصر القصبي                     | |

### الجزء 2 (1994)
| الحلقة                     | الممثلون                                                     | القصة |
| -------------------------- | ------------------------------------------------------------ | --- |
| سوق الحمام                 | عبد الله السدحان، ناصر القصبي                                | تدور أحداث الحلقة عن صديقين الأول لديه محل في سوق الطيور والآخر يبيع المفرقعات بشكل غير قانوني ثم يقترح الأخير على صديقه بأن يقوم بالعمل معه وتصريف البضاعه داخل السوق، ثم تبدأ تجارتهم وفي تلك الأثناء يبيع أحدهم إلى طفل صغير ثم يصاب الطفل ويقبض عليهم من قبل السلطات في آخر الحلقة. |
| الحادث                     | عبد الله السدحان، ناصر القصبي                                | تبدأ الحلقة بحادث مرور مع ينتج عنه اصابات ويقوم اثنان بتحليل الحادث ثم تتوالى الناس للتجمهر ومشاهدة الحادث ويحاول الاثنان ومنع الناس من التدخل لانقاذهم، ثم تأتي شرطة المرور والإسعاف ويظل الاثنان في نقاش من الذي أخطأ على الاخر، حتى منتصف الليل ثم يقوم المرور بإيقافهم بناءً على شكوى من اصحاب البيوت، واتضح أنهم لا يحملون الرخص اللازمة وتتاهي الحلقة بأقتيادهم إلى المركز. |
| نقل كفالة                  | عبد الله السدحان، ناصر القصبي، محمد الكنهل                   | تدور احداث الحلقة حول عاملان يحاولان جمع المال لنقل كفالتهما، من كفيلهم الحالي إلي كفيل جديد بعد أن فشلا في عمل التاكسي، فيقترح عليهم صديقهم ان يعملو في غسيل السيارات، ويفشلون، ثم يقترح عليهم العمل في مهنة الحلاقة بعد أن وجد إعلان لذلك في الجريدة، ثم يتذمران من قلة المدخول فيقترح عليهم العمل في مطعم، ويعملان مضيفان فيشتبكان مع الزبائن بعد اوقعا بالخطاء الكل عليهم، ثم يعودان لصديقهم والذي يقترح عليهم العمل خارج مدينة الرياض، ويعملان في الأخير في مهنة رعي الأغنام. |
| الموضة                     | عبد الله السدحان، ناصر القصبي                                | تدور أحداث الحلقة حول شركة مختصة بالالبسة الخليجية، ويقترح مساعد رئيس الشركة ان تقوم الشركة بأخترعات جديدة للألبسة بعد النجاح المبهر في بيع أنواع من العقال الملون وانتشارها وسط المواطنين، ويقترح ان تقوم الشركة بتصنيع غترة ملونة وملتصقة في نفس الثوب، وتبدأ الشركة بالبحث عن شخص يساعدهم في الدعاية لهذا المنتج ويحاولون الأتفاق مع رجل كبير بالسن مشهور بنجاحه في الإعلانات التجارية إلا انه يرفض ويعتبر هذا جنون، ثم تقوم الشركة بالإعلان للمنتج عبر اشخاص آخرين وينجح المنتج. |
| المتسبب                    | عبد الله السدحان، ناصر القصبي                                | تدور أحداث الحلقة حول شخصان يصلان مصر ويستأجران شقة ويبدأ الأول بالانشغال بالبحث عن مكان آمن لوضع جوازات سفرهم ونقودهم، ثم بعد ذلك يتجهون إلي صديقهم المصري صاحب محل الأقشمة وبعدها يذهبان للأكل في أحد المطعم الموجودة بجانب النهر فتسقط منهم ورقة العنوان الذي يسكنون فيه ثم يعودون لصدبقهم صاحب محل الأقشمة وينصحهم بالذهاب إلي مركز الشرطة ثم يستدعي ظابط الشرطة عدد من سائقي سيارات الأجرة ويتعرف عليهم أحد السائقين، ويوصلهم إلي شقتهم التي اوصلهم إليها سابقاً، ثم بعده يخرجون في نزهة خارج الشقة وينسون ان يأخذو العنوان من البواب ثم يضطرون للعودة مرةً أخرى لمركز الشرطة.                                                        |
| ليلة زواج                  | عبد الله السدحان، ناصر القصبي                                | تتحدث الحلقة عن ليلة زواج ويظهر فيها سلوك الناس في التعامل مع ليلة الزواج في أحد قاعات الأفراح وكيف يتصرف المدعون والعريس في تلك الليلة. |
| من "جفره" لدحديره          | عبد الله السدحان، ناصر القصبي                                | تدور أحداث الحلقة حول شخص يريد إكمال بناء منزله الجديد فيذهب لصديقة ليقترض منه لكنه يعتذر عن مساعدته ثم يذهب إلي عمه الذي يمتنع عن إقراضه وينصحه بالذهاب لأحد الاشخاص الذين يقرضون، ثم يذهب إليه ويطلب منه ان يرهن منزله الشعبي، ثم يوافق على مضض، وبعد مرور الوقت لم يستطع السداد فيأخذ المنزل الشعبي منه ويأجره علية ويعرض علية مزيداً من المال لأقراضه مقابل رهن منزله الجديد ويوافق على ذلك ثم بعد مرور الوقت وانتهاء البيت الجديد وانتهاء المدة المحددة لتسديد القرض يذهب إليه ليخبره ان منزله الجديد أصبح ملكً له لأنتهاء مدة السداد المحددة.                                                                                        |
| مالك إلا خشمك لوهوّ أعوّج    | عبد الله السدحان، ناصر القصبي                                | تدور أحداث الحلقة حول كاتب مسلسلات مصري ينوي كتابة مسلسل شعبي سعودي، فيزور الرياض ويضيفانه سعوديان ويبدأن معه رحلة تعريفة بطرق عيش السعوديين في تلك الفترة ويلعبون إحدى الألعاب الشعبية ويختلف الكاتب مع احدهم في اللعبة ويتنزاعون من شدة الحماس، ثم ينتقلون للمنزل الشعبي ويتحدوثون للكاتب عن بعض الأشياء المخيفة التي كانو يخوفونهم بها أهلهم مثل حمارة القايلة والسعلوة ويذهب الكاتب إلي النوم إلا انه لايستطيع النوم من شدة الخوف، ويذهب لينام مع الشخصان الأخران، إلا انه ينتظر حتى يفيقان في الصباح ويخبرهم انه عجز عن إيجاد خيط لبيدأ كتابة المسلسل، وأنه الأفضل ان يقوم بكتابة المسلسل شخص عاش هذه الحياة.                       |
| التزوير                    | عبد الله السدحان، ناصر القصبي                                | عندما يقوم شخص مديون بعرض سيارته للبيع إلى صاحب معرض سيارات مستعملة، ويطلب مه صاحب المعرض التريث، حيث انه لا يمتلك مبلغ حاليا ليشتري سيارته ويتفق مع صاحب السيارة على أن يصدر له تفويض للاستخدام الشخصي له فقط، إلا ان صاحب المعرض قام بتزوير التفويض وبيع السيراة لمشتري اخر، وبالصدفة يكتشف صاحب السيراة الأصلي ان سيراته تم بيعها ثم يقوم بأبلاغ الشرطة عنه ويتم القبض عليه. |
| يامن شرا له من حلاله علتين | عبد الله السدحان، ناصر القصبي                                | تبدأ الحلقة بشخص وهو يشرح لأخر ماذا حدث له هو وزوجته في البيت بعدما اتفقا على إحضار سائق وخادمة، وتبدأ الأحداث في البيت حينما تفزع ابنته الصغيرة وهي نائمة، ويحصل السائق على نسخة من مفتاح البيت بعد اتفاق بينه وبين الخادمة، وحينما يذهب الأب إلي العمل، يعود إلي المنزل بعدما نسي جهاز البيجر، ليفاجأ بوجود السائق والخادمة داخل المنزل ويشاهد كيف ان الخادمة لاتهتم بالأطفال أثناء غيابهم، وبعد القى القبض عليهم يطلع الأب الشرطي على قناع كانت تخيف به الخادمة البنت الصغيرة لكي تبتعد عنها هي والسائق. |
| عطوني عيدي                 | عبد الله السدحان، ناصر القصبي، علي المدفع، عبد العزيز المبدل | تبدأ الحلقة بيوم العيد في الزمن القديم والأطفال فرحون وأهل الحي يتنالون اكلة العيد في وسط الطريق، ثم يذهب الأطفال لجمع هدايا العيد من الجيران، ويتعرض أثنان منهم للسرقه من قبل شخص معروف بأنه لص، ثم يذهب هذان الولدان مع أبيهما للألقاء التحية على أقاربهم البعيدين، ويندهشون عندما يجدون الموز عند أحدهم، وفي أخر الحلقة يعرض العيد في وقتنا الحالي، ويطرق رجل باب آخر ليُلقي علية التحية بالعيد إلا ان صاحب المنزل يطلب من أبنه إخباره بأنه ليس موجود بالبيت. |
| غرفة 124                   | عبد الله السدحان، ناصر القصبي                                | تبدأ الحلقة برجل منوم في المستشفى ويطلب من ابنه إحضار ورود له ليضعه في غرفته وأنه يريد الأنتقال لغرفة أخرى، وعند نزول إبنه من الغرفة يخبره مركز الأستقبال ان والده قد توفي ويحزن علية ويقيم له عزاء، وعند حضور أبناء أحد النزلاء يتفأجون بوجود هذا الرجل في غرفتهم، وعند سؤالهم للأستقبال يكتشفون ان هناك تشابه بالأسماء وان والدهم هم المتوفي، ثم يخبرهم والد الأبن ان عليهم الذهاب إلي بيته لتدارك الأمر، ثم يفاجأهم بدخوله للبيت، وبعد مرور الوقت يحاول الأبن التأكد من انه هو والده الحقيقي في كل مره، وبعدها يحاول الأب إحضار سائق خاص، إلا انه يقع في تعقيدات إثبات انه على قيد الحياة، وفي الأخير يضطر لتعليم ابنه قيادة السيارة. |
| إنتشروا                    | عبد الله السدحان، ناصر القصبي، محمد الكنهل                   | تدور احداث الحلقة عن أب وابنه يقومان بأستقدام العمالة ومطالبتهم بتسديد رسوم لهم ومطاردت من لم يسددوا لهم في الشوارع، وفي أخر الحلقة تتصل بهم الشرطة وتطلبهم حضور الأب بعد القبض على عدد من عمالته وهم يسرقون، ويحاول الأب التنصل من الذهاب وإرسال ابنه إلا ان الابن يرفض ويقوم بمخادعة والده واعطاءه الهاتف لتطلبه الشرطة. |
| ثالثة/رابع                 | عبد الله السدحان، ناصر القصبي                                | تبدأ الحلقة بطالبين في الفصل يخططان للهرب من المدرسة، فيفشلان بالاجابه على سؤال المدرس، فيطردهم من الفصل لكي يذهبو إلي المدير، إلا انهم يحاولون الهرب من المدرسة ويكتشفهم المدير، ثم يقبض عليهما ويوبخهما، ثم بعد الخروج من المدرسة يعتديان على المدرس، ويقومان بأعمال جنونية في السيارة، ثم بعد حضورهم في اليوم التالي للمدرسة يطردهم المدير ويطلب إحضار اولياء امورهم، ثم يتفقان على السفر إلي المنطقة الشرقية، وفي طريقهم يقفون عند غحدى مطحات الوقود، وبعد ملئ السيارة بالوقود يهربان دون أن يدفعو الثمن، ثم يبدأن بالكتابة على اللوحات الأرشادية في الطريق، وفي ظل السرعة الزائدة يختل توازن السيارة ويقع حادث سير لهما.            |
| المقصف                     | عبد الله السدحان، ناصر القصبي، عبد الله السناني              | تبدأ الحلقة بمسؤول المقصف وهو يشتري المواد الغذائية لتجهيز الإفطار للطلاب، ويقوم بشراء مواد فاسدة، ثم يبدأ ببيع الإفطار بمساعدة المدير الذي يتفق معه على اقتسام الأرباح ثم يبدأ الطلاب بالإغماء واحدً تلوا الاخر، ثم يأتي اتصال من الشرطة وإدارة التعليم يطلب من المدير ومسؤول المقصف الحضور. |
| الطشت                      | عبد الله السدحان، ناصر القصبي، علي المدفع                    | تدور احداث الحلقة حول رجل كبير بالسن يصارح ابنه بأنه يريد الزواج من امرأه، ثم يبدأ الابن والأب بخطبتها من اخيها الذي يضع شروطاً صعبة، ثم يحاولون البحث عن غيرها ويفشلون، بعدها يحبط الاب ويطلب من ابنه نسيان الفكرة وأنا ولا يريد الزواج ثم ما يصير الابن على زواج ولدها وفي تلك الأثناء يأتي اخ المرأة الأولى ويخبرهم بأنهم يوافق على الزواج، وفي يوم الزواج يا تفاجى الابن بأبيه وهو لايعلم شي عن زواجه ويطلب والدته المتوفيه من سنوات طويلة ليتصح انه مصاب بالخرف. |

### الجزء 3 (1995)
| الحلقة            | الممثلون                                                                                    | القصة |
| ----------------- | ------------------------------------------------------------------------------------------- | --- |
| تصالحوا           | عبد الله السدحان، ناصر القصبي، محمد العيسى                                                  | يقوم أحد الأشخاص بمضايقة جاره الذي يبني منزل بجانب منزله، ولايدعه يعمل بحرية ويكثر من الشكوى ويستدعي مراقب البلدية الذي يحاول أن يصلح بينهم في كل مره، وفي الأخير يضطر إلي البناء في الصحراء بعيد عن هذا الرجل الشاكي، إلا انه لايتركه وياتي في الأخير هو ومراقب البلدية إلى موقع منزله ليقدم بشكوى انه باع منزله لأخر يطل عليه في منزله، ثم ينفجر صاحب المنزل ويجن ويهرب. |
| الفراش            | عبد الله السدحان، ناصر القصبي، محمد العيسى، يوسف الجراح                                     | تبدأ الحلقة بأحد مدراء الشركات وهو غاضب لقرب الأجتماع ولايوجد كراسي في الشركة، ويخبره أحد الموظفين ان الكراسي قام بأخذها فراش الشركة، ويضطر المدير إلي اجراء الأجتماع على الأرض، وفي ذات الوقت يقوم الفراش بانهاء أعماله العديدة ومعه سيارة الأجرة الخاصة به وبرفقته زوج وزوجته المتذمرين من تأخير هذا الرجل لهم، وعند وصول الرجل للشركة يستقبله المدير بغضب ويصدر قرار بفصله، ويتصل علية أحد المسؤلين ويخبره ان هذا الفراش يملك 49% من أسهم الشركة التي يعمل بها، ثم يتفاجاء المدير ويذهب إلي الفراش ويرحب به، وعندما علم بوجود أجانب يريدون أن يقصدو المطار أصر على ان يوصلهم هو بنفسه مقابل مبلغ من المال. |
| لقاء على الهواء   | عبد الله السدحان، ناصر القصبي                                                               | تدور أحداث الحلقة حول أحد البرامج الذي يستضيف فنان وتحصل بينه وبين المقدم والمتصلين الكثير من المداخلات الطريفة، ويعرض البرنامج فيديو كليب للفنان. |
| الكرسي            | عبد الله السدحان، ناصر القصبي، عبد العزيز المبدل، محمد الكنهل، فهد الحيان، عبد الله المزيني | قصة الحلقة تدور حول موظف عين مدير في نفس الدائرة ويحاول هو ونائبه التخلص من بعض المراجعين الذين يحاولون الانتفاع من منصبه، والجلوس وقت طويل في مكتبه لدعوة لوليمة بهدف التقرب منه، وفي الأخير يضع خطه هو ونائبه بأن يحضر للوليمة بشرط ان يحضر الجميع، ويفاجأهم بحضور كرسيه بدل منه (ظهر المخرج عبد الخالق الغانم في هذه الحلقة بدور أحد المراجعين). |
| الحمام            | عبد الله السدحان، ناصر القصبي، يوسف الجراح                                                  | تدور أحداث الحلقة حول شركة تود صيانة مغسلة وصنبور في حمام، ويطلب الموظف من المقاول المسؤال عن الصيانة زيادة في الفاتورة بهدف الاختلاس ويتفق مع المقاول ويطلب منه الذهاب للمدير للتوقيع ثم يكتشف ان المدير أيضاً يريد الاختلاس ويتفق معه ويطلب منه الذهاب إلي رئيس القسم بعد إعطاءه كلمة السر بعدما اتفق معه على زياة الفاتورة وزيادة أعمال الصيانة لتشمل جميع الحمامات وكذلك مواقف السيارات، وبعد حضور الرئيس للشركة ومشاهدته للأصلاحات الجديدة يوبخ المدير والموظف المسؤال عن ترسية المشروع ويطلب منهم إعادة كل ماتم بناءه ويتضح في الأخير ان الرئيس اتفق مع المقاول هو أيضاً. |
| المقرود           | عبد الله السدحان، ناصر القصبي                                                               | تدور قصة الحلقة حول شخص يبدأ يومه بطلبات مثقله من زوجته ووالده المريض ثم يعاقب بالحسم من مديره في عمله وذلك لتأخره في الحضور، وعند خروجه من العمل يقوم بأيصال شخص بالاجره وينسى هذا الشخص حقيبته ويقوم بأركاب شخص آخر ويسرق الحقيبة منه، وتقبض علية الشرطة وتطلب منه إحضار سارق الحقيبة، وفي نفس الوقت يصطدم برجل كبير بالسن، ويطمئنه انه سليم ولم يتأثر ويذهب وعند مشاهدة الشرطي له يطلب منه إحضار الرجل المصدوم للأطمئنان علية، ويبحث عنه ولايجده ويضطر إلي الاستنجاد برجل كبير بالسن وجده في طريقة وعند الكشف علية وبالصدفة يتوفى وتقبض الشرطة علية. (ظهر المخرج عبد الخالق الغانم بدور طبيب وهو يكشف على الرجل في آخر الحلقة)                                                                                 |
| رحلة عائلية       | عبد الله السدحان، ناصر القصبي                                                               | تدور أحداث الحلقة حول عائلة تنوي السفر إلي جدة، وفي طريقهم تحصل لهم مواقف أولها نوم السائق والذي كاد ان يودي بحياتهم، ثم فقدانهم لأبنهم في احدى محطات الوقود، وبعد إستراجاعه يحصل لهم موقف آخر وهو تعطل إطار السيارة، وفي الأخير يصلون إلي جدة ويضطرون إلي تغيير مكان جلوسهم أكثر من مره لمنع انكشاف نسائهم للشباب المجاورين لهم في الشاطئ، ويبدأن بأعداد العشاء بعد ذبح الخروف. |
| الخوف             | عبد الله السدحان، ناصر القصبي                                                               | تدور قصة الحلقة حول شخص يذهب إلي اصدقاءه في الصحراء إلا ان سيارته تتعطل في وسط الصحراء ويعيش في خوف شديد وفي أثناء ذلك يأتي رجل ليساعده ويركب في سيارته ليوصله إلي اصدقائه ويبداء بالشك فيه ثم يقوم بتهديده ويهرب تاركاً سيارته. |
| إدارة الخرفان     | عبد الله السدحان، ناصر القصبي، يوسف الجراح                                                  | تدور احداث الحلقة حول إحدى شركات إدارة التشغيل بأستقبال خبراء أجانب وبعد نقاش طويل يتفقون على استقبالهم وتقديم لهم العشاء في رحلة برية، وبعد استقبالهم وذبح الخرفان امامهم يتساقطون مغشيين، ويضطرون إلي وضع الخرفان في الشركة ويأمرهم المدير بالتخلص منها فوراً وبعد بيعها يرفض المدير المالي المتمسك بالنظام وذلك بحجة ان هناك عجز ونقص بالاموال، ثم يضطر الرئيس إلي إعطاءه أموال من حسابه الخاص إلا انه يرفض ويطلب نفس الخرفان، ثم تتصاعد المشكلة لتكون هي الأولى في الشركة، ويصدر الرئيس قرار بأنشاء إدارة خاصة للخرفان ويضع المدير المالي مديراً لها، لتنتهي الحلقة بأجتماع طارئ داخل حظيرة الخرفان. |
| الحار             | عبد الله السدحان، ناصر القصبي، عبد العزيز المبدل                                            | تدور أحداث الحلقة حول رجل يستعد لأستقبال ضيوفة على وليمة الغداء، ويعامل أولاده وزوجته بعصبية وقسوة، وذلك لحثهم على سرعة التجهيز والأتقان، ثم قبل نهاية الحلقة يستوقفه أبنه ويسأله "هل الوليمة وضعت للفرح أم للعصبية والقسوة ؟"، فيوبخه الأب ويطلب من الضيوف الدخول للأكل. |
| الجار الغثيث      | عبد الله السدحان، ناصر القصبي                                                               | تبدأ الحلقة بزوجين يشتريان منزل جديد ويرحب بهما جارهم، ويدعوهم لزيارته، وبعدها يطلب من جاره الجديد ان يشترك معه في الستلايت، ويبدأ بالاتصال عليه من الهاتف ويطلب تغيير منه المحطات التلفزيونية حتى يضطر إلي ان يشتري هو بنفسه لجاره جهاز رسيفر ليتخلص من إزعاجه، وعند وصوله لمنزله يطلب جاره فتخبره زوجته انه موجود في بيته هو وأولاده يسبحون في مسبحه الموجود في منزله، وعندما اراد ان يضيف اصدقاءه بعيد عن جاره المزعج فشل حيث ان جاره كان من ضمن الحاضرين للوليمة، وإضطر بالأخير بعد اتفاق ونقاش مع زوجته ان يشتري منزل جاره المزعج ليتخلص منه، وبعد أن اشتراه يفاجاء بأن جاره يقرع جرس المنزل ويخبره بأنه اشترى منزل في نفس الحي ويطلب من أولاده الذهاب مباشرةً للمسبح، وفي نفس الوقت يصرخ الجار الضحية قهراً.  |
| إلى من يهمه الأمر | عبد الله السدحان، ناصر القصبي                                                               | تدور احداث الحلقة حول أب يذاكر لأبنائه فيعجز عن حل مسألة في مادة الرياضيات، فيستعين بصديقه الذي هو أيضاً يعجز عن حلها، ثم يستنجدون بدكتور لحلها، إلا انه هو أيضاً يعجز عن حلها، ثم يبدأ الأب وصديقه بالبحث عن شخص ليقوم بمساعدتهم لأعداد مخطوطه لأبنه ليشارك بها بالفصل، إلا انهم يضطرون بالأخير إلي إلزام الأبن بأعدادها بنفسه مع مساعدتهم له، ثم يستدعى الأب لمجلس الآباء الخاص بمدرسة أبنه ويذهب هو وصديقه إلي الملتقى وبعد كلمة إدارة المدرسة يطلب المشاركة من الآباء، ويشارك الأب ويطلب منهم إيجاد حل لصعوبة بعض المواد ويخبره مدير المدرسة أن هذا ليس من اختصاصهم ويطلب صديقه ان يلقي كلمة للأباء والمدرسة وعند إلقاءها يذهب أحد اعضاء المدرسة ويقوم بفصل الميكرفون أثناء حديثه حتى ينتهي ويشكرونه على كلمته. |

### الجزء 4 (1996)
| الحلقة                     | الممثلون                                                                                  | القصة |
| -------------------------- | ----------------------------------------------------------------------------------------- | --- |
| الشريطي                    | عبد الله السدحان، ناصر القصبي، عبد العزيز المبدل، فهد الحيان                              | تدور أحداث الحلقة حول أحد الأشخاص يتوه عن منزل صديقه ويقف في أحد معارض السيارات، ويجتمع الزبائن عليه ليدخله في مزاد بمساعدة من صاحب المعرض، رغم رفضه إلا انه يقوم ببيع السيارة رغماً عنه، ويتفق مع الشخص الذي اشترى سيارته على ان يعطيه جزء من المبلغ، ويعطيه الباقي بعد فترة، إلا ان الشاري يماطل به ويتهرب منه، ثم يذهب معه صديقه لصاحب المعرض لكي يسترد باقي أموال صديقه ويتعهد لهم صاحب المعرض بأن يسترد لهم باقي المال إلا ان صديقه يفاجاء بأن الزبائن أجتمعو عند سيارته ليعرضوها للبيع هي الأخرى. |
| عيد الضحية                 | عبد الله السدحان، ناصر القصبي، فايز المالكي، فهد الحيان                                   | تبدا الحلقة في صباح يوم عيد الأضحى ويجلب أحد الاشخاص معه عامل آسيوي ليساعده هو وصديقه في ذبح الأضحية ويكتشفون ان هذا العامل لايفقه شيء في الذبح، ثم يطردونه، وعند بداية الذبح يسقط أحد ابنائهم مغشياً، ويقوم أحد ابنائهم بأيصال اللحم إلي الجيران ويخطى في إيصاله، ثم يتفقون على ان ينهو اليوم بالخروج في رحلةٍ برية إلا انه سوء التخطيط يضعهم في مشهد كوميدي حيث يحاول الوصول كل واحد للأخر وهم في النفس الطريق المعاكس ويأتي الليل وهم على نفس هذه الحالة. |
| البطل                      | عبد الله السدحان، ناصر القصبي، لطيفة المجرن، ناجية الربيع، زينب العسكري                   | تدور أحداث الحلقة حول رجل ضعيف الشخصية ويعاني من تسلط زوجته عليه، فيشير عليه أحد اصدقائه ان يتزوج بأخرى ويفرض شخصيته عليها إلا انه يفشل وتفرض شخصيتها هي عليه، ثم ينصحه بالزواج من ثالثه، ويفشل معها أيضاً، وينصحه برابعه، ويظهر في آخر الحلقة وهو معاق مع زوجاته الاربع. |
| يا خزياه                   | عبد الله السدحان، ناصر القصبي                                                             | تدور أحداث الحلقة حول معاكسات الشباب للنساء، فتبدأ الحلقة بزيارة أحد الأشخاص القرويين إلي ابن عمه في الرياض، فيتعلم مع الوقت كيفية معاكسة النساء ويظهر في آخر الحلقة وهو يقوم بمعاكسة نساء مع قريب له يتضح في الأخير انها أمه. |
| أول.واللحين                | عبد الله السدحان، ناصر القصبي، محمد العيسى، يوسف الجراح، عبد العزيز المبدل، زينب العسكري  | تضع الحلقة مقارنة بين حفلة الزواج بالماضي وفي الوقت الحالي، ويظهر في المشهد الأول وفي حيّ شعبي يستعد اهل لزفاف ابنهم ومدى البساطة الموجودة في ذلك الوقت وقلة التكاليف ومشاركة الجميع في الفرحة من رقص والاهازيج، وتعرض لنا الزواج في الوقت الحالي وما يحصل فيه من رتابه وملل للحاضرين وكثرة التكاليف والتبذير ويظهر شخص وهو ينصح الحاضرين مما يدفعهم للنوم في قاعة الاحتفالات بينما اصحاب الزواج فالماضي منشغلين بالرقص والاهازيج. |
| الكشته                     | عبد الله السدحان، ناصر القصبي، فهد الحيان، عبد الله السناني                               | تدور أحداث الحلقة حول عائلتين تنويان قضاء رحلة برية فيحاولون إيجاد موقع مناسب للتخييم فيه، ويجدون موقع مناسب إلا انهم يكتشفون ان هناك أناس بجانبهم ربما يكشفون نسائهم، فيضطرون إلي تغيير الموقع ليتوقفو في موقع آخر وينصبون خيمتهم ويباغتهم المطر فيتعرضون للغرق ليأتي الدفاع المدني وينقذهم في الأخير. |
| ألفون باؤن                 | عبد الله السدحان، ناصر القصبي، عبد العزيز المبدل، فهد الحيان، عبد الله المزيني            | تدور قصة الحلقة حول التعليم منذ بدايته في السعودية حيث البداية من مرحلة الكتاتيب حيث يقوم الشيخ في الطواف مع الطلاب للأعلان حفظ أحد الطلاب القرآن بعدها يأتي وضع المدارس في بداية الستينات ويظهر في مشهد طريف أحد الطلاب وهو يطلب من أحد زملاءه ان يعطيه قليلاً من فسحته ويمتنع من إعطاءه ثم يأخذها منه بالقوة ويأتي معلم ليوبخهما جميعاً ويأخذها منهم ليأكلها، ثم تاتي حصة التعبير ويطلب المعلم من أحد الطلاب ان يقوم بالتعبير عن رحلتهم، ثم تنتقل المشاهد إلي الوقت الحالي ويظهر أحد المعلمين وهو متأخر ويناقشه المدير في ذلك، بينما في أحد الفصول يأتي يطلب أحد المعلمين من الطلاب ان يقفو ليعبر عن إحدى رحلاتهم، ويظهر أحد المعلمين وهو يعامل الطلاب بقسوة وتخويف. |
| قول وفعل                   | عبد الله السدحان، ناصر القصبي، زينب العسكري                                               | تدور احداث الحلقة حول رب أسرة يستقدم سائق من الجنسية الآسيوية، وفي ثاني يوم له في البيت يدخل السائق إلي مطبخ المنزل لأعداد الفطور لنفسه وعند مشاهدة الأب له يوبخه ويهدده بعدم الدخول مره أخرى للمنزل، ومع مرور الوقت وانشغال الأب بعمله يضطر إلي الاعتماد كلياً على السائق في قضاء حاجيات المنزل والدخول للمنزل، وفي آخر الحلقة يظهر السائق وهو يحمل الأب وهو نائم من السيارة ويدخله إلي داخل المنزل. |
| يارب سترك                  | عبد الله السدحان، ناصر القصبي                                                             | تبدأ الحلقة بشخص أجنبي يقنع موظف بترك وظيفته والعمل في الأعمال الحرة، إلا ان الموظف يمتنع بحجة ان الوظيفة آمان ودخلها ثابت، ثم يشتركان في أفتتاح محل ويدر عليهم مدخول جيد وفي نفس الوقت يقوم الأجنبي بالحوالة إلي الخارج عند كل ربح فيتطور عملهم حتى يصلون إلي لملايين، وفي الأخير يهرب الأجنبي إلي الخارج بعد أن قام بتحويل المال، ويظهر في آخر الحلقة الرجل الشريك يلقى عليه القبض داخل شركته. |
| زعول                       | عبد الله السدحان، ناصر القصبي، ناجية الربيع                                               | تدور أحداث الحلقة حول رجل كبير في السن يعيش مع ابنه وأحفاده، ويعاني ابنه من كثرة زعل ابيه وإدعاءه للمرض حتى انه يرفض الأكل ثم فجأه يبدأ بأكله بسرعه، ويقرر ابنه السفر ويرفض الأب السفر معهم ثم يذهب إلي ابنه الآخر وهو حزين من غير سبب وعند حضور ابنه من السفر يطلب من ابيه العودة إلي منزله بعد أن قام بأرضاءه، ثم تضع الزوجة العشاء للجد فيرفض العشاء بحجة انه يعاني من حموضة ثم يطلب الأبن من زوجته إحضار العشاء له فتخبره انه لايوجد عشاء، وفي الليلة التالية يطلب من زوجته إحضار العشاء له وعند دخوله للمطبخ مع زوجته يكتشف ان والده هو من يأكل العشاء كل ليلة. |
| المعاملة رقم 735/هـ        | عبد الله السدحان، ناصر القصبي، يوسف الجراح، فهد الحيان، عبد الله المزيني                  | تدور أحداث الحلقة حول رجل أراد أن يكمل إجراءات أوراقه الشخصية إلا أنه يتعرض للمماطلة والتقصير من قبل الموظفين، ويقضي مدة طويلة ذهابا وإيابا لإنهاء جميع معاملاته، ويصبح ملفه كبير الحجم بسبب كثرة الأوراق، ويذهب مع ملفه الكبير إلى المدير العام ويخبره بأنه أنهى جميع أوراقه إلا أن المدير يخبره بأن لا تزال هناك إجراءات آخرى عليه إنهاؤها، فيجن الرجل ويقوم برمي ملفه الكبير مع الأوراق من أعلى سطح المبنى. |
| في إنتظار بيتر             | عبد الله السدحان، ناجية الربيع، فهد الحيان، عبد الله المزيني، ناصر القصبي                 | سائق يدعى بيتر يطلب من كفيله ان يسافر لمدة شهر ونصف وبعد موافقة كفيله يحاول ان يحل محله في خدمة زوجته وابنائه حتى يعود بيتر من السفر الا انه يمل ويعجز عن التحمل ويلاحظ انتهاء المدة المحددة ليكتشف ان بيتر هرب ثم يستعين بسائق من أحد الاشخاص ويصدم بالسيارة من أول محاولة ويطرده ثم ياتي بسائق اخر ويهرب ايضا ثم تتكرر المحاولات والنتائج وفي النهاية يقرر ان يعمل سائق بنفسه لدى زوجته وابنائه.(الحلقة لم توزع على القنوات الموجودة حاليا مثل قناة فنون) |
| تأبى الرماح                | عبد الله السدحان، ناصر القصبي، فهد الحيان، عبد الله السناني، عبد العزيز المبدل            | تبدأ الحلقة بثلاثة أشخاص في أماكن مختلفة وهم منشغلين في تجارتهم واعمالهم بينما والدهم الكبير في السن والمريض في المستشفى ويشتكي من ترك ابنائه له وهو في هذه الحالة بعدما حصلو على ماله، فيتفق الأب مع صديقة على ان يضعو حيله ليزوره أولاده في المستشفى ويذهب صدبق الأب إلي ابنائه ويخبرهم أن والدهم سيتبرع بجزء من ممتلكاته لصديقة المتوفي، عندها يتفقون الأبناء على زيارة والدهم ويزورنه ثم بعد فترة يتعرض الأب إلي حادث في وسط المستشفى وعند زيارة ابنائه للأطمئنان علية ينصحهم بأن يتحدو ولايتفرقو ويذكرهم بحكمة "تأبى الرماح ان هي اجتمعت تكسرا" فيعطي لكل منهم غصن شجرة ويطلب منهم كسره فيكسرونها جميعا، ويعطي أحد ابنائه مجموعة من الأغصان ويطلب منه كسرها فيكسرها هي جميعا أيضاً، ويطردهم في الأخير. |
| سياحة خارجية               | عبد الله السدحان، ناصر القصبي، عبد الله السناني، فهد الحيان، محمد الطويان                 | تبدأ الحلقة بعائلة وهي تدخل مطار الملك خالد الدولي متوجهين إلي مطار القريات بقصد الذهاب في رحلة إلي تركيا، وبعد أن قامو بشحن سيارتهم إلي القريات، وعند ركبوهم للطائرة تبدأ بعض المشاكل مع أحد الركاب ويدخلون معه في مناوشات ومشدات كلامية، وبالخطاء ينزلون إلي مطار عرعر، ويصادفهم نفس الشخص الذي دخلو معه في مشدات في الطائرة، ويطلب منهم ان يوصلهم إلي القريات في سيارته الخاصة، ويوصلهم ثم يستلومن سيارتهم ويوصلهم إلي المنفذ الحدودي، ثم يعودون ادراجهم بعد أن نسو جوازات سفرهم في القريات ويطلب منهم نفس الشخص ان يوصلهم بنفسه ثم يعودون إلي المنفذ ويكتشوفون ان أستمارة السيارة منتهية ويشاهدم نفس ذلك الشخص ويطلب منهم اللحاق به ليجددها لهم، ثم يعودون مرةً أخرى بعد أن نسو ان يستخرجو فيزا للخادمة ثم يشاهدهم في طريق عودتهم نفس ذلك الشخص ويضعون الخادمة عندة، ثم يعودون مرةً أخرى. |
| سياحة دخلية                | عبد الله السدحان، ناصر القصبي، عبد الله السناني، فهد الحيان، محمد الطويان، يوسف الجراح    | الجزء الثاني من حلقة سياحة خارجيه تبدا الحلقة عائلة تقرر السياحة بالمنطقة الشرقيه بعد ان كانو يريدون السياحة في تركيا ويكشفون للمشاهد طمع التجار واصحاب الفنادق بوقت الإجازة الصيفيه (الحلقة لم توزع على القنوات الموجودة حاليا مثل قناة فنون) |
| آلو تسمعني                 | عبد الله السدحان، ناصر القصبي، محمد العيسى، يوسف الجراح                                   | تدور أحداث الحلقة حول تاجر يقترح علية مساعدة ان يقوم بشراء كمية من شرائح الهاتف المحمول وبيعها بأسعار مضاعفه، وفي المشهد الآخر يتجمع عدد من المواطنين لطلب خدمة الهاتف المحمول ويبداون البحث عن أسمائهم وأرقامهم الصادرة من الشركة، وبعد أن يجدوها يذهبون لشراء جهاز الهاتف المحمول ويحاولون ان يلتقطو الأشارة إلا ان كل محاولاتهم تفشل، ويعود بناء المشهد للتجار الذي يخبره مساعده ان أسعار شرائح الهاتف المحمول انخفضت وينصدم من الخسارة التي سوف تلحق به ويبدأ بال البيع في الشارع بنفسه مع مساعده، ثم يظهر في آخر الحلقة شخصان يحاولان الاتصال ببعضهم عن طريق الخيط المستقيم والكأسين ويرميان هواتفهم المحمولة. |
| هدادده رقاده               | عبد الله السدحان، ناصر القصبي، محمد العيسى، عبد الله المزيني                              | تبدأ الحلقة برجل وهو يعطي عامله جواز سفر مع تذكرة سفر ويحضر العامل صديقاه بغرض سرقة منزل كفيله، ويسلمهم خريطة المنزل، وعند دخولهم للمنزل في الليل ووصلهم لدرج الدور الثاني، ينزل طفل صغير ويأخذانه ويعيدانه إلي غرفته ويحاولا تنويمه، ثم يخرجا من المنزل بأتجاه غرفة صديقهم ويجبرهم على العودة من جديد لسرقة المنزل، ثم يدخلان وفي نفس الوقت يخرج صاحب المنزل ومعه أولاده ويغلق أبواب المنزل بأحكام، ويحاولا اللصان الخروج إلي ان كل محاولاتهم تبوء بالفشل ويخرجان من النافذة ويصوتا لصديقهم الذي يهمّ بالسفر وينصحهم بالخروج من أعلى المنزل، لكنهم يفشلان في ذلك ويبدأن الأكل من ثلاجة المنزل والندأ من النافذة للشارع لطلب النجدة وإخبار الناس أنهم لصوص، وفي آخر مشهد يظهران وهما مستلقيان في وسط والمنزل والشيب يملى رؤوسهم والأكل نفذ من الثلاجة، ثم ينفتح الباب ويدخل صاحب المنزل، ويرميان في زنزاة الشرطة. |
| أم العوف                   | عبد الله السدحان، ناصر القصبي                                                             | تدور احداث الحلقة حول اخوين يمتلكان بقرة من صغرهما، ويهتمان برعايتها حتى صاروا شيبان، وفي يوم من الأيام يسمعان عن جنون البقر، فيقرران التخلص من البقرة لاعتقادهما بإصابتها بالمرض وحتى لا يصيبهما ما اصابها، ولكن تفشل المحاولة في كل مرة.. |
| حملة فلاح للرحلات السياحية | عبد الله السدحان، ناصر القصبي، عبد الله السناني، فهد الحيان، محمد العيسى                  | تدور أحداث الحلقة حيث تقوم حملة برحلة سياحية في عدد من مدن المملكة العربية السعودية في باص انطلاقاً من الرياض ووصولا إلي جدة، ويقدم السائق ومساعده خدمات راقية شبيهه بخدمات الطائرات بطابع كوميدي، ويتخلل الرحلة توقفات للأكل والمرح، وينقلب الباص في الصحراء ويسقط السقف، ويواصلون الرحلة في الصحراء، ويتوه السائق عن الطريق وهو في الصحراء، فتنغرس السيارة في الرمال ويعجزون عن إخراجها، ويذهب نصف الركاب مع سائق عابر في الطريق، بينما يجلس الباقون يحاولون إخراج الباص. |
| قطعة السكَر                 | عبد الله السدحان، ناصر القصبي، يوسف الجراح                                                | تدور أحداث الحلقة حول موظف مختص بأعداد الشاي والقهوة للموظفين، ويطلب منه المدير إعداد شاي له ولرئيس مجلس الأدارة في الأجتماع وان يضع السكر خارج براد الشاي، لأن رئيس مجلس الأدارة يعاني من مرض السكر، وحينما يراجع المستشفى هو وزوجته يشاهد سيارة الأسعاف، وهي تنقل مريض ويخبره المسعف ان هذا مريض بالسكر، وأنه ربما شرب شاي يوجد به سكر وتعرض لحالة الأغماء، ثم يهرب هو وزوجته من المستشفى بعدما تذكر انه نسي ان لايضع السكر بالشاي، واعتقد انه بذلك قتل رئيس مجلس الأدارة، وتتعطل سيارته وهو في طريقة لمنزله، ويهرب ويتركها، ويتجه إلي بيته ليحتمي من الشرطة، ثم يرجع ليشاهد الشرطة وهي تقوم بسحب سيارته المتعطلة من الشارع، فيأتي خال اولأده إليهم في البيت وهم يعيشون في حالة ذعر وخوف، ويخبره انه قتل رئيس مجلس الأدارة، ثم يقنعه بتسليم نفسه للشرطة، وتحضر الشرطة مدير الشركة، ويخبرهم ان الأجتماع لم يحصل بالأساس وانه هو من شرب الشاي كله، ثم يخبرهم انه لم يمت أحد، ويعيشون في فرح وينصرفون إلا هو يطلب منه قائد الشرطة التوقف ويخبره انه متمهم بأزعاج السلطات ويسقط مغماء علية.                                                                                  |
| أحذر تسلم                  | عبد الله السدحان، ناصر القصبي                                                             | تدور أحداث الحلقة حول شخصان يجدان رجل ملقى على الأرض بعد أن صدمته سيارة، ويقومان بنقله للمستشفى، وبعد أن سألهم الضابط عن اثباتاتهم، اخبروه انهم لايملكون اي إثبات، فيضطر الضابط إلي أحتجازهم في التوقيف، وفي التوقيف يتعرضون لمواقف كوميدية مع الموقوفين، عندما يلزمونهم باللعب معهم في لعبة الورق، وبعدها يطلق سراحهم ويحاولون إخراج سياراتهم من الحجز، ثم يتضح ان لديهم مخالفات سير تستوجب إعادتهم للحجز، فيرجعون لنفس الحجز ويقوم أحد المحجزين بمضايقتهم، ثم يفرج عنهم، وبعد مدة يتعرضون هم انفسهم لحادث سير ويطلبون من الناس الابتعاد عنهم وعدم مساعدتهم. |
| يا مقيط دوك رشاك           | عبد الله السدحان، ناصر القصبي                                                             | تدور أحداث الحلقة حول مجموعة من الأشخاص يريدون أن يجتمعو بأصدقائهم في المرحلة الثانوية، ويجتمعون عند أحدهم، ويحضر أحد اصدقائهم متأخراً والذي يعتبر الأقل بينهم مادياً، وعند سؤال أحد أصدقاءه له لماذا تأخرت يخبره ان سيارته تعطلت، وهي سبب تأخيره، فيهديه سيارة، ويبدأ يحلم بهذه السيارة متمنياً ان تكون جديدة، ويصطدم حينما يراها قديمة وبالية، ويذهب بها إلي مركز صيانة السيارات، وعند عمل الصيانة لها يتضح ان تكاليف صيانتها باهضه وان ورقة ملكية السيارة عليها الكثير من المخالفات، فيضطر إلي الذهاب إلي صاحب السيارة وإخباره انه لايريدها، ثم يتخلص منه صديقه ويخبره انه سيفكر، ويكرر المجيئ إلي مكتبه ويعطيه في الأخير مبلغ بسيط من المال ليتخلص منه، ثم يضطر بالأخير إلي رمي السيارة من فوق سفح جبل. |
| مرسول الغفلة               | عبد الله السدحان، ناصر القصبي، لطيفة المجرن، عبد الله السناني، ناجية الربيع، زينب العسكري | تدور أحداث الحلقة حول عائلة تستعد لتزويج ابنها، ويأتي إليهم رجل كبير بالسن، ويظنون انه قد أتى لخطبة ابنتهم لأبنه، وفجاءة يخبر الرجل ان زوجته وأم أولاده، هي أخته من الرضاعة بعدما تاكد من ذلك، ويأمره بأن يطلقها، ويعيشون في ارتباك وتردد، ويحضر الرجل الذي اخبره بأنه اخته ومعه أخوت زوجته، ويطالبونه بأحضار اختهم وسرعة تطليقها، وفي أثناء ذلك يدخل رجل ليخبرهم انه تشابه في الأسماء والمقصود شخص آخر وليس هو ثم ويفرحون بهذا الخبر، وفي آخر الحلقة يظهر الرجل الكبير بالسن مرةً أخرى وهو يزور أحد الأشخاص معتقداً مضيفه انه يريد خطبة ابنته هو أيضاً. |
| لايوجد سوانا في البيت      | عبد الله السدحان، ناصر القصبي، محمد الطويان                                               | تبدأ الحلقة بشخص وهو ينتظر الطبيب ويجلس بجانبه رجل كبير بالسن ويسأل عن حالته ويذكر له انه يعاني من صداع مزمن وانه ذهب إلي كل مكان لعلاج هذا الصداع لكن دون فائدة، فيذكر له الرجل الكبير بالسن أن هناك طبيب شعبي يعالج الناس الذين يعانون من مثل حالته، ويذك له ان كلهم شفي من الصداع بعدما زاروه، عندها يلح علية ان يدله على مكانه، وبعد وصوله إلي بيت، تفتح له إمراه الباب ويتفاجئ انه تناديه باسمه وبعدها يدخل في غرفه ليجد الرجل المعالج ويطلع على حالته، عندها يسأله عن المرأة التي فتحت الباب له، ويذكر له المعالح انه لايوجد سواه في البيت وان زوجته توفيت منذ سنوات، عندها يخرج ليتفاجئ بوجود نفس المرأة وتطلب منه المرأة ان يدخل إلي الغرفة التي تعالج بها المرضى عندها يذكر لها انه كان جالس عند رجل قبل قليل ة تذكر له انه يقصد زوجها وانه متوفي منذ سنوات عديدة، ويطلب منها الحضور لتشاهده وعندما فتحت باب غرفته وإذا بالرجل قد اختفى والمرأة اختفت كذلك، ويهرب من البيت مسرعاً وهو خائف وتقف سيارة ويطلب ان يتوقف ليركب معه ويفاجئ بأن السائق هو من دله على الطبيب وشكله اشعث مرعب، ويشاهد الطبيب وزوجته أيضاً معه في السيارة، عندها يجن تماما ويهرب من السيارة. |

### الجزء 5 (1997)
| الحلقة          | الممثلون                                                                                 | القصة |
| --------------- | ---------------------------------------------------------------------------------------- | --- |
| كيف الصحة       | عبد الله السدحان، ناصر القصبي                                                            | يذهب أحد الاشخاص بوالده كبير السن إلي المستشفى، ويعاني من الأهمال من قبل العاملين بالمستشفى لوالده، ويضطر في النهاية إلي زيارة أحد الرقاة الشرعيين. |
| للأطفال فقط     | عبد الله السدحان، ناصر القصبي، فهد الحيان، عبد الله السناني                              | تدور احداث الحلقة حول اشخاص يقومن بزيارة إلي شاطئ أملج، وعند دخولهم للصيد في البحر ينقلب القارب بهم ويسقطون في البحر، وفجأه يجدون انفسهم على ساحل أحد الجزر ويبدأون بمحاولة اكتشفاها، ثم يخرج لهم آكلي لحوم البشر ويبداون بمطاردتهم، ويقبضون على أحد ابنائهم ويحاول الباقين إنقاذه من آكلي لحوم البشر ثم يظهر فجأه عملاق ويستطعيون إفلات ابنهم منه ثم يقعون بأيدي قبيلة هنود حمر، ثم يفيق الابن وهو في قارب نجاة تابع لخفر السواحل.                                                                                  |
| سين سؤال.. ؟    | عبد الله السدحان، ناصر القصبي، راشد الشمراني                                             | تدور احدث الحلقة حول شخصان ينويان السفر إلي الخارج للسياحة بعدما ظللو اهلهم واوهمهم ان رحلتهم داخلية، وعند وصولهم للبلد يلتقون بشخص ويشرح لهم معاناته المادية ويقومون بمساعدته، ثم يتعرضون للسرقة من فتيات بعد أن نامو، ويحاولون طلب المساعدة من عدد من السفارات إلا انهم في كل مره يتعرضون للطرد. |
| في بيتنا مراهق  | ناصر القصبي، مريم الغامدي، سلطان العنزي، عبد الله السدحان                                | تدور أحداث الحلقة حول رجل يحاول إصلااح ابنه المراهق، فيتأخر الأبن عن المنزل بعد عودته من المدرسة فيوبخه والده، ثم يخرج مع أصدقائه ويتأخر ويعجز والده عن مواجهته بحجة انه لايستطيع السيطرة على نفسه فيطلب من والدته ان تتكفل بنصحه إلا انها تعجز، وفي إحدى المرات يخرجه والده من مركز الشرطة بعد مشكله حصلت له هو وزملائه فيضربه ويوبخه، ويظهر في أحد المرات وهو يستضيف أصدقائه ويشربون السجائر، وفي الأخير يقود هو وزميله السيارة ويمارسون التفحيط بها، ويعجزان عن السيطرة عليها وتسقط السيارة من سفح الجبل ويموتان. |
| مكتب معاليه     | عبد العزيز الحماد، عبد الله السدحان، فهد الحيان، ناصر القصبي، راشد الشمراني، محمد الكنهل | يقوم أحد المراجعين بمراجعة أحد الوزارات لأنهاء معاملته، إلا انه يقع في مشكلة تدوير المعاملة وانتقاله من مكتب إلي مكتب قاصد بذلك مكتب الوزير الذي يصله بالصدفة وبعدما تلقى معاملة سيئه من قبل موظفين تلك الوزارة. |
| شويمطة          | زينب العسكري، ناصر القصبي، عبد الله السدحان                                              | تدور أحداث الحلقة حول أحد المصورين الفوتغرافيين يقوم بزيارة احدى القرى المهجورة ويشاهد أناس غريبين بأشكال مخيفه، ويقابله أحدهم ويطلب منه ان يقوم بتوصيل كتاب إلي أحد اقرباءه في مدينة الرياض، ويحذره من قرأته للكتاب. وحين وصوله إلي البيت تحصل اشياء مخيفه، عندها يحاول التخلص من الكتاب وإيصاله إلي صاحبه في مدينة الرياض ليفاجأه انه متوفي منذ ثلاثين سنه ويحاول إعادة الكتاب إلي من سلمه إياه في القرية ويتفاجأ بوفاته هو أيضاً وفي نفس الوقت تلد زوجته مولود يظهر في الصورة شبيه للرجل الموجود بالقرية.          |
| الهاتف          | عبد الله السدحان، ناصر القصبي                                                            | تدور أحداث الحلقة حول أحد الاشخاص الذين يطلبون خدمة إيصال الهاتف إلي منزله، ويتعرض إلي المماطلة وبطئ تنفيذ الخدمة من قبل الجهة المسؤله ومن كسل الموظف. |
| الأجار          | ناصر القصبي، عبد الله السدحان، زينب العسكري                                              | يستأجر أحد الاشخاص منزل من شخص بخيل جشع يحاسبه في كل شيء ويضايقه. |
| الاستنساخ       | ناصر القصبي، عبد الله السدحان، يوسف الجراح                                               | يقوم أحد الاشخاص بأستنساخ شبيه له ليقوم بالإنابة عنه بالعمل، ثم يتذمر المستنسخ من اجواء العمل ويضطر إلي احداث مشاكل مع الموظفين والمدير، ثم يظهر في آخر الحلقة انه كان يقراء موضوع عن الاستنساخ في أحد المجالات وفجاءه يظهر شبيه له ولمديره في العمل. |
| نقل مدرسة       | عبد الله السدحان، زينب العسكري، ناصر القصبي، راشد الشمراني                               | تدور أحداث الحلقة حول مشكلة أماكن عمل المدرسات، حيث يلتقي شخصان وهما يسألان مدير رئاسة تعليم البنات عن إمكانية نقل زوجاتهم إلى مدارس قريبة من مساكنهم إلا أنه لا توجد إمكانية إلا بالواسطة، ويحاولان البحث عن واسطات ولكن دون جدوى، وفي الأخير يعثر أحدهما وهو موظف في مجال الهاتف على واسطة عن طريق مندوب له إتضح أنه مساعد مدير رئاسة تعليم البنات، ثم يظهر في آخر الحلقة مساعد المدير مع الموظف وصديقه وهما يختاران المدارس القريبة من مساكنهم.                                                                   |
| حلالنا واحد     | ناصر القصبي، عبد الله السدحان                                                            | اثنان من الأخوة متشاركان في ثروة يملكونها جميعاً وبعد وفاتهما تحصل مشكلة في ابنائهم الورثة وتستمر المشلكة في تقسيم الورث حتى مع الاحفاد. |
| يا تلفزيون.. يا | ناصر القصبي، محمد العيسى، عبد الله السدحان، فهد الحيان، راشد الشمراني                    | أول حلقة في هذا الجزء، وقدم من خلالها نقد جريء جدا التلفزيون السعودي، وقدم صورا من التسيب الإداري داخل أروقة وزارة الاعلام والتلفزيون. الحلقة تم اجازتها رقابيا وعرضت دون أن يقطع منها أي مشهد.. ولكن الرقابة ألغت هذه الحلقة في العرض الثاني كما أنها ألغيت من قائمة الحلقات بعد توزيع المسلسل على القنوات الأخرى. |
| المريخ          | راشد الشمراني، ناصر القصبي، عبد الله السدحان                                             | تدور أحداث الحلقة حول شخصين يعملان في محل خردة للسيارات، ويجدهم شخص يبحث عن عمل، ويعرضان عليه صاروخ من صنعهم ويهدفان الوصول به إلي المريخ، ويحاولون إطلاق الصاروخ ويفشلون في المرة الأولى، وفي المرة الثانية ينجحون في الأنطلاق، وبعد هبوطهم على الكوكب، يفاجأون بوجود راعي أغنام، ليخبرهم انهم في الرياض وقريبين من محل الخردة. |
| الأرض           | عبد الله السدحان، ناصر القصبي                                                            | تبدأ الحلقة بأحد الاشخاص وهو يشتري أرض وبعد خروج مساح البلدية وتحديد الأرض يبدأ البناء ويصطدم بأرأ واقتراحات المقربين منه وموظف الصندوق العقاري، وبعدها يتضح انه قام ببناء الأرض في شارع، ويحصل على منحه جديد في أرض أخرى، ويذهب للدراسة في الخارج ويرجع إلي الوطن ليجد ان أرضه أصبحت محاصره بالمباني وبدون شوراع. |
| المقناص         | راشد الشمراني، عبد الله السدحان، ناصر القصبي، فهد الحيان، عبد الله السناني               | يقوم مجموعة من الاصدقاء برحلة برية، ويحدث في تلك الرحلة العديد من المواقف الكوميدية خصوصاً من من زميلهم (الديك) صاحب الطير المشهور بكذبه، وفي نهاية الحلقة تعرض لقطات مأسوية لأصطياد الضب. |
| لست مدرسا       | عبد الله السدحان، ناصر القصبي، راشد الشمراني، محمد العيسى                                | تبدأ الحلقة بشخص تخصصه مهندس زراعي، عجز عن إيجاد وظيفة، فأظطر إلي التقديم على وظيفة مدرس، وبعد تعيينه بأحدى المدارس، يطلب من المدير إبعاده عن التدريس ووضعه في أي وظيفة أخرى، إلا ان المدير يرفض طلبه، ويشاهد كيف يعاني المدرسين والطلاب من المدرسة المستأجرة، ويعجز عن التأقلم مع الوظيفة وإيصال المعلومة للطلاب، وبعد أن لاحظ الموجه ضعف إيصال المعلومة للطلاب، وعند سؤاله للمدرس جاوبه بانه ليس مدرساً وهو مهندس زراعي، وفي نهاية الحلقة يظهر المدرس وقد تأثر شكله بالتدريس وأصابته الأمراض مع مرور الوقت.         |
| ختامها مسك      | محمد العيسى، عبد الله السدحان، عبد العزيز الحماد، فهد الحيان                             | تتحدث الحلقة عن النشاطات المدرسية، وتظهر احدى المعلمين وهو يساعد الطلاب في إذاعة الصباح ويقوم برحلة لمجموعة من الطلاب إلي حديقة الحيوان ويساعدهم في احدى الاحتفالات لزيارة المسؤول الذي لايبالي في الحفل ويغط في النوم بنهاية الحلقة. |
| كاش.. ما.. كاش  | زينب العسكري، عبد الله السدحان، ناصر القصبي                                              | تبدأ الحلقة بزوج وزوحته يبحثون عن نقود في المنزل ليعطوها لعامل توصيل المطعم، ثم يبدأ صاحب المنزل بالتسوق في السوبر ماركت ويظهر كيف انه يشتري بشراهه وبدن أي حساب، ثم يخبر زوجته انه تعرض للسرقة وانه يشك بالخادمة، ثم يبدأن بأعادة الحسبة لمصروفاته في الفترة الماضية ليكتشف انه لم يتعرض للسرقة، ويستنجد بقريب له ليعمل له جدوله وكيف انه بأستطاعته التوفير من راتبه وراتب زوجته، إلا انه في الأخير يظهر في السوبر ماركت وهو يجر خلفه العديد من العربات.                                                            |
| الخادمة         | يوسف الجراح، عبد الله السدحان، ناصر القصبي                                               | يقوم شخصان بأستقدام خادمتين لكل منهما، ويماطل بهما مكتب الأستقدام ويتأخر وصول الخادمتين، وبعد وصولهما يأخذ كل واحد خادمة الآخر ثم يعيدانهما، وبعد فترة تهرب خادمة أحدهم بينما تمتنع الأخرى عن العمل، وعند ذهاب الأول إلي مكتب شؤون الخادمات يجد خادمته عندهم، إلا انها تهرب مرةً أخرى، وفي الأخير يجتمع الأثنان في المطبخ وهما يعملان في غسيل الصحون وغسيل الملابس ويذكر أحدهم للأخر ان خادمته قامت سفارتها بتسفيرها بينما الأخر يذكر انه قام بتسفيرها بنفسه.                                                         |

### الجزء 6 (1998)
| الحلقة             | الممثلون                                                                        | القصة |
| ------------------ | ------------------------------------------------------------------------------- | --- |
| 911                | ناصر القصبي، عبد الله السدحان، فهد الحيان، عبد الله السناني                     | أول حلقة ممنوعة من العرض بدءا من هذا الجزء، وقدم فيها نقد ساخر عن دفاع مدني السعودي، وأظهر إهمال وإستهتار بعض المطافي في المملكة من ناحية عدم الوصول باكرا إلى موقع الحادث، وعدم إكتمال معدات الإطفاء ومعدات الإنقاذ، وعدم النجاح في تنفيذ العمل إلا بعد فوات الأوان، وفي آخر أحداث الحلقة يذهبون لإخماد حريق ولكن عند وصولهم وجدوا الماء فارغ فتركوا المكان لإحضاره وعادوا ونجحوا في إخماد النار ولكن بعد أن تهدم منزل المنكوبين، ثم يوبخهم مديرهم ويخبرهم بأن الأمر ليس وظيفة ورزق لقمة العيش وإنما واجب وطني وإنقاذ أرواح وممتلكات وأنه رفع أوراقهم للإدارة العامة منتظرا الرد عليها. |
| الحدود             | ناصر القصبي، عبد الله السدحان، فهد الحيان، محمد العيسى                          | تدور أحداث الحلقة حول عائلة تنوي السفر إلي إحدى الدول العربية وحين وصولهم للحدود يتأخر تفتيشهم لجهلهم كيفية إعطى الرشوة لموظف الحدود، ويظهر أحد المسافرين العرب وهو يفتش بطريقة دقيقة جداً، ويبدأ أفرا العائلة بأعطاء الرشوة لموظفين الحدود لتسهيل إجرئتهم، إلا انهم يقعون في مشلكة اشتباه الجدة وتطلب لأجراء التحقيق معها، إلا ان ابنها يقوم بأعطاء الوظف رشوة لينهي التحقيق معها، وبعد عودتهم لحدود دولتهم تظهر سيارتهم الخاصة وهي مرفوعة بواسطة الرافعة وهم رافعين أيديهم لأستسلام. |
| الوظيفة            | عبد الله السدحان، ناصر القصبي، فهد الحيان، يوسف الجراح، فايز المالكي            | يقع أحد الاباء بمشكلة توظيف أبنائه الأربعة، ويحاول تقديم ملفاتهم في عدد من الدوائر الحكومية والشركات إلا ان كل محولاته لتوظيفهم تفشل، وينجح في توظيف أبنه الاصغر وما يلبث ان يفصل من عمله، ويظهر في اخر الحلقة والاب يقوم بتوزيع الرواتب على أبنائه. |
| رحلة سعيدة         | هدى الخطيب، عبد الله السدحان                                                    | تقرر أحد العوائل قضاء إجازتها في الخارج، فبسبب عدم ضم الطفله الصغيرة في جواز السفر، يضطرون إلي قضاء إجازتهم بالداخل، وتحصل لهم مواقف طريفة وعند وصولهم إلي آثار مدائن صالح يمنعهم الحارس بحجة عدم وجود تصريح. |
| عيد وسعيد          | ناصر القصبي، عبد الله السدحان                                                   | تدور أحداث الحلقة حول شرطيان يتصرفان بحماقه وسذاجه وسوء تصرف مع المواطنين، وفي أحد المرات قاما بمطاردة أحد المفحطين وسط الأحياء، ممايضطر الضابط المسؤل عنهم إلي توبيخهم ونقلهم إلي البادية في نهاية الحلقة. |
| العطش              | خالد سامي، عبد العزيز الحماد، ناصر القصبي، عبد الله السدحان                     | تقوم احدى الشركات بأختراع عقار مستخلص من الضب وتسميته بـ"ضبياجرا"، وعند توزيعه تظهر اعراض على الناس، ويتحولون إلي اشباه بحيوان الضب. |
| حارتنا             | ناصر القصبي، عبد الله السدحان، فهد الحيان، يوسف الجراح، عبد العزيز المبدل       | تدور أحداث الحلقة حول أحد الحارات فتبدأ المشكلة بحاوية القمامة التي يحاول التخلص منها كل اصحاب بيوت الحارة وفي كل مره يدفع بهذه الحاوية أحدهم إلي منزل جاره، وتواجه بعضهم مشاكل في مواقف السيارات حينما يقف الجار أمام منزل جاره، وفي الأخير يجتمعون على طاولة واحدة لحل مشكلة حاوية القمامة، وتبرز في الأجتماع جميع مشاكل أهل الحارة من تسرب المياه ومشكلة مواقف السيارت ثم يفشل الأجتماع ويظهر كل صاحب بيت وهو يدفع بالحاوية بعيداً عن منزله، ثم تجتمع الحاويات من كل مكان وتتدحراج إلي ان تسقط من فوق سفح جبل. |
| الصحافة            | ناصر القصبي، عبد الله السدحان، عبد الله السناني                                 | تدور أحداث الحلقة حول صحيفة ويظهر في البداية رئيس التحرير وهو يوبخ أحد الصحفيين بعدما نقل خبراً من واس ونسبه لنفسه، وفي نفس الصحيفة أحد الكتاب المثيرين للجدل والذي أشتهر بأنتقاد الكثير من الدوائر الحكومية التي لاتخدم مصالحه الشخصية، وتعقد الصحيفة جلسة تجمع فيها أعضاء مجلس الإدارة الذي يتضح انهم بيعدين كل البعد عن شؤون الصحيفة، ثم بعد إيقاف أحد الكتاب لدى الصحيفة يحاول رئيس التحرير فك الأيقاف عن الكتاب إلا انه يفشل، وفي نهاية الحلقة يأمر رئيس التحرير أحد الصحفيين بالذهاب للقاء الوزير وغجراء حوار صحفي معه، إلا انه يظهر في اللقاء ان الصحفي لايفقه شيء بعالم الصحافة، ممايثير استغراب الوزير ومن ثم طرده من مكتبه. |
| تفضل معنا          | ناصر القصبي، عبد الله السدحان                                                   | تدور احداث الحلقة حول شخص قام بأبلاغ الشرطة أن سيارته تعرضت للسرقة وسرقة الإطار الاحتياطي، بعد حضور رجل الشرطة يتنازل عن شكواه، إلا ان الشرطة يتصلون به ويطلبون حضوره لكي يتنازل خطياً، ثم يتصلون به الشرطة ويخبرونه أنهم وجود الإطار وعلية الحضور لأستلمها، وبعد مرور سنة يأتيه اتصال من الشرطة ليخبروه أن علية الحضور لإقفال المحضر، ثم يتعرض منزله للسرقة وتسرق بعض الأجهزة، وتقوم زوجته بأبلاغ الشرطة، ويطلب منه ظابط الشرطة ان يقوم بالبحث عن أجهزته في سوق الأدوات المستعمله، وبعد البحث يجد جهاز التلفاز الذي سرق منه، ثم يقوم بأبلاغ الشرطة وبعد التأكد من هوية السارق اكتشف ان السارق هو أبن الجيران، ثم يخبر الشرطي أنه اخطاء وانه هذا ليس هو تلفازه، ثم يطلب من الشرطي الحضور للمركز للتنازل، وبعدها يضطر لجلب كلب حراسة، ثم يلحق به الكلب ومن شدة الخوف يقفز الحائط ليسقط في بيت جاره، ثم تاتي الشرطة وتعتقله من داخل بيت جاره. |
| المظاهر            | ناصر القصبي، عبد الله السدحان، هدى الخطيب                                       | تدور احداث الحلقة حول شاب كان فقيرا ويعمل موظفا بسيطا وكان والده بخيلا جدا ولما توفي والده اجتمع الأبناء الثلاثة لكي يقسموا الورث بينهم فأخذ كل منهم نصيبه وكان نصيب الابن الذي كان يعمل موظفا بسيطا الملايين نقدا ومن هنا بدأت المظاهر وأول عمل عمله وهو الذهاب إلى مديره وتهزئته والتقليل من مكانته وبعد ذلك كان يبذر الملايين بالسفر والسيارات حتى وصل به إلي الديون المتراكمة عليه فاضطر لبيع أحد السيارات ولكنها لا تغطي الديون واضطر لبيع فلته ورجع للعيش في شقة بسيطة ورجع لسيارته البسيطة جدا وهو ما زال لابسا لبشته ومن ثم اضطر للرجوع إلى مديره السابق لكي يعيده إلي الوظيفة واعاده المدير ليعمل في إعداد الشاي والقهوة للمدير والموظفين، وتنظيف المكاتب، وجن في الأخير. |
| حلم ليلة ساخنة     | ناصر القصبي، عبد الله السناني، فهد الحيان                                       | تبدأ الحلقة بشخص يهرب حاملاً معه حقيبة ويحلق به رجل أمن، ثم يفيق وإذا به يحلم، ثم بعدها يجد نفس الحقيبة التي كانت معه في الحلم، ويجد بداخلها نقود، ثم يأتيه اتصال من شخص يطلب منه إحضار النقود التي سرقوها معاً، ثم يقف حائراً وخائف، ويأتي اتصال آخر يطلب منه ان يلتقي به، ثم يقرر أن يذهب لهم ويضع النقود أسفل الكنب، ليضمن حياته بذلك، وعنده خروجه يوقف سيارة أجرة ويطلب منه ان يذهب به إلي مركز الشرطة إلا انه يتضح ان سائق الأجرة هو من اتصل علية، ويذهب به إلي مكان أفراد العصابة ويعرفه بهم، وبعد أن اخذو منه الشنطة وجدو داخلها ملابس بدلاً من النقود، ثم يهرب وعند حضور زعيم العصابة ومحاولتهم الأعتداء علية وإذا به يفيق مرةً أخرى، ويتفاجاء من تداخل الأحلام، وبعدها يسخر من نفسه ومن المكان الذي وضع به النقود وعندما شاهده تفاجاء بوجود النقود في نفس المكان، وبعدها يطرق الباب وإذا بهم نفس أفراد العصابة، وعندما أعتدو علية اخربهم بمكان النقود وعندما اخذوها، وجه له لكمة ليسقط مغشياً علية، ثم يفيق مرةً أخرى ليسمع شخص ينادي باسمه، ليفاجأ أن الشخص الموجود بمكتبه ويكتب في ورقة هو نفسه، ويحاول الحديث مع نفسه إلا انه لايجاوبه، ثم يتسأل من هو إذن ؟. |
| شجرة العائلة       | ناصر القصبي، عبد الله السناني، فهد الحيان، جعفر الغريب، علي المدفع، محمد الكنهل | تبدأ الحلقة بشخصين يحاولان جمع عائلتهم من شتى المناطق، وبعد الاتفاق معهم واجتماعهم يطرحان فكرة وضع شجرة العائلة لهم، إلا ان المشاكل تبدأ بعد أن رفضو بعضهم انتمائهم لأحد اجدادهم، ثم تدب الخلافات ويمزقون الورق التي رسم علية شجرة العائلة، وبعدها يتفقون على ان يجتمعو في مكان محايد، وبعد وصولهم للمكان المحايد والذي هو عبارة عن خيمة وسط الصحراء، وقبل أفتتاح الجلسة تتعالي الاصوات وترجع المشكلة كما كانت. |
| المؤذن             | ناصر القصبي، محمد العيسى، عبد الله السدحان                                      | تدوراحداث الحلقة حول صاحب مكتب عقار يطلب من رجل بعد أن انتهى من بناء مسجد أراد ان يصبح مؤذن للمسجد ليستفيد من البيت المخصص للمؤذن الموجود بجوار المسجد، وبعد أن قام بتأجيره لأحد الأجانب، بدأ ينشغل عن إقامة الأذن وكلف العامل الموجود في مكتبه ليؤذن بدلً عنه، وفي آخر الحلقة يظهر الإمام وهو يبعد العامل عن المايكرفون ويؤذن بدلً منه. |
| الدور الثالث       | ناصر القصبي، محمد العيسى، عبد الله السدحان، علي المدفع، فهد الحيان              | تدور أحداث الحلقة حول أخوان يقترحان على والدهما ان يبنيان في الدور الثالث لمنزلهما الحالي، وعند ذهابهم للبلدية رفض مراقب البلدية إعطائهم تصريح بحجة انه ممنوع، إلا انهم يقررون البناء بالخفية عن مراقب البلدية، ثم يكتشفهم المراقب، بعدها يقررون ان يبنو في بيت جدتهم المتوفيه، إلا انه طلب كتابة العدل لأثبات ان البيت يعود ملكيته لوالدهم وإحضار شهود بذلك يعقد الأمور ويزيدها صعوبة، ثم يضطرون بالأخير إلي نصب خيام داخل منزل والدهم والسكن بها. |
| آلة الزمن          | ناصر القصبي، عبد الله السدحان، محمد الطويان                                     | تبدأ الحلقة بأب عائلة وهو يتصفح مجلة تحكي عن تاريخ السعوية قبل التوحيد، بينما أبنه يحاول إنجاز أختراعه لآلة الزمن، وعندما نجح ركب والده وامه معه ورجع بهم الزمن لما قبل التوحيد، وعندها شاهدو رجل يقتل آخر ليستولي على جمله، وعند دخولهم للمدينة لأبلاغ اهلها بأنهم شاهدو جريمة ينظر إليهم الناس بأستغراب وأنبهار، وفجأة يظهر القاتل ويأتي الغزو في نفس الوقت، ويذهبون مسرعين إلي آلة الزمن ويلحق بهم القاتل، ثم يرجعون إلي منزلهم ويرجع معهم القاتل، ويلحق بهم إلي المنزل، وبعدها يحاولو الأبن إفهامه انه في زمن يأتي بعد زمنهم، وبعدها يحاول الأبن اعادته وفي كل مره يفشل، إلا انه في الأخير ينجح، ويتضح في الأخير ان الأب كان يتخيل وهو يقراء المجلة، ويخرج هو وزجته لزيارته أقاربها ويأتي لأبنه وهو يعمل في آلة الزمن ويسخر منه، وبينمها وهو في سيارته مع زوجته يشاهد شخص في الطريق شبيه جداً بالقاتل الذي رأه في خياله. |
| الصداقة            | ناصر القصبي، عبد الله السدحان، حمد المزيني، فهد الحيان                          | تدور أحداث الحلقة حول شخص يقوم بكفالة صديقة الذي أستلف من أحد أقرباء الكفيل مبلغ 380 الف ريال، وبعد مده يأتي صاحب الدين إلي الكفيل ويطلب منه انه يأمر صديقه بالسداد لأنه لم يلتزم بالوقت المحدد، وبعدها يحاول الكفيل البحث عن مكفوله إلا انه لايجده في البداية، وبعد البحث عنه يجده ويشرح له صديقه ان الظروف كانت صعبه بالنسبة له وأنه لايستطيع السداد حالياً وانه لايهتم بهذا الرجل المرابي، وبعد إلحاح الكفيل على صديقة وشرح له انه محرج من صاحب الدين، يعطيه شيك بمبلغ 280، ويتضح ان الرصيد في البنك لايغطي المبلغ، ويخبره صديقه انه اخذ جزء من المبلغ ولم يتبقلى إلا مائتين الف ريال فقط والباقي سيسداده على دفعات، وبعدها ينصرف صديقه وهو يتذكر تلك الأيام التي قضاها مع صديقة في مرحلة الشباب، وبعدها يضطر إلي سداد المبلغ بنفسه ليتقي صاحب الدين. |
| أيس فيه            | عبد الله السدحان، ناصر القصبي                                                   | تبدأ الحلقة برجل ينتظر في المطار وصول السائق الاسيوي الذي يجهل قيادة السيارة ويبدأ بتدريبه، وبعد إتقانه لها تحصل له الكثير من المواقف الصعبه وعند كل مشكلة يضطر كفيله إلي التهديد بتسفيره إلي انه في كل مره يتراجع ويشفق عليه، ويطلب السائق دراجه من كفيله وعند قيادته لها يتعرض لحادثة وتحصل له كسور في كامل جسمه ويضطر كفيلة إلي العناية به، ثم التنازل عنه لمصلحة أحد مراكز التموينات الغذائية، وتقبض علية الجوازات وتغرم كفيله، ويقوم كفيله بتسفيره بالقوة، وبعد فترة يذهب لأستقبال السائق الجديد ويفاجاء بوجود مجموعة سائقين يشبهون ذلك السائق. |
| الرشوة             | ناصر القصبي                                                                     | تدور أحداث الحلقة حول موظف يعمل في أحد الوزارت، ويطلع على الشركات المتنافسه على المناقصة، ويذهب إلي جميع الشركات ويبلغ كل واحد منهم انه سيرسي المناقصة عليه، ويطلب 10%، وعند فوز إحدى الشركات يسلمه رئيس الشركة شيك بمبلغ مليون ريال، ويهذب إلي محل مجوهرات مدعي انه تاجر، ويعطي صاحب المحل ألماس غير حقيقي، ويطلب منه ان يعرضه في محله على انها حقيقية وسعرها مليون ريال، ليعرف ثقافة المشترين، ويشاهدها أحد الزبائن ويطلب شرائها بسبعمائة وخمسون الف ريال، ويتصل صاحب المحل على صاحل ألماسة ليخبرها، وعند حضور صاحب ألماسة يطلب من صاحب المحل ان يعطية ألماسته الحقيقة التي قدرة بسبعمائة وخمسون الف ريال، وأن دليله ورقة الفاكس الذي أرسلها صاحب المحل، وعندها يستسلم صاحب المحل لخدعته، ويظهر في آخر الحلقة والموظف يعطي أثنين من الموظفين مبلغ من المال مقابل عمل قامو به. |
| حماية المستهلك     | عبد الله السدحان، ناصر القصبي                                                   | تدور أحداث الحلقة حول رجل أعمال ومعه أحد مساعدينه الذي يطلعه على أستثماراته، ففي أول الحلقة يطلعه على محلات ملابس ويخبره مساعده أنهم أشترو الملابس بأثمان قليلة جداً ويبعيونها بأضعاف القيمة، وبعدها يحاولون دخول المجال الأعلاني، ويصورن إعلان يوضح أهمية حب الوطن ومعرفة تاريخة، وبعدها يخبره مساعده أنهم يخسرون في المطعم الذي يملكونه، ويقترح علية صاحب المحل ان يقوم بشراء دجاج قريب من انتهاء الصلاحية لرخص ثمنه وبيعه على الزبائن. |
| المتقاعد           | عبد العزيز الحماد، ناصر القصبي، يوسف الجراح، محمد العيسى                        | تدور أحداث الحلقة حول مدير أحد الأقسام في أحد الوزارت، وهو يعمل بجد ونشاط ويتعامل مع موظفينه بشكل جيد، وفي أحد المرات حظر له أحد موظفينة ليطلب الاستقالة وحاول هذا المدير ثنيه إلا ان الموظف أصر على الاستقالة، ويتلقى هذا المدير الترقيات بعد كل فترة بفضل ثناء وكيل الوزارة للوزير عنه، وبعد مده يتلقى خطاب يخبره انه أحيل للتقاعد، وبعد تقاعده يحظر مكانه مدير جديد يتعامل مع الموظفين بصرامة وقسوة، وتحدث إخفاقات له في الوظيفة ويحرج وكيل الوزارة أمام الوزير، وعندها يستدعي الوزير المدير المتقاعد ويطلب منه العودة للعمل ولكن بمرتب زهيد جداً مقارنةً بالسابق، إلا ان المدير المتقاعد يرفض، وعندها يحظر وكيل الموظف الذي قدم استقالته للمدير المتقاعد في السابق ويطلب منه العمل معه وبالمرتب الذي يطلبه هو. |
| فياجرا ..يا فياغرا | راشد الشمراني، هدى الخطيب، فهد الحيان، عبد الله السدحان، ناصر القصبي            | حلقة ممنوعة طرحت قضية جريئة عن حبوب الفياغرا والتي تسمى في المصطلح العلمي سيلدينافيل وهي تستخدم لعلاج حالات الضعف والبرود الجنسي لدى الذكور، ويظهر في الحلقة رجل ملتحي يدعى أبو صيفي وهو شيخ حكيم يلجا إليه الناس لطلب النصح، ويتفق هذا الرجل مع أحد المروجين على موعد سري يحصل فيه على حبة الفياغرا مقابل مبلغ مالي، ويتناول الحبة ويخبره المروج بأن الوقت محدد ويحاول الرجل الإسراع للعودة إلى زوجته قبل إنتهاء الوقت، فيفقد صوابه ويسرع في قيادة السيارة ويقطع الإشارة وتلاحقه الشرطة وتقبض عليه ثم يأتي معارفه لإخراجه من السجن وعند عودته ينتهي الوقت وينهار أرضا، الحلقة منعت عند عرض الجزء السادس إلا أنه تم تمرير الحلقة مع حلقات الجزء السابع. |

### الجزء 7 (1999)
| الحلقة               | الممثلون | القصة |
| -------------------- | --- | --- |
| معالي الوزير         | ناصر القصبي، عبد الله السدحان | |
| الكرسي دوار          | أحمد الهذيل، عبد الله السدحان، ناصر القصبي                                                                                                  | تدور احداث الحلقة حول وكيل وزارة يعاني من التعقيدات التي تواجهه عندما يريد مقابلة الوزير، وبعد مرور الوقت يتعين هو وزير لنفس الوزارة، ويأتي بالمقربين لديه لنفس الوزارة، ثم يعاني الموظفين أنفسهم من صعوبة مقابلته وتعود نفس أفكار الوزير السابق من حيث عدم تقبل النقد، ثم ما يلبث ان يتغير الوزير نفسه ومن هم حوله. |
| الكاوبوي             | يوسف الجراح، فهد الحيان، عبد الله المزيني، ناصر القصبي، عبد الله السدحان، محمد العيسى                                                       | يشاهد الابن فيلم "كاوبوي" ثم فجاْه يجد نفسه واباه وعمه في احدى بلدات الغرب الأمريكي، وتقبض الشرطة على الابن ظناً انه هو المجرم لشدة الشبه بينهم، بعدها يقررون شنقه إلا انهم يفشلون، وبعدها يضع قائد الشرطة خطة للقبض على المجرم بتحويل الابن إلي شبيه المجرم، ويحظر المجرم إلي البلده ويتواجه مع الابن، بعدها يصحو الابن وهو خائف من حلمه ليجد نفسه في البيت. |
| عابر القارات         | محمد الكنهل، عبد الله السدحان، محمد العيسى، ناصر القصبي، صالح الزير، علي المدفع، حمد المزيني، عبد العزيز المبدل                             | تدور احداث الحلقة حول أشخاص أشتهرو بالعين (الحسد)، حيث يموت أحد الاباء ويرث الابن هذه العادة ويستعملها في حسد الغير وحتى في حسد نفسه وذهاب النعمة. |
| الحارة               | ناصر القصبي، عبد الله السدحان، علي المدفع، عبدالله المزيني، سعد الصالح، عبد الله السناني، شجاع الحمود، صالح الزير، بشير الغنيم، ريفان كنعان | أحداث الحلقة تدور في الخمسينات الميلاديه تقريباً وفي أحد احياء الرياض، بعد زيارة أحد الأقرباء لقريبه في الرياض ومعه نقود يشتريان في البداية آيس كريم تقوم ببيعه فتاة ويكرران الزيارة لها بهدف التقرب منها ويعطيانها صورة لهما، ويأتي في الأخير اخ الفتاة ويضربهم في وسط الشارع ويحدث في وجههم تشوهات وجروح، عندها يطلب من قريبه ان يذهب عنهم ولاينام معهم ويخرج له النقود ويغيّر قراره ويقترح علية أن يشتريا آيس كريم ولكن دون صورة. |
| الإنترنت             | ناصر القصبي، يوسف الجراح، عبد الرحمن الخطيب، حبيب الحبيب                                                                                    | أحداث الحلقة تدور حول شابين يمارسان الهكر على جهاز أحد الاشخاص ويقومان بأعمال تخريبيه تنهي مشروعاته وأبحاثه الموجوده في جهازه. |
| الحلم والعلم         | عبد العزيز الحماد، ناصر القصبي، يوسف الجراح، تركي السدحان، عبد الله السدحان                                                                 | هذه الحلقة ممنوعة ولم تعرض في التلفزيون السعودي لاحتوائها على تعريض ساخر بالقطاع الخدماتي في المملكة، وتقدم هذه الحلقة القطاع الخدماتي بصورتين، الأولى كما يحلم المواطن، والثانية كما هي في الواقع |
| العلمو نورن          | ناصر القصبي، جعفر الغريب، عبد الله السدحان، صالح الزير، حمد المزيني، حبيب الحبيب، عبد الله السناني، مرزوق الغامدي، إبراهيم العبيد           | تبدأ الحلقة حيث يقترح أحد أبناء أمراء الهجر على والده ان يقوم بطلب إنشاء مدرسة ومستوصف في الهجرة، وعندها يقوم بزيارة أمير الهجرة التي بجانبة ويقترح علية ان تكون المدرسة والمستوصف في هجرة وان يستفيدو هم منها، إلا ان امير الهجرة الآخر يرفض ويطلب ان تكون المدرسة في هجرته، ثم يتفقون على ان تكون المدرسة في المنتصف، ثم يرفض أحدهم ذلك، ثم يعودان ويتصالحان مرةً أخرى، ويتفقان على ان تكون المدرسة في هجرة والمستوصف في الهجرة الأخرى، ثم تفتح المدرسة ولايتفح المستوصف، ويطلب أمير الهجرة الأخرى ان تعاد المدرسة في المنتصف، ثم يختلفان مرةً أخرى ويطلب امير الهجرة من أبناء هجرته ان لايذهبو إلي المدرسة، ثم تقوم الوزارة بأقفال المدرسة وإرسال أبنائهم إلي مدرسة الهجرة القريبة منهم، ثم يختلفان على الحافلة التي ستقل أبنائهم، ويظهر في الأخير الميران وهما يقودان الحافلة نفسها.            |
| المهذري              | ناصر القصبي، بشير غنيم، عبد الله السدحان | عند قيام أحد الاشخاص بركوب الطائرة يطلب منه أحد الاشخاص إيصال رجل كبير في السن اصابه الخرف، وعند وصوله وعلمه انه لايوجد شخص في استقباله، وانه خدع، ويحاول التخلص منه بنفس الطريقة التي أوقع بها. |
| اثنان في مهمة رسمية  | ناصر القصبي، عبد الله السدحان، عبد الله المزيني، عبد العزيز السكيرين                                                                        | تدور أحداث الحلقة حول شخص يذهب في مهمة رسمية لعمله ويرافقه أحد الاشخاص القادمين من أحد القرى، ويلازمه في سكنه ويضايقه بسذاجته وبساطته، فيبدأ بطرح اسأله بدائيه علية، ثم يضطر الي الذهاب إلي فندق آخر ليتخلص منه، إلا انه يجد شخصً آخر لايقل عن الأول في مضايقته، ثم فجئه يحضر الشخص القروي الأول ويخبره انه طلب من الشركة ان يكون معه في نفس الفندق، ثم يجتمعون مع آخرين في نفس الشقة ويظهر وهو بينهم مصدوم مما يحدث، ثم يتفقون على أن يخرجون في نزهة ويحاول الأعتذار منهم، إلا انه في الأخير يذهب معهم ويظهر وهو يرقص في الشاطئ معهم. |
| أبوعلي والـ40 حرامي  | ناصر القصبي، جعفر الغريب، عبد الله السدحان، محمد الكنهل                                                                                     | قصة الحلقة تتحدث عن رجل غني يطرح علية صديقة فكرة شراء أرض بعد أن اوهمه بأن الأرض هذه سيزداد سعرها بعد مده، وبعدها يكتشف انه تعرض إلي مكيدة من قبل صديقة، ويحاول تكليف محامي للدفاع عنه، ومايلبث ان يطلب المحامي حقوقه ويقع في مشكله معه ويرفع المحامي قضية علية مطالباً إعطاءه حقوقه، ثم يذهب إلي صديقه محاولاً خفض سعر الأرض إلا انه يرفض. |
| التيس                | ناصر القصبي، عبد الله السدحان، عبد الله السناني، يوسف الجراح، حبيب الحبيب                                                                   | قصة الحلقة تدور حول صديقان يشتري أحدهما تيس بقصد الاستفادة منه مالياً وفي طريقهما بعد شراءه يصطدمان وتحجز سيارتهم لدى الشرطة، ويفقدناه مرةٍ أخرى بعد سقوطها بأحد الاودية، وعند إطعام صاحب التيس له يرتطم به وتأتي سيارة الإسعاف لأخذه ويظهر التيس وهو يقود السيارة. |
| المسيار              | ناصر القصبي، شيرين خطاب، عبد الله السدحان، زينب العسكري، يوسف الجراح، عبد الله السناني                                                      | تدور قصة الحلقة حول جارين الأول كثير المشاكل هو زوجته، والثاني تعمدت زوجته بأيعاز من امها زيادة عدد أطفاله، ثم يلتقيان الزوجان ويشرحان معناتهما لبعض، ويتفقان في الأخير على زواج المسيار بأخرى ات، وتكتشف زوجة الأول الموضوع بالصدفة وتتهجمان عليهما في يوم زواجهما ويهربان. |
| أين تذهب هذا المساء  | عبد الله السدحان، زينب العسكري، فيصل العيسى، ريفان كنعان                                                                                    | عائلة تقوم بمختلف الجولات في الاماكن الترفيهية في الرياض وفي بعض المرات يضطرون للانفصال بسبب ان بعض الاماكن اما ان تكون للرجال فقط أو للنساء فقط وكانه لايوجد اماكن للعوائل ثم يذهبون إلى أحد الاسواق ويتعرضون لمضايقة الشباب وفي كل مرة يخرجون فيها من البيت يشمون وهم على الطريق رائحة كريهة ويشتبه الاب باحد ابنائه وحتى زوجته ثم يتضح في اخر الحلقة انهم يمرون بجانب محطة معالجة مياه الصرف الصحي |
| الحب كذا             | ناصر القصبي، عبد الله المزيني، عبد الله السدحان، أيمن المديفر، مها عز الدين                                                                 | تبدأ الحلقة بأب يوقظ أبنه من النوم ليحضر لهم الخبز، إلا ان الأبن يعود للنوم وعندها يشاهد نفسه يقود سيارة ويحضر الخبز، ثم يقومون بزيارة جدتهم في المستشفى، وعندها يحضر رجل قريب منهم ويطلب من الأبن ان يتزوج أمه فعندها يوافق الأبن على مضض، ويعقدون قرانهم ويخرجون برحلة برية ويدعون زوج الجدة للذهاب معهم لهذه الرحلة البرية إلا انه الجدة تظطر في أحد الليالي إلي النوم في صندوق السيارة وفي نفس الوقت يستقلون اولأولاد الصغار هذه السيارة وعندها تصرخ الجدة وتطلب النجدة وعند مشاهدة الصغار لها يفرون ويتركونها وحدها وتبدأ السيارة بالمشي وحدها والجدة تصرخ وفي نفس الوقت يحاول أبنها وزوجها الأمساك بها، إلا انه في آخر الحلقة يستيقظ الأبن من النوم ويشكر الله انه أصبح حلم وليس حقيقة. |
| كوماندوز             | ناصر القصبي، عبد الله السدحان، علي المدفع، بشير الغنيم                                                                                      | تدور أحداث الحلقة حول أثنان ينويان السفر ويخبر احدهم والده أنه سيسافر إلي مكة، إلا انه في الحقيقة يسافر إلي دولة خارجية، وفي نفس الوقت تتعرض الطائرة التي تقلهم إلي اختطاف من قبل عصابة، وتقوم العصابة بتهديد السلطات وتقتل أحد الركاب ويعيش الجميع في حالة من الخوف، وبحركة غير مقصودة يسقط المسدس بيد أحدهم ويقوم بأفشال عملية الأختطاف هو وزميله، وعندها تجرى احتفالات لهم ويسلمون مفتاح المدينة، ويشاهد والد أحدهم أبنه في التلفاز وهو يستلم المفتاح ويكرم، وعند عودته يتعرض هو وصديقة للضرب من قبل والده. |
| الأرشيف              | ناصر القصبي، عبد الله السدحان، أحمد الهذيل، يوسف الجراح، عبد الله المزيني                                                                   | تدور أحداث الحلقة حول مسؤلين في عملهم، حيث يأتي اتصال لكل منهما من شخصين مختلفين يخبرهم بأهمية ملف موجود بالأرشيف وأن مصيرهم يتعلق به، ويتسابقان للحصول على ملف دون علم مدير الأرشيف، ويجتمعون في مكان الأرشيف للحصول على الملف ويغلق مدير الأرشيف الباب دون علمه بوجودهم مع موظفين آخرين أيضاً كانا يحاولان الحصول علية، ويحاولان الأتصال بالخارج إلا ان كل محاولاتهم تفشل ويتسرب الماء إلي داخل الأرشيف بعد أن انكسرت الماسورة، ويصادف دخولهم للأرشيف يوم الأربعاء وهو نهاية أيام الأسبوع ويغرقون في الأخير. |
| ما بين بعينك         | زينب العسكري، إبراهيم الحساوي، عبد الرحمن الخطيب                                                                                            | تدور أحداث الحلقة حول زوج يعاني من سذاجة زوجته وقلة اهتمامها بنفسها وطيبتها الزائده، ويفتح معها موضوع زواجه بأخرى بحجة انه يريد زوجه تفهمه ويفهمها، وبطيبتها وسذاجتها لاتستطسع إيقاف رغم محاولة أخيها مساعدتها لها، حتى انها تذهب مع والدة زوجها إلي خطيبته لتبرهن لها انها غير معترضه على الزواج، وبعد فترة تبدأ الزوجة الاهتمام بنفسها إلا ان زواجها يعاني من نفس مشكلتها السابقة وهي تعليمها المتواضع والذي يعبتره هو سبب عدم فهمها له، وفي الأخير بعدما أنجبت زوجته الثانية مولوداً أتفقت هي وزوجها ان تضعه عند زوجته الأولى لأنشغالها هي بالعمل، وتظهر الزوجة الأولى وهي تهز المهد وتبكي. |
| للخلف در             | ناصر القصبي، عبد الله السدحان، يوسف الجراح، جعفر الغريب، عبد الله السناني ، مرزوق الغامدي، سلمان المقيطيب                                   | تبدأ الحلقة بلصان يسرقان سيارة رجل فيقوم بأبلاغ الشرطة، وفي قصة أخرى يعطي أحد موظفي البنوك مديرة ورقة نقدية ويخبره ان الماكينة رفضتها لأنها مزورة ويقوم هو الآخر بأبلاغ قسم البحث الجنائي، ويسرق اللصان نفسهما الدرجة الهوائية للعامل الذي يعمل عند نفس الشخص الذي سرقة سياراته، وبالصدفة يجد صاحب السيارة سيارته، ويذهب للظاباط ليخبره، إلا انه بعد فترة يقبض علية شرطي بعدما شاهد السيارة معه، ليخبره ان هذه سيارة تعرضة للسرقة ويجلس في التوقيف لمدة يومين، ليأتي الضابط ويخبره أنهم متأسفون وكان ينبغي علية ان يطلب "كف بحث" لأنه وجد السيارة، وتسرق دراجه العامل الآسيوي مرتين متتاليتين ليأتي ويقدم بلاغ لدى الشرطة وبالصدفة يجد اللصوص في مركز الشرطة ويخبر الظاباط عنهم، ويظهر في آخر الحلقة مدير البنك معه ورقة نقدية مزورة أخرى سلمه له أحد الموظفين وهو يسأل هل يقوم با الإبلاغ ام لا. |
| الثلاجة              | ناصر القصبي، بشير غنيم، عبد الله السدحان، محمد الكنهل، مرزوق الغامدي                                                                        | تدور أحداث القصة حول شخص يمتلك مزرعة وفيها ثلاثة عمّال يتوفى احدهم بعد الآلام حصلت له في بطنه، وبعد نقله للمستشفى ووفاته هناك يدخل صاحب المزرعة في تعقيدات بيروقراطية بين مخافر الشرطة والمستشفيات وبعد مرور عدة أشهر ونقل الجثة من مكان إلي مكان وعند قرب تسفير الجثة يتضح أن تأشيرة المتوفي منتهية، بعدها يقوم المتوفي من الصندوق وهو غاضب ويامرهم بتسفيره بدون تعقيدات. |
| رئيس                 | | |
| كيف تحافظين على زوجك | | |

### الجزء 8 (2000)
| الحلقة            | الممثلون                                                                          | القصة |  |
| ----------------- | --------------------------------------------------------------------------------- | --- |  |
| الحقوني           | ناصر القصبي، سناء يونس، عبد الله السدحان، عبد الله السناني                        | تدور أحداث الحلقة حو امرأة تحاول الأتصال بالاسعاف لينقذو والدها المريض وبعد وقت طويل تأتي سيارة الأسعاف ويبدأ المسعفان بمحاولة إسعافة وحمله إلي المستشفى ويظهر أحد المسعفين وهو يحاول لفت نظر ابنته وعند وصولهم للمستشفى يتخلى عنه الأطباء حتى يفارق الحياة ويظهر في آخر الحلقة أحد المسعفين وهو يتصل على أبنت المريض ويسألها عن والدها وتخبره انه مات. |  |
| المُعلمة           | ناصر القصبي، سناء يونس، عبد الله السدحان، وجنات الرهبيني                          | تدور أحداث الحلقة حول قضية زوجة تتعين في وظيفة معلمة في مدينة أبها بينما هي من سكان مدينة الرياض، وبعد مناقشات عائلية، يتفقون علة ان تذهب الزوجة للعمل في أبها مع اخيها وبعد انتظار سنتين ومحاولة الزوج نقل زوجته، يضطر في الأخير إلي نقل عمله إلي أبها ليعيش مع زوجته، وعند مراجعتة لرئاسة تعليم البنات، يأتي قرار نقل زوجته إلي الرياض. |  |
| الاحتراف          | ناصر القصبي، عبد الله السدحان، يوسف الجراح، عبد الإله السناني                     | تدور احداث الحلقة حو ناديين يتنافسان في جلب لاعب من نادي مغمور، ثم ينجح أحد الفريقين بجلبه، وتبدأ التصريحات النارية بين الفريقين والتحديات قبل المباراة بينهم، وفي نفس الوقت تدور أحداث في الناديين من تدخل رؤوساء الاندية بالتشكيلة وسوء التصرف بجلب اللاعبين الأجانب، وتبدأ المباراة وينتصر أحد الفريقين وتعرض في نهاية الحلقة طريقة فرح الجماهير المتهورة وماتسبب من حوادث لهم في الشوارع. |  |
| الدلة السحرية     | راشد الشمراني، خالد سامي، ناصر القصبي، عبد الله السدحان                           | يشتري شخص دلة، ويخرج له مارد ويطلب منه مساعده ويتفقان على فتح مكتب للخدمات العامة، ويبدأن بأستقبال الناس ومساعدتهم بحل مشاكلهم، ثم ييأس المارد من حل مشاكل المجتمع ويقرر الرجوع إلي الدلة وعدم الخروج منها ابدً. |  |
| التبديل           | خالد سامي، هيا الشعيبي                                                            | أحداث الحلقة تدور حول عائلة مكونه من زوج وزوجة وأبنتهم، يتذمر الزوج من كثرة الطلبات والالتزامات عليه، وتراخي زوجته في خدمته، ثم يدخلان في تحدي في تبادل المهام بينهما، بحيث تلتزم الزوجة في تلبيت احتياجات المنزل والعمل، ويلتزم الرجل برعاية المنزل ورعاية أبنتهم، وتأسي زوجته من تنفيذ الطلبات وتخسر التحدي معه. |  |
| أطفال 2000        | فهد الحيان، أيمن المديفر، عبد الله السدحان، ناصر القصبي                           | تدور أحداث الحلقة حول برنامج تلفزيون موجه للأطفال، فيبدأ البرنامج بنزاع بين المخرج وأحد المصورين ثم يبدأ البرنامج بتقديم طفلين بطريقة ركيكة، ثم ينتقلون لأحد المشاهد المقدمة من قبل أحد المدارس ويظهر الممثلين وهم يؤدون المشهد بطريقة ركيكة ومضحكة، ثم ينتقل البرنامج إلي المقابلات في الشارع، وتستمر الفقرات حتى ينتهي البرنامج. |  |
| الموظفون في الأرض | خالد سامي، عبد الله السدحان، ناصر القصبي                                          | تبدأ الحلقة بشخص يعمل موظف في أحد البنوك وبعد زيارة أحد عملاء البنك الأثرياء طرح علية فكرة انتقاله لوظيفة أفضل لأنه يستحق أفضل نظراً لجهده الكبير، وبعد أن قدم الموظف استقالته وذهب إلي رجل الأعمال الذي بدأ بمماطلته والتهرب منه، حتى قرر ان يفتتح مشروع عبارة عن محل لبيع الأحذية، إلا ان أفراد من عائلته رفضو هذا المشروع وطلبو منه إغلاقه وإعطاءه مقابل ومساعدته، إلا انهم تهربو منه وتركوه، عندها قام بالبحث عن وظيفة وبعد البحث وجد شركة يترأسها شخص آسيوي وهو قريب للسائق الذي يعمل عنده، وعندها طلب من سائقه ان يكون واسطه له عند قريبه ليوظفة، وفي الأخير يظهر وهو يعمل خادم في بيت الآسيوي مدير الشركة. |  |
| الباحث            | لطيفة المجرن، عبد الله السدحان، ناصر القصبي                                       | تدور أحدث الحلقة حول شخص مسالم يصطدم برجل في الطريق وهو يقود سيارته وعند خروجه من سيارته ومشاهدته للمصدوم يسقط مغشياً علية ويهرب المصدوم من المكان فتأتي سيراة الأسعاف وتأخذه وتظن الشرطة ان الصادم هو من هرب وعندها يخرج من المستشفى ويوضع في الحبس بقضيتين مختلفتين وهو انه صادم ومصدوم ويظل على هذا الوضع حتى يكتشفون الشرطة هذا الخطاء وعند خروجة من الشرطة يأتيه رجل بصفة باحث ويظن انه من المباحث، ويضع له عدة اسئلة ليجيب عليها، وعندها يقرر الذهاب إلي الباحث والأعتراف له بكل مافعله في حياته، وعندها يخبره الباحث انه لايعمل في المباحث وانه فقط طالب في جامعة الملك سعود ويحضر لشهادة الدكتوراة. |  |
| الطحينية          | ناصر القصبي، عبد الله السدحان، بشير غنيم                                          | تدرو أحداث الحلقة رجل فقير يتلقى الصدقات من الجميع، وعند مراجعته لأحد البنوك يشاهد موظف شبيه لاسمه ويبدأ بتنفيذ تمثيلية على هذا الموظف مدعياً بأنه رجل غني ويملك عقارات وهو مستورد كبير للطحينية، ويخبره أنه فقد أبنه الصغير من سنوات طويلة، وعندها يطمع هذا الموظف أيضاً بثروة هذا الرجل ويفاجاءه بأنه هو ابنه الذي فقده، ويبدأ معاملته على انه والده، ويستغل الرجل الفقير هذا لموظف، وعندها يتفق الرجل الفقير مع اصدقاءه على ان يخطفوه ويطلبو فدية من أبنه، وعند محاولتهم طلب الفدية من الأبن يفشلون، وبعدها يأتي إلي ابنه اشخاص يخبروه ان والده استلف منهم وانه طلب منهم الذهاب لأبنه لأسترجاع اموالهم بحكم انه هو الوصي على أملاك والده، وبعدها يحضر والده ومعه اصدقاءه ويخبره انه معه الورقة التي تثبت انه والده وان علية احترامهم وتسديد ديونه، وفي الأخير يصرخ الموظف المخدوع قهراً. |  |
| زواج بالتقسيط     | ناصر القصبي، عبد الله السدحان، عبد العزيز المبدل                                  | يقرر أخوين الزواج بعد طول انتظار، فيخطبان بنات رجل يزوج بناته بالتقسيط، وبعد زواجهم من أبنتيه وبسبب سوء أحوالهم المادية يتأخران في تسديد الأقساط ويبدأ والد الزوجتين بمطاردتهم لأخذ الأقساط منهم، وبعد فترة ومجئ أولادهم يتفاجاء الأخوان بأن والد زوجاتهم قد أخذهن لحين تسديد باقي الأقساط إلا ان الأخوين يقومان بوضع أولادهم عند والد زوجاتهم ويتخلون عنهم له ويهربان. |  |
| العرس وسنينه      | ناصر القصبي، وجنات الرهبيني، يوسف الجراح، شيرين حطاب                              | بعد أن قضاء زوجان شهر العسل وعند عودتهم إلي أهلهم وبعد مرور ثلاث سنوات يكتشفون انهم لم يرزقو بأولاد فيقررو الذهاب إلي الطبيبة وعنده يكتشفون انه بسبب الزوجة، وبعد العلاج بفترة طويلة يحصل الحمل إلا انه في هذه الفترة يحصل الوحام لدى الزوجة وتبدأ بالتشكي من رائحة زوجها وتطلب البتعاد عنه لحين ولادتها، ويعاني الزوج الكثير من المتاعب بسبب هذه المشكلة، وبعد ولادتها يحصل الحمل مرةً أخرى وتطلب من زوجها الابتعاد عنها لأن رائحته أصبحت تضايقها مرةً أخرى. |  |
| الضمان            | راشد الشمراني، ناصر القصبي، عبد الله السدحان، لطيفة المجرن                        | تدور أحداث الحلقة حول عائلة فقيرة مكونه من أب وزوجته وأبنه، يعانون من شدة الفقر ويعيشون في بيت مستأجر ويتلقون الصدقات، وحاول الأب توظيف أبنه إلا ان الأب طرد من عمله، وبعدها يذهبون إلي الضمان الاجتماعي، إلا انهم يقعون في بيروقراطية الضمان ويحاولون تلبية جميع مايطلبون وفي نفس الوقت تموت الأم بينما هم يحتفلون بقرب استلامهم للأعانة إلا ان الضمان الاجتماعي يطلبون منهم إعادة كل مافعلوه بسبب وفاة الأم. |  |
| المستأجر          | عبد الله السدحان، راشد الشمراني، عبد العزيز المبدل، مرزوق الغامدي                 | رجل انهى بناء منزله وقام بتاجيره ليكسب رزقه ورغم اشتراطه بان يكون المستاجر يدفع الإجار في وقته الا انه يؤجره لشخص يماطله ويتهرب من الدفع بالسفر والتغيب ليصل الامر إلى الشرطة والمحاكم ثم يقرر صاحب المنزل التنازل عن حقوقه مقابل ترك المستاجر لبيته الا انه يرفض بسبب عدم انتهاء المدة المقررة عليه في العقد ثم يحاول صاحب المنزل التسلل إلى بيته ويفاجئ بوجود المستاجر وفي نهاية الحلقة بعد ان ترك المستاجر بيته يقابله بالصدفة وهو يتسول بين المارة من السيارات في الشوارع |  |
| ليالى منفوحة      | فهد الحيان، عبد الله السدحان، محمد الكنهل، عبد الله المزيني، علي المدفع، سعاد علي | تدور احداث الحلقة حول رجل عزوبي يسكن في حي منفوحة التي اغلب سكانها عوائل ويتهمه البعض بمعاكسة نساء الحي ويحاول بعض الجيران التخلص منه بمضايقته وازعاجه بسبب عدم موافقته على بيع منزله لترك الحي ثم ينشر خبر بان منزله سيهدم مقابل الملايين ويحاول الجيران التقرب منه بمعاملته بلطف ثم يكتشف ان الامر الغي فيعود الجيران للفكرة السابقة باقناعه ببيع منزله ويجتمعون امام باب منزله للضغط عليه ثم ياتي المسؤلون وياكدون انهم سيعودون لفكرة هدم منزله ويبارك الجميع لصاحب المنزل |  |
| الإختبارات        | عبد الله السدحان، تركي السدحان، جعفر الغريب، عبد الإله السناني                    | تدور احداث الحلقة حول المراحل التي يمر بها طلاب المدارس قبل موعد الاختبارات من التاخر في الاستيقاظ وقت الذهاب إلى المدرسة ثم كيفية استقبال المدرسين والطلاب للعام الدراسي الجديد ثم تافف وتذمر بعض الطلاب من الذهاب للمدرسة ورمي اغراض المدرسة عند العودة إلى المنزل وعدم المذاكرة وايضا بسبب ان البعض بطيء الاستيعاب يلجئ بعض الاهالي إلى الاستعانة بالمدرسين الخصوصين ورغم هذا يرسبون في النهاية ويدفعون ثمن الرسوب |  |
| شركتنا المساهمة   |                                                                                   | |  |
| الحب كذا (2)      |                                                                                   | |  |
| حمار اللجنة       | عبد الله السدحان، راشد الشمراني، جعفر الغريب، بشير غنيم عبد العزيز الحماد         | حلقه تم منع عرضها في التلفزيون السعودي الرسمي ... تبدا الحلقة في عيادة بيطريه حيث ان الدكتور يبحث عن حمار عربي اصيل وهي تتحث بشكل عام عن العرب وتخاذلهم اتجاة قضيه فلسطين |  |
| ايديس             | عبد الله السدحان، ناصر القصبي، عبد العزيز الحماد بكر الشدي بشير غنيم              | حلقة ممنوعة من العرض تتكلم عن مرض انتشار في ذالك الوقت وهو حمى الوادي المتصدع وسوء تعامل المستشفيات للمصابين بالمرض |  |

### الجزء 9 (2001)
| الحلقة              | الممثلون | القصة |
| ------------------- | --- | --- |
| طاش كول             | ناصر القصبي، عبد الله السدحان، زينب العسكري                                                                 | تدور احداث الحلقة حول زوجين وأخ الزوجة وهم يشاركون بكثافة في العديد من المسابقات للحصول على الجوائز، ويتفق أخ الزوجة والزوج على أن له النصف من أي جائزة يكسبونها، وفي أحد المرات يأتي اتصال إلي أخ الزوجة وأخيها ويبلغهم انهم فازو في إحدى المسابقات وأن عليهم الحضور إلا ان الأخت تحاول التخلص من أخيها لتحصل هي وزوجها على الجائزة كامله وعندما بدأ الأخ واخته النقاش بحدة فاجأهم الزوج بانه هو من أتصل عليهم، وبعد فترة يأتي اتصال إلي الزوج ويخبره انه اختير للمشاركة في برنامج من سيربح المليون وبعد تجهيزة وزيادة معلوماته الثقافية التي ساعده بها أخ زوجته وعند ذهابهم لأخذ التذاكر من مكتب قناة إم بي سي تعطية زوجته ظرف وتخبره بأن لايفتحه إلا إذا اقترب من مكتب القناة وعند أقترابه من مكتب القناة وقرأته للرسالة يفاجأ بأن زوجته هي من دبرة لهم هذه الخدعة وان الأتصال ليس حقيقي. |
| الكرش               | ناصر القصبي، عبد الله السدحان، زينب العسكري                                                                 | تدور أحداث الحلقة حول رجل يتضايق من زوجته ويصيبه الملل منها ويشير علية نسيبه ان يتزوج بأخرى، ثم يسافران إليها لخطبتها من والدها إلا انها تشترط قبل أن يتم زوجهما ان يتخلص من الكرش، وبعد فترة من التدريبات الشاقة يتخلص من منه، وعند عودته إلي خطيبته يشاهده أحد أصدقاءه في المطار ويعرض علية ان يأتي لزيارته وتناول العشاء وعند زيارته له يبدأ كل واحد من الحضور بدعوته إلي العشاء والأعراس، وعندما ذهب إلي خطيبته ليعقد القران عليها تطلب ان تشاهده وتفاجاء بأن له مؤخره وتطلب منه ان يتخلص منها حتى تقبل به، ويظهر في الخير وهو يجري. |
| المغاتير            | ناصر القصبي، عبد الله السدحان، محمد الطويان، يوسف الجراح، عبد الله السناني                                  | تدور احداث الحلقة حول شخص يتعرف على جاره صاحب حظيرة الأغنام، وتتعمق الصداقة بينهما حتى يصبح مثله يهتم بكل مايخص الأبل، ويبيع له جاره ناقة ويتضح في الأخير انها مسروقة بعدما قبض عليهم صاحب الناقة الأصلي ويظهر انا الجار الذي باعه له متستر على العديد من العمالة وصاحب شركات وهمية بعدما القى القبض عليهم رجال الجوازات، ويظهر في الأخير أحد المسؤلين وهو يتفق مع شخص آخر على شيء مريب. |
| فندق الحمولة        | ناصر القصبي، عبد الله السدحان، إيمان القصيبي، علي المدفع، محمد الكنهل                                       | تدور أحداث الحلقة حول زوجان يستقبلان ضيف ويبدأ ثقيلً في طلباته وبعد أن ينهي عمله ويعود يقوم بتوزيع أرقام وعناوين هذا الشخص على أبناء قريته، ثم يبدأ كل واحد من أبناء القرية يحل ضيفً عليه، حتى انه في آخر الحلقة يأتي عدد كبير من أهل القرية ليحلو ضيوفً علية ويظهر وهو يعمل في خدمة الغرف بينما زوجته تقوم بأعداد الطعام للضيوف. |
| شادو.. سلجاقو       | ناصر القصبي، عبد الله السدحان، بشير غنيم، زينب العسكري، عبد العزيز السكيرين، عبد العزيز الحماد              | يقرر أحد الأشخاص الزواج من امرأة إلا انه يصطدم برفض ابنها ويحاول أن يكسب رضاء إبنه إلا انه يرفض ذلك، وعندها يقرر ان يذهب لساحر لكي يخضعه له، ويطلب منه الساحر ان يأخد سرواله ويسافر مع الأبن وصديقه أيضاً إلا انه عند عودته وذهابه للساحر يكتشف انه أخذ السروال الخطاء لصديقة وليس لأبن المرأة، وعندها يذهب للساحر ليعيطه عقدة ليضعه امام منزل الأبن إلا ان العقدة تتلف بعد أن اكتشفتها دجاجة، ثم ينفك السحر عن الأبن ليأتي إليهم فجاءه في وقت الزواج ليعلن لهم ان لم يوافق على هذا الزواج، ثم يقترح عليهم صديقة ان يعطوه كتشب لكي يوافق وفعلاً بعدما أعطوه كتشب وأفق على الزواج. |
| الخروف              | ناصر القصبي، عبد الله السدحان، امل حسين                                                                     | تدور أحداث الحلقة حول شخص يقوم بشراء خروف ليذبحه لأعداد وليمة، وعند شراءه للخروف يتعرض لمواقف عديدة يتعطل فيها عن ذبحه ففي المرة اللأولى يأخذ منه الخروف بحجة انه هدية وفي المرة الثانية يأخذ من قبل شرطي عوضاً عن مخالفات السير التي أرتكبها ويضطر للشراء مرةً أخرى ويقوم بذبحه أخيراً وعند إيصاله لمنزله يقع له حادث سير ويتبعثر العشاء في صندوق السيارة إلا انه في الأخير يقدم العشاء لضيوفة في صندوق السيارة. |
| كوابيس وردية        | هدى الخطيب، سمير الناصر، ناصر القصبي، عبد الله السدحان                                                      | تدور أحداث الحلقة حول زوجة تعاني من الأحلام المزعجة، ففي البادية تحلم تن زوجها استولى على اموالها وتزوج بأخرى ثم بعد أن افاقت من النوم يقرران الذهاب لطبيب نفساني ويصرف لها علاج، ثم تحلم مرةً أخرى ان تقود سيارة في وسط الطريق وتتعرض للمعاكسات من الآخرين وتتعرض لحادث سير، ثم بعد أن افاقت من النوم يقرران الذهاب إلي مشعوذ ويبيع لهم بخور، إلا ان الزوجة ترفض ركوب السيارة بعد ذلك الحلم، لتستبدله بعربة يسحبها حمار ثم مايلبث ان يصبح هذا كله حلم، ثم تقوم وهي تصرخ ويسكتهازوجها ويذهب لينام بعيداً وهو يائس من حالها. |
| بيت العزيزية        | ناصر القصبي، عبد الله السدحان                                                                               | تبدأ الحلقة بشخص يشرح حالته، ويذكر انه عندما تحصل على مبلغ من المال اراد شراء منزل وبحث كثيراً وفي الأخير وجد منزل وأتفق مع صاحبه على السعر وعلى ان يعطيه جزء من المبلغ والجزء الآخر في حال خروجه، وإعطاء صاحب المنزل فترة لحين الأنتهاء من بناء منزله الجديد، وعندما جاء موعد خروجه يتفاجاء المشتري ان صاحب المنزل السابق لم يخرج ويبداء معه فصول من الدعوى والشكاو لدى الشرطة والمحكمة ويضطر في أحد المرات إلي قطع الكهرباء عنه لأجباره على الخروج إلا انها تنعكس علية ويشتكي الساكن في منزله علية ويرفع قضية عليه ويبحث صاحب المنزل عن وساطات ليتنازل الساكن عن دعواه ويشترط علية ان يعطية باقي المبلغ، وبعد أن إعطاء باقي المبلغ ومدد فترة جلوسه في المنزل، يأتي في الأخير ويعطية مفتاح منزله وهو يسخر منه ويكتشف في الخير صاحب المنزل انه خرج من المنزل قبل شهرين وتركه في حالةٍ سيئة.    |
| مقاطع رغم أنفه      | ناصر القصبي، عبد العزيز الحماد، زينب العسكري، أيمن المديفر                                                  | حلقة ممنوعة تحدثت عن موضوع حساس وهو مقاطعة المنتجات الأمريكية في السعودية بأسلوب كوميدي ساخر. |
| الحارة              | ناصر القصبي، عبد الله السدحان، محمد العيسى، فهد الحيان، ريفان كنعان، علي المدفع                             | تبدأ الحلقة بعائلة يصل أبنها من مصر، ويحاول أخوها ان يكونو علاقة مع أحد الأشخاص، ثم يدعوهم لزيارته، وبعد زيارتهم له وتناول الطعام عنده يعجبان بأخته ويبدأن بالتفكير والحلم كل منهما بأنها معجبه به، ثم يصارح أحدهم الآخر بأنه يحب الفتاة وانه قرر خطبتها، ثم ينصطدم الآخر ويعيش في ضيق وكدر، ثم يقرر أنه هو من سيقوم بخطبة الفتاة لأخية ثم يكتشفان ان اخته قد تزوجت منذ يومين. |
| الكستنائي... ياهووه | ناصر القصبي، يوسف الجراح، بشير غنيم، عبد الله السناني                                                       | تبدأ الحلقة بشخص يتخطى الإشارة الضوئية ويوقفه شرطيان، ثم يكتشفان انه لايملك رخصة قيادة سيارة، ثم يخليان سبيله بعدما كسب تعاطفهم، وبعدها يصطدم بهم مرةً أخرى فيقبضان علية ويطلقون سراحه بعدما دفع الكفالة، بعدها يقوم بالعمل كسائق سيارة أجرة، إلا ان الشرطيان يقبضان عليه لأنه قام بنقل الركاب بسيارته الخاصة ثم يطلقان سراحة، ثم يعمل بسيارة أجرة رسمية إلا انه لايقبل علية الزبائن بحكم انه سعودي، ثم يقترح علية أحد اصدقائه ان يرتدي زي آسيوي ليقبل علية الزبائن، ثم يقبض علية الشرطيان بسبب سرعته الزائدة، ثم يكتشفان انه هو نفسه الشخص السابق ويضحكان على الموقف ثم يطلب الضابط من الجندي حجزه. |
| العزوبية            | ناصر القصبي، عبد الله السدحان، يوسف الجراح، فهد الحيان                                                      | ينتقل موظفان إلي مدينة، ويبحثان عن شقة إلا انهم لايجدون شقة للعزاب، ويضطرون ان يسكنون مع أحد العمالة، إلا ان زميلهم يتعرض للضرب والأهانه من أحد زملائه المتسلطين ويحاول زميلهم الأنتحار، ثم يتفقون على الخروج والسكن في شقة خاصة للعوائل بعدما يقوم احدهم بالتنكر ولبس عباءة ليظن صاحب الشقة أنه الأخت، ويبدأون بالتخفي في كل مرة يظهر بها مالك الشقة ولبس العباءة. وفي أحد المرات يطلب من أخ المتنكر بزي الأخت ان يتزوج بأخته، إلا انه في أحد المرات يقع أمامه وهو وأخيه وتسقط العباءة ويكتشف امرهم مالك الشقة. |
| البارحه ونيت        | ناصر القصبي، عبد الله السدحان، يوسف الجراح، فهد الحيان، هدى الخطيب، حورية عرفات، عبد المحسن النمر           | تدر أحداث الحلقة حول مجلة شعر نبطي تعاني من الفقر حتى ان مالك المبنى المستأجر دائماً مايهدد رئيس تحرير المجلة، وفي مقابل مكتب التحرير يوجد مجلة تهتم بالشعر الفصيح ويحارب رئيس تحريرها كل مايخص الشعر النبطي، وفي جهة يظهر أحد الشعراء وهو يدعي انه شاعر وتقام له الأمسيات بينما هو يشتري القصائد من آخرين، وفي أحد مقابلاته التلفزيونية يسقط السقف وإذا به رئيس تحرير مجلة الشعر الفصيح يسقط السقف وهو يضحك، وذلك بعدما رفض رئيس تحرير المجلة النبطية نشر كتاباته. |
| القراصنة            | ناصر القصبي، عبد الله السدحان، يوسف الجراح، فهد الحيان، حورية عرفات، عبد الله السناني                       | تبدأ الحلقة بمعلم يطلب من الطلبة ان يقومو بالتعبير، ويقوم أحد الطلبة بالتعبير ورسم خيالة لثلاثة قراصنة معهم نصف خريطة ويبحثون عن النصف الآخر الموجود لدى عمدة أحد الجزر التي يصلونها، وتدبر فتاة خطة لسرقة نصف الخريطة من القراصنة ويقومان بخطف أحد القراصنة لمرتين المرة الولى يفاجأون بعدم وجودها في المرة الثانية يجونها مرسومة على ظهرة بعدما افشى صديقة للفتاة دون علمه، وبعدها تهرب الفتاة ومعها الخريدة كاملة ويلحق بها العمدة والقراصنة إلا انه تفر وتركب سفينة القراصنة ومعها الجاسوس التي ارسلته مع القرصان لينقل لها أخبارهم وبعدها تتخلص منه، ليظهر في الأخير الرجل الذي كان يعزف في المطعم انه معها. |
| الطبق الطائر        | ناصر القصبي، عبد الله السدحان، يوسف الجراح، فهد الحيان، بشير غنيم                                           | تبدأ الحلقة بطفل وهو يغني في حديقة البيت ثم يختطفه طبق طائر ثم يحالو الفضائيون التواصل معه ويخبرونه أنهم معجبون بصوته ويريدون أن يسمعوه وهو يغني إلا انه يكثر من البكاء ويطلب حضور والده ويختطف الفضائيون والده وعمه وأبن عمه، ثم يتفقون على ان يغنون للفضائيين وبعد أن غنو لهم، ويعيدونهم إلي الأرض، ولكنهم يفاجاون انهم عادو إلي الأرض بعد أربعين سنة ويتفاجأ بأن ابنه أصبح عجوز. |
| ليلة العمر          | تركي السدحان، عبد الله السدحان، يوسف الجراح، لطيفة المجرن، وجنات الرهبيني، محمد الكنهل، عبد العزيز السكيرين | تدور أحداث الحلقة حول عائلتين متجاورتين في السكن، يخطب أحد الأشخاص أبنة الأول ويطلب الخاطب النظرة الشرعية للبنت وبصعوبة بالغة يوافق والدها، ثم بعد عقد القران يطلب زوجها خروج البنت معه لشراء الحاجيات ولكن الوالد لا يوافق الا وأن يذهب معهم هو، ثم يطلب أبنهم ان يتزوج أبنة جارهم، وعندها يطلب الأبن ان يشاهد البنت ويرحب والدها بذلك ويتفاجاء أبن الخاطب، وبعد الموافقة على الزواج يتفقون على ان يكون هناك حفلين زفاف، الأول في الرياض والثاني في جدة، وعند إقانة الحفل يظهر الحضور وهم هادئين وأشبه مايكونون في عزاء، وعند إقامات الحفل الثاني، تكون صالة الأفراح صاخبه وفيها فرقه تقدم عروض الرقص الحجازي ويشاكرهم أب المتزوج وقاربه. |
| وين اللي يصمل       | ناصر القصبي، عبد الله السدحان، حبيب الحبيب، تركي السدحان، فارس الخالدي                                      | تبدأ الحلقة بصديقين الأول تخرج بشهادة ثانوي بينما الآخر تخرج بشهادة جامعية وراح يبحث الأثنان عن عمل الأول الذي يحمل شهادة الثانوي يأس من عندم قبوله بالجامعة وراح يعمل براتب زهيد، بينما الجامعي عمل عند شركة خاصة بعدما تعب من البحث عن وظيفة، إلا ان أحد مسؤلي الشركة طرده من عمله بعدما حاول إيقافه عن التلاعب، بينما صديقة الأول راح يعمل في ورشة نجارة وحقق نجاحات حتى انه أصبح مدير للمنجرة، ويظهر في الأخير الجامعي وهو يبحث عن عمل في نفس المنجرة الذي يعمل بها صديقة. |
| شيك بدون رصيد       | ناصر القصبي، عبد الله السدحان، عبد العزيز السكيرين                                                          | يقرر أحد الأشخاص بيع محلة التجاري، فيأتي إليه شخص ليشتريه ويسلمه شيك به نصف المبلغ وعند ذهابه للبنك لصرفه يفاجاء بأن رصيده لايغطي ويبدأ بمراجعة عدد من الدوائر الحكومية لأسترداد حقوقه إلا انه يفشل وعندها يقدم سائقة الخاص استقالته ويطلب منه جميع مرتباته المتأخره، ويفاجأه كفيله بأنه لن يعطيه شيء وعلية ان يشتكيه إذا اراد، ثم يتراجع السائق عن قراره خوفاً من أن تضيع حقوقه كما ضاعت حقوق كفيله. |

### الجزء 10 (2002)
| الحلقة            | الممثلون                                                                              | القصة |
| ----------------- | ------------------------------------------------------------------------------------- | --- |
| فارس القبيلة      | ناصر القصبي، عبد الله السدحان، بشير غنيم، عبد العزيز الحماد، يوسف الجراح، صفاء رقماني | تدور أحداث الحلقة حول شخص يجلس مع والده في المستشفى وحين يتوفى والده يأتي عمه وباقي قبيلته ليطلبو منه ان يأتي منهم، وينضم إليهم ويتزوج من أحى بنات القبيلة ويحاول أن ينزع البرقع التي تلبسه زوجته إلا انها ترفض وبشدة، لأن هذا مخالف لعادات القبيلة، وعندها يتوفى عمه ويطلب منه ان يكون هو شيخ القبيلة وفارسها، وبعد فترة يتحداه أحد مشائخ قبيلةٍ أخرى ويهجوه بقصيدة’ ويرد عليه هو بقصيدة لتعلن المواجهة بينهما، وقبل مبارزته يذهب والد زوجته إليها ويطلب منها ان تنزع البرقع في وقت المبارزة، وبعد أن بدات المبارزة تصرخ زوجته له وتنزع البرقع ليتشجع ويغلب خصمه ويطرحه أرضً ويبدأ بضربه ليفاجاء بأنه يضرب والده في المستشفى.                               |
| آباء نت           | ناصر القصبي، عبد الله السدحان، أيمن المديفر، بشير غنيم، فهد الحيان، يوسف الجراح       | تبدأ الحلقة بأب دائماً مايحث ابنه ان يكون مثله عندما كان صغيراً وكذلك يفعل عمه مع أبنه، وعندها يجتمع الأبن وأبن عمه امام شاشة الكمبيوتر وعند دخوله لأحد المواقع الألكترونية، يدخل فجاءه إلي الشاشة وإذ بالزمن يعود به إلي الوراء ويعيش مع والده وعمه مرحلة المراهقة ويشاهدهم على حقيقتهم في البيت والمدرسة، وفي آخر الحلقة ينادي الأب وأخيه لأبنائهم للحضور وإذا بالابن يأتي إلي ابيه وعمه ويخبرهم ان معه ضيوف وإذا به محضراً اباه وعمه عندما كانا مراهقين، عندها يصابون بالذهول. |
| الانتخابات        |                                                                                       | |
| افتتاح مطعم       | يوسف الجراح، حبيب الحبيب، ناصر القصبي، عبد الله السدحان                               | يحاول أحد المواطنين افتتاح مطعم فيبدأ بأستئجار محل وبعد خروج موظف البلدية ومعاينة الموقع وإعطاءه الشروط وقام بتطبيقها إلا ان انه يصطدم بشروط أخرى من موظفين آخرين مرتشين، ويعجز عن أفتتاح المطعم، ليفقد عقلة في الأخير ويدخل إلي السجن لعجزه عن سداد المستحقات. |
| في بيتنا خادمة    | سريا رشيد، ليلى السلمان، ناصر القصبي، عبد الله السدحان                                | تبدأ الحلقة بأبن لعائلة يهين خادمتهم وفي أحد المرات يقوم بضربها، عندها تطلب السفر إلي بلادها، وبعد مرور ثلاث سنوات تأتي للعمل مجدداً لدى عائلة أخرى وبعد مرور الوقت تشك العائلة في أمر الخادمة وفي تصرفاتها الحذره، عندها يقومون بأقتحام غرفتها ويجدون عقدة سحر ويقومون بفتحها وإذا بها صورة أبن العائلة السابقة ويظهر وهو مريض وفجاءة يشفى تماماً، عندها بعدما علمة الخادمة بأمرهم، تقوم بعمل سحر للعائلة كاملةً ويظهر في آخر الحلقة وهو يقومون بخدمتها. |
| الشحاذة ليمتد     | محمد العيسى، ناصر القصبي، عبد الله السدحان                                            | تدور أحداث الحلقة حول شخص يكلف من قبل جهة عمله بمراقبة أحد المحلات والتنكر بزي متسول، وعندها يحصل على الكثير من الاموال ليقدم بعدها استقالته من عمله ليتسول، وتقبض علية أحد المؤسسات التي تدير شبكة من المتسولين، وعندها يبدأ افراد المؤسسة بأطلاعه على كيفية العمل داخل المؤسسة وفي الميدان، ويظهر في آخر الحلقة موظفين مكافحة التسول وهم يعجزون عن تحدي قوة سيارة موظف مؤسسة التسول. |
| ساعي البريد       | عبد الله السدحان، ناصر القصبي                                                         | تدور أحداث الحلقة حول أحد الاشخاص الذي يعاني من الخجل من النساء والافتقار لأبسط ابجديات العلاقة، ثم يبدأ محاولة تكوين علاقة مع فتاة بالمراسلة وبمساعدة زميله في العمل، حتى يصل لمرحلة الاحتراف بالتعامل مع النساء ثم يقرر السفر لمقابلة الفتاة المعجب بها، ثم يفاجاء ان الفتاة التي كانت ترسله ليس إلا رجل قام بسرقة كل مالديه وطرده. |
| غداء الوزير       | عبد الله السدحان، ناصر القصبي، فهد الحيان                                             | تدور أحداث الحلقة حول موظف يحصل على ترقية في أحد المدن الصغيرة خارج الرياض، وعند مباشرته لعمله هناك يحاول أن يأخذ بدل ترحيل مادي، إلا ان مديره الجديد هناك يجعل ذلك مستحيلً عليه، وفي ذات الوقت يأتي اتصال إلي الدائرة يخبرهم ان الوزير سوف يقوم بزيارتهم، وتبدأ الترتيبات لأستقباله، ويظهر المدير واحد اقرباءه وهم يستغلون هذه المناسبة لصالحهم ولزيادة مدخولاتهم بطريقة غير شريعه وبعد الأستعداد وتحضير الغداء، يأتي اتصال للمدير يخبره ان الوزير قد أجل زيارته لهم، فيأمر المدير جميع الحضور بتناول الغداء، وفي أخر الحلقة يطلب الموظف من المدير ان يعيطه بدل الترحيل.                                                                                   |
| الو يا مرور       | عبد الله السدحان، ناصر القصبي                                                         | تبدأ الحلقة بشخصان يصطدمان بسيارتهما ويبلغو الشرطة، وينتظرون قدومهم لأخذ التقرير، إلا ان انتظرهم طال وأتفقا أخيراً على الذهاب إلي مركز الشرطة بأنفسهم، وبدأ يشرحان ماحصل لهم لرجال الشرطة، إلا انه لم يهتم أحد لهم، عندها بداؤ بالصراخ وقالو انهم ارتكبو مخالفةً مرورية، عندها هرعو رجال الشرطة إليهم وحاصروهم لأعطائهم المخالفة. |
| خضار الشرق        | عبد الله السدحان، ناصر القصبي، يوسف الجراح، داوود جلاجل، عبير عيسى، زهير النوباني     | تبدأ القصة في سوق خضار حيث يستولي أحدهم على محل إمرأه بعد أن ضربها وافقدها الوعي، عندها يذهبون زملائها إلي بعض الدوائر الحكومية لأستعادة المحل بطريقة سلمية إلا انهم يفشلون في ذلك، بعدها يحاولون زملائها إعادة محلها بالقوة إلا انهم يفشلون في استعادته بعدما انكشفت خطتهم لدى المستولي ويأخذ احدهم رهينه ويجبره على ترك محله له والإبقاء على حياته ويوافق الرهينة، بعدها يحاول احدهم عمل وساطات لأرجاع المحل الأخير ويوافق المستولي وبشروط محدده، وهكذا حتى تنسى القضية الأم، ويظهر في الأخير صاحبة المحل المستولى علية وهي تأمر أولادها بأن يرمو المستولي بالحجارة.                                                                                     |
| طاشستان           |                                                                                       | |
| الزار             | ناصر القصبي، عبد الله السدحان                                                         | تدور أحداث الحلقة حول شخص يشاهد صديق له متوفي منذ عشرون سنة، ولم تتغير ملامحه منذ ذلك الوقت عندها يخبر أحد اصدقاءه بما رأه، عندها يختفي صديقة ويحاول الأخر البحث عنه وتخبره زوجته ان زوجها قد سافر وان سيارته موجودة أمام البيت إلا انه يجد السيارة أيضاً أمام بيت الشخص المتوفي منذ عشرون سنه عندها يأتي صاحب البيت ويطلب منه الدخول لضيافته، عندها يدخل إلي أحد الغرف وإذا به باب يفتح على صحراء ويمشي ويشاهد مجموعة من الأشخاص يقرعون الطبول ويشاهد جميع اصدقائه يقرصون ويشاهد نفسه وهو ساقط على الأرض مغشياً علية ويحاول أحدهم إيقاظه. |
| 11 سبتمبر         | ناصر القصبي، عبد الله السدحان، فهد الحيان                                             | تدور احداث الحلقة حول شخصين سعوديين وصديقهم الأمريكي الذي حضر زواج أحدهم، ثم بعد مرور سنوات عدة يعاني أبن أحدهم من السمنة ثم يسافران إلي الولايات المتحدة وفي أثناء تواجدهم هناك تقع أحداث 11 سبتمبر ويبدأ الناس هناك بالخوف منهم والأعتداء عليهم، وتحاصرهم الشرطة وتقبض عليهم وتجري معهم التحقيقات. |
| ست الحبايب        | عبد الله السدحان، ناصر القصبي، خالد سامي، عبد الله المزيني، يوسف الجراح               | تدور أحداث الحلقة حول عائلة تتتكون من ولدان وامهما الكبيرة بالسن المصابه بالسكر، فيتقدم رجل بطلب الزواج من امهم إلا ان ابنيها يرفضانه، ثم تصاب الغنغرينة، ويطرون إلي بتر رجلها ولكن الطبيب يخطئ با التشخيص ويبتر الرجل السليمة ثم يبترون الرجل المصابة، وبعد فترة تصاب الام بكسر في يدها، وبعد وضع الجبس في يديها بشكل خاطئ تموت الخلايا ويضطرون إلي بترهما، ويذهب ابناها إلي طالب الزوج منها ليعرضون عليه امهم إلا انهم يختلفون على المهر. وفي نهاية الحلقة بظهر الأبناء مبتروي الأطراف كحال والدتهم. |
| شنطة أبو علي      | زينب العسكري، ناصر القصبي، وجنات الرهبيني                                             | تدور أحادث الخلقة حول رجل تسرق حقيبته التي فيها مستندات وأوراقه مهمه، ويقوم بمراجعة الدوائر الحكومية لأستصدار بديل لها، إلا ان التعقيدات والبيروقراطية في هذه الدوائر الحكومية تجبره على البحث عن أوراقه في مكب النفايات في الأخير. |
| راتب الزوجة       | عبد الله السدحان، زينب العسكري، عبد الله المزيني، شافي الحارثي، حورية عرفات           | تدور أحدث الحلقة حول أب بخيل يمنع أبنته التي تعمل معلمه من الزواج ليأخذ مرتبها، وعند خطبة اخ صديقتها لها يخدعه والدها ويذكر له انها مخطوبة، وعند علم ابنته بالخبر قررت ان تخدعه وتتفق مع صديقتها جدها لتتظاهر بأنها مريضة وتعرضت للفصل من وظيفتها، ثم يقوم بتزويجها بحثٍ عن شفائها، ثم يكتشف الاب ان مخدوع ة ان ابنته سليمة وتعمل في وظيفتها، ويذهب ليفاجئهم في منزل ابنته وزوجها، ثم يجابهه الزوج بالرفض. |
| أطباء بلا حدود    | ناصر القصبي، عبد الله السدحان، يوسف الجراح                                            | تدور احداث الحلقة حول مستشفى خاص، يحاول أن يضع دعاية لأغراء المرضى لغرض الربح المادي، ويأتي رجل كبير بالسن برفقة أثنين من أبناءه وبعد الكشف يخبره الطبيب بأن علية الجلوس في المستشفى لأن حالته سيئة، ويأتي شخص آخر يطلب فحص أعتيادي، وبعد اجراء عملية للرجل الكبير بالسن يرفض أبناءه سداد الفاتورة بحجة انها عالية جداً، بينما الشخص الآخر الذي طلب الفحص ينصحه الدكتور بأجراء عملية لحل مشكلة ظهرت عنده ويستمر في إجراء العمليات الواحده تلو الأخرى حتى يخطى أحد الجراحين ويسبب له إعاقة، ويظهر في آخر الحلقة وأبناء الرجل الكبير بالسن يطالبون المحاسب بأن يعطيهم والدهم الذي توفي، إلا انه يرفض إخراجه حتى يكملو المبلغ المستحق.                         |
| الشايب            | عبد الله السدحان، ناصر القصبي، تركي السدحان، عبد الله المزيني                         | تدور أحداث الحلقة حول شابين يسرقان سيارة أحد الأشخاص وفيها والده المغمى علية، ويحاولان التخلص من السيارة، إلا انهم يخفقون في ذلك ويضطرون إلي الأحتفاظ بالسيارة والرجل، ويقررون دفنه في الصحراء، ثم يفاجاهم بعدما افاق وطلب ماء ويهربون خوفً منه وتصل سيارات الشرطة وتحاصرهم. |
| 8 / صفر           | ناصر القصبي، عبد الله السدحان، يوسف الجراح                                            | تدور أحداث الحلقة حول فريقين يستعدان لخوض مباراة بينهما ويحاولان فعل أي شيء لكسب المبارة، فيقوم أحد الفرق بتهديد الحكام والآخر يفشل في شراء الحكم، ويستعين الفريقان بمشعوذين، ويظهر أستعداد الصحافة والصحفيين للمباراة ويتعرض أحد الكتاب الصحفيين للضرب من قبل أحد أنصار الفريقين، وبعد نهاية المبارة يقتحم رئيسا الفريقين الأستوديو التحليلي للهجوم على الكاتب الصحفي الضيف، ويظهر في آخر الحلقة أحد الصحفيين وهو يسأل الآخر عن نتيجة مباراة فريقهم الخارجية ويخبره انهم خسرو بـ 8 / صفر. |
| قطار الشرق السريع | ناصر القصبي،عبد الله السدحان                                                          | تقوم أحد العوائل من الرياض بالحجز عند إحدى حملات بالحج وتصطدم بعدم وجود حجز كافي لها إلي جدة، وينقسمون بعضهم يذهب مباشرةً إلي جدة والنصف الآخر إلي الدمام لكي يذهبون إلي جدة عن طريق الجو، إلا انهم لايجدون وسيلة للذهاب إلي الدمام إلا عن طريق القطار خط الرياض – الدمام، وتحدث لهم العديد من المواقف داخل القطار، وتنفصل قاطرتهم عن بقية القطار، ويجلسون في الصحراء لوحدهم، وبعدها يصلون إلي مكة ويفاجأون بخدمات الحملة المتواضعه جداً وذلك بعدما رمى لهم أحدهم فاكهه وعصير ليخبرهم ان هذا هي الوجبة. |
| إيس فيه           | عبد الله السدحان، ناصر القصبي، عبد العزيز المبدل                                      | تدور أحداث الحلقة عن شخص يبحث عن عمل فيقترح عليه صديقه بأن يستأجر سيارة ويقوم بأيصال الركاب، ويجد عامل يبحث عن من يوصله لكفيله ويتفق مع كفيله على ان يوصله إلي نفس المدينة التي يسكن بها كفيله على ان يدفع له أجرة التوصيل، وبعد وصوله ينكر الكفيل انه اتفق معه ويقوم بأنزال العامل بالقوة، ويذهب صاحب الأجرة إلي مركز الشرطة ليقدم شكوى علية، ويحضر رئيس مركز الشرطة كفيل العامل ويأمره بأن يعطيه أجرته، إلا انه بعد وقت قصير يأتي رئيس الشرطة اتصال ويقوم بالانقلاب على صاحب الأجرة وتغريمه على انه استخدم سيارة غير مرخصة لنقل الركاب ومصادرة السيارة ونقلها وعليه هو من يدفع أجرة نقلها، ويظهر في آخر الحلقة العامل وكفيلة وهم من يقومون بنقل السيارة. |

### الجزء 11 (2003)
| الحلقة            | الممثلون                                                                                         | القصة |
| ----------------- | ------------------------------------------------------------------------------------------------ | --- |
| ما يصح إلا الصحيح | عبد الله السدحان، ناصر القصبي، شافي الحارثي، عبد العزيز السكيرين، أحمد العليان، فيصل العيسى      | تتناول الحلقة طريقة تفكير احدى الجماعات المتطرفة وطريقة نقل أفكارها إلي الشباب وتقوم بتدبير طريقة لأغتيال دكاترة يتم وصفهم من قبل الجماعة بالعلمانيين حيث يسعون إلى قتلهم باسم الدين. وتتناول قضية أحد المجندين وكيف يقوم خاله بالوقوف في وجهه. |
| الهارب            | ناصر القصبي عبد الله السدحان يوسف الجراح                                                         | تبدا القصة برجل يستقدم عامل لمحل الجوالات ومن ثم يهرب العامل وبعد البحث عنة يجدونه طباخ ببوفيه ومن ثم يسلمونة للجوازات وترفض الجوازات ترحيلة الا ان يقتنع كفيله ويبقيه بالبلد لكن بعد قرار الجوزات ترحيلة |
| بدون محرم         | عبد الله السدحان ناصر القصبي ليلى السلمان فضيلة المبشر نوال محمد                                 | تبدأ القصة بامرأة يسافر زوجها فتبقى معها والدتها وشقيقتها وشقيقتها تمتلك مشغل نسائي وتذهب لأحد الدوائر الحكومية لأنهاء أحد معاملاتها فتواجه رفض العاملين في الوزارة بحجة عدم وجود معها محرم وتطلب ابنة الزوجة شراء شريط فيلم فتوافق الأم ويذهبون وأثناء ذهابهم في أحد سيارات التاكسي يتعرضون للمعاكسة من أحد الشباب وعند وصولهم للمتجر يرفض العامل في المتجر دخولهن بحجة عدم وجود معهن محرم فيطلب منهن سائق التاكسي انتظاره في السيارة وأن يحضر هو الشريط وعند وصولهم للبيت تخبرها ابنتها ان الفيلم ليس فيلم رسوم متحركة بل فيلم ابيض واسود فيقررن أخذ ابن أحد جارتهن لكي يكون محرم لهم في المتجر ويذهبون ويحظرون الفيلم المطلوب وبعد ذالك يققررن الذهاب إلى أحد المنزهات فيتعرضن للمعاكسة من أحد الشباب فيقمن بضربة حتى يذهب ويأتي أحد العمال بطردهن من المتنزه فيذهبون إلى المنزل ويقررن جعل والدهن محرم لهن فيذهب معهن إلى الدوائر الحكومية والمتنزهات ويظهر في اخر الحلقة وهو معهن في أحد المطاعم |
| بالرفاه والبنين   | ناصر القصبي عبد الله السدحان امينه القفاص نوال محمد ليلى السلمان                                 | تدور احداث الحلقة حول شخص تتقدم أحد الفتيات لخطبته ولكنه يرفض في البداية ولكن يوافق بعد ذالك وبعد الزواج منها يبدأ بالتعرض للأهانة من قبل والدة زوجته وبعد فترة يقرر الطلاق منها والعودة إلى بيت والدته ولكن والدته ترفض طلاقه وبعد فترة يتضح أنه حامل حتى يستيقظ من حلم وهو في البيت يستعد لزواجه |
| الغول             | ناصر القصبي عبد الله السدحان فهد الحيان جعفر الغريب                                              | |
| رقية بين نارين    | ناصر القصبي،عبد الله السدحان،حبيب الحبيب، عبد الله المزيني                                       | |
| البادي أظلم       | عبد الله السدحان محمد الزهراني ناصر القصبي عبد العزيز المبدل فيصل العيسى نواف الجابر محمد الكنهل | تبدأ الحلقة بصاحب بقالة يأتيه رجل يهينه ويسخر منه بعد ذلك يرفض صاحب البقالة البيع له ثم يحدث شجار بينهم ويرمي صاحب البقالة زجاجة على رأس الرجل ويصيبه بعد ذلك يذهب البقال إلى السجن وبعد أن مات الرجل يامر اهل الميت بقطع رأسه لكن ابن الرجل يطلب العفو عنه |
| هلا سياحة         | ناصر القصبي عبد الله السدحان راضي المهنا محمد الكنهل                                             | |
| سندريلا           | ناصر القصبي، عبد الله السدحان،حبيب الحبيب،محمد العيسى، عبد الله السناني                          | تدور احداث القصة حول يحكي لدكتور نفسي عن قصة حدثت له وهي عندما قام بأيصال شقيقته لأحد اعراس الزوج وعند وصوله هناك يجد حذاء ملقى على الأرض |
| المميز            | بشير غنيم سعد المدهش بوهلال راضي المهنا واصل الحماد                                              | |
| طارة أبومساعد     | عبد الله السدحان حبيب الحبيب ناصر القصبي                                                         | تبدأ الحلقة برجل كبير في السن وهو يمارس التفحيط هو وصديقه ثم يقف للجمهور وتأتي الشرطة مع ابن الرجل لملاحقته ثم يضيع ابن الرجل الشرطة واباه ويحكي لصديقه قصة اباه الذي كان يتعلم القيادة واصابته ضربة شمس واثرت على ذاكرته واصبحت تصرفاته تصرفات مراهقين وسجن مع شخص يدعى "أبو عراده" ثم تعرّف الرجل على "أبو عراده" ويصبحان اصدقاء ومن بعدها بدأ الأب يسرق سيارات والإطارات للتفحيط، ثم يأتي الأب هو وصديقه "أبو عراده" ومن ثم يقوم بملاحقته الابن وفجاة اثناء ملاحقة الابن والشرطة يسترجع الأب ذاكرته ويتوقف ثم يذهب لحضن ابنه ومن ثم يأتي مذيع لمقابلة الرجل بعد استرجاع ذاكرته وفجاة في المقابلة يفقد الرجل ذاكرته مرة اخرى. |
| سوبر طاش          | ناصر القصبي، عبد الله السدحان، فهد الحيان، عبد الله السناني                                      | تدور القصة عن طفلان بالمدرسة والذين يعانون من مشاكل مع طلاب اخريين، وعبد الله السناني الملقب بنزار تقع سحرة على سطح بيته وتنكسر العصاتها السحرية وتطلب منه المساعدة وبعد أن ساعدها تساعده على تحقيق امنيته على ان يكون سوبر طاش وينتقم من الطلاب الذين كانوا يضايقوه |
| ما في أحد         | ناصر القصبي حبيب الحبيب                                                                          | تدور الحلقة عن شخص يعيش بين عائلة مكونه بين اربع أبناء وأب، وعندما يستيقظ لايجد أحد سواه في المنزل ويحاول مرارا وتكرارا في الاتصال بالاقارب ولا يوجد أحد يستجيب وعندما خرج رأء بان المدينة خاليه من السكان، وكان ناصر يذهب إلى المحلات والدوائر الحكومية ويتقمص ادوار الموظفين والوزراء، وفي لحظات من الملل من خلو السكان استخدم التلسكوب وتفاجئ بأخاه يكلمه من المريخ ويقول : اننا تركناك لأنك لم تستقيظ وسنرسل لك مركبة فضائيه. |
| واشرطتاه          | بشير غنيم يوسف الجراح                                                                            | |
| المنفذ            | فهد الحيان، ناصر القصبي، يوسف الجراح جعفر الغريب                                                 | |
| الأشرار           | ناصر القصبي،عبد الله السدحان،يوسف الجراح،محمد العيسى                                             | |
| هدبدب             | ناصر القصبي،عبد الله السدحان،حبيب الحبيب                                                         | تدور قصة الحلقة عن الابن عبد الله السدحان الملقب بهدبدب والذي امه مريضه تحتاج إلى تدخل طبي لكن الابن لا يملك المال الكافي لذالك يذهب إلى أحد الأمراء لكي يعطيه قيمة العملية |
| كرسي الاعتراف     | عبد الله السدحان يوسف الجراح                                                                     | |
| الحاسة الثامنة    | ناصر القصبي عبد الله السدحان جعفر الغريب                                                         | يكتسب حمود قدرة على قراءة الأفكار بعد تعرضه لصعقة كهربائية أثناء محاولة إصلاح جهاز تكييف المنزل. يستخدم حمود هذه القدرة لاكتشاف نوايا الناس من حوله، بما في ذلك نوايا أخيه الأكبر الذي يخطط للاستيلاء على إرث العائلة. في النهاية، ينتهي المطاف بحمود في مستشفى المجانين بعد أن يظهر وكأنه فقد عقله بسبب قراءته لأفكار الناس بشكل مستمر. |

### الجزء 12 (2004)
| الحلقة              | الممثلون | القصة |  |
| ------------------- | --- | --- |  |
| الخطابة 700         | ناصر القصبي، عبد الله السدحان، ناريمان عبد الكريم، بشير غنيم، ليلى سمور                                                        | هي عبارة عن رجل معه جوال اتته رسالة عنونها الخطابة 700 إذا كنت تريد مراة تتزوجها وصدقهم فتزوج مراة منهم وكانت لحيته بيضاء فصبغها باسود كي يتشبب وكان يكذب على مراته الأولى ثم تزوج ابنه ام زوجة ابيه ثم يكشفه ويصبح دور الابن ابن وخال له وفي اخر الحلقة تكشفه مراته الأولى وتطلب منه طلاق المراة الثانية |  |
| علشان خاطر عيونك    | ناصر القصبي عبد الله السدحان يوسف الجراح                                                                                       | تدور احداث القصة حول شخص احول يريد الالتحاق بالجيش بعد مشاهدته لبعض ضحايا الإرهاب ولكنه يصطدم برفض الجيش له بسبب مشكلة بالنظر ويقرر اجراء عملية من اجل الموافقة عليه ولكن تفشل العملية حتى يقرر الزواج من ابنت خاله ولكنه يصطدم برفضها ويقرر الزواج بفتاة اخرى ويبدأ بالسفر من مدينة إلى مدينة من الزواج ولكنه يصطدم برفضهم جميعا ويقرر الزواج من الخارج ويقوم بخطبة أحد الفتيات ولكن يحاول خاله إفساد الخطبة ويقرر عدم الزواج منها وقوم خاله بالزواج منها ويتعرف على شخص يعاني من مشكلة في النظر ويصبح صديقة ويقرر هذا الشخص هذا تزويجه شقيقته ويتزوجها بينما خاله يتعرض للنصب من الفتاة التي تزوجها ويظهر هذا الشخص في حفل زفافه وخاله يشاهده |  |
| الانتخابات          | ناصر القصبي عبد الله السدحان حسن عسيري حسن البلام بشير غنيم عبد العزيز السكيرين                                                | |  |
| لا فراط ولا تفريط   | ناصر القصبي عبد الله السدحان هيفاء حسين شيماء سبت                                                                              | |  |
| احسن الله عزاكم     | ناصر القصبي، عبد الله السدحان، حبيب الحبيب، يوسف الجراح، خالد العليان                                                          | |  |
| ابي ولد             | ناريمان عبد الكريم، عبد الله السدحان، ناصر القصبي، شيماء سبت                                                                   | تدور أحداث الحلقة حول زوج يهدد زوجته بأنه سيتزوج بأخرى إذا لم تلد له ولد بدلاً من الأناث، وبعد أن أنجبت له بنت، تزوج بأخرى وأنجبت له أثنين من الذكور، أنتقلو إلي الدمام، وعاش هو وأبنيه وبدأ ابنيه يعيشان مرحلة المراهقة وعجز عن السيطرة عليهم ويصاب والدهم بجلطة ويقرر الأنتقال مع عائلته إلي الرياض ويقبض على أحد أبنائه بتهة مخدرات، ويتهم أبنه الأخر بقضية أمن دوله، ويدخل الأب إلي المستشفى، ويفاجاء بأن الطبيبة المسؤولة عنه هي أبنته، ويظهر في آخر الحلقة وهو جالس بين بناته وزوجته ويطلب منهم السماح. |  |
| بلا اجنحة           | عبد الله السدحان، مريم الصالح، زهرة عرفات، أميرة محمد                                                                          | |  |
| علشان خاطر عيونك    | ناصر القصبي عبد الله السدحان يوسف الجراح                                                                                       | |  |
| سيد الخواتم         | ناصر القصبي عبد الله السدحان يوسف الجراح فهد الحيان علي المدفع محمد الكنهل سعد المدهش حبيب الحبيب محمد الزهراني                | |  |
| هرب الجمل بما حمل   | سعد المدهش ناصر القصبي هيفاء حسين أمينه القفاص فارس الخالدي فيصل العيسى عروبة الوابلي                                          | |  |
| لا إفراط ولاتفريط   | ناصر القصبي عبد الله السدحان عبد العزيز الحماد                                                                                 | |  |
| يا حياة الغيط       | ناصر القصبي، عبد الله السدحان، راشد الشمراني                                                                                   | تبدأ الحلقة بشخصين يتعرفون على آخر في القاهرة وفي نفس الوقت ياتي احدهم ويعطهيم مخدرات فمن شدة خوفهم يرمونهم في النهر، عندها يقبض علهيم المروجون ويحضرونهم إلي زعيمهم ويحتجزوهم ويطلبون منهم قيمة المخدارت التي رموها، إلا انهم يكتشوفن انهم لايملكون المال الكافي، ويأمرهم بأن يعملو لديه عوضاً عن قيمة المخدرات، ويتأقلمون مع وضعهم الجديد، ويقع أحدهم في حالة حب مع أحد فتيات الريف، ويطلب ان يتزوجها، ويقام له حفل زفاف وفي الأخير يعلن الحاضرون والجميع ان كل ما مدبر له وانه الكاميرا خفية. |  |
| ستبقى الحياة        | عبد الله السدحان ناصر القصبي سعد المدهش امينة القفاص هيفاء حسين فيصل العيسى ليلى السلمان                                       | |  |
| الوافد              | ناصر القصبي، عبد الله السدحان، عبدالعزيز الحماد، شافي الحارثي، فهد العمر سع                                                    | |  |
| شراي الطلايب        | ناصر القصبي عبد الله السدحان علي المدفع حبيب الحبيب                                                                            | |  |
| الرجاء عدم الاقتراب | ناصر القصبي عبد الله السدحان فهد الحيان                                                                                        | تتكون الحلقة من موضوعين تبدا عندما يذهب أبو هزار وأبو نزار إلى احدى البرامج الغنائيه سوبر ستار ويشارك بالبرنامج ثم ينتهي الموضوع برفض البرنامج هزار ويبدا الموضوع الاخر من الحلقة عائلة أبو هزار وأبو نزار تذهب إلى البر ويقول إحدا أفراد ألأسرة نريد ان نذهب إلى نزهة في البر ثم يذهبون إلى البر ويبحثون عن مكان للنزهة وبحثوا كثيرة ثم يبحثون مجددا ويجدون مكان مناسبا ويتحث الاب والعم عن السياسة لكن العم لايعرف السياسة ويجدون منصبة للقدر وتنفجر المنصبة ولم يتئذا أحد ثم يذهبون إلى احدا حدئق الرياض بدلا عن البر |  |
| المحفظة             | عبد الله السدحان ناصر القصبي حبيب الحبيب شافي الحارثي عبد العزيز السكيرين راضي المهنا تركي السدحان محمد الكنهل يوسف اليوسف     | تبدا الحلقة عندما ينسرق محفظة أحد المواطنين ويبدا السارق بالتصرف باسم المواطن ويدخلة مشاكل تنتهي الحلقة بشلل المواطن |  |
| وتعليماه            | ناصر القصبي عبد الله السدحان خالد العليان سعد المدهش يوسف اليوسف شافي الحارثي يوسف اليوسف مبارك الخصي تركي السدحان واصل الحماد | |  |
| طاش كرتون           | ناصر القصبي عبد الله السدحان فهد الحيان يوسف الجراح                                                                            | |  |

### الجزء 13 (2005)
| الحلقة               | الممثلون                                                                             | القصة |
| -------------------- | ------------------------------------------------------------------------------------ | --- |
| سلقلق                | ناصر القصبي، عبد الله السدحان، حبيب الحبيب                                           | تدور احداث الحلقة رجل يروي قصته منذ أن كان يعمل في تجارة الخضروات حتى اصبح من أحد أكبر رجال الاعمال وفي أحد الايام يقرر الخروج مع أصدقائه إلى رحلة للصيد ويتعرض للعديد من المواقف المحرجة بدايتن من خوفه من السلق حتى خوفه من القصص المرعبة وبنفس الوقت يتعرف هناك على رجل وابنه ويظهر عليهم الطمع في ماله وفي أحد المرات يجتمع معهم ويقوم بتعليمهم كيفية استعمال السلاح حتى يقوم بإطلاق النار على والد الفتى الذي معهم فيتم حبسه ويظهر في اخر الحلقة هو ومحامية ويخبره بأن أولاد المتوفى قبلوا بالتنازل مقابل مبلغ مالي ولكنه يعجز عن دفعه |
| وش هو من لحية ؟!     | ناصر القصبي                                                                          | عن قصة شخص سيئ الاخلاق يقوم بإطلاق لحيته لأجل الوصول إلى أهداف معينة من ضمنها المكانة الاجتماعية، المال، الترقيات إلخ... |
| السهم الملتهب        | ناصر القصبي، يوسف الجراح، عبد الله السدحان، عبد الإله السناني                        | |
| حدث في مثل ذلك اليوم | عبد الله السدحان ناصر القصبي فهد الحيان امل حسين ابتسام العطاوي ريفان كنعان          | تدور احداث القصة حول شخصين يسمعان بخبر الغزو العراقي للكويت فيخيفهم الخبر فيقومون بأخبار العائلة بما حدث فيبدئون بمتابعة الأخبار المتعلقة بالغزو حتى تبدأ الحرب فيبدئون بالأستعداد للحرب من خلال وضع شريط لاصق على نوافذ البيت وشراء بعض الكمامات وتحضير الموائن حتى تبدأ الحرب وهم مختبئين في أحد غرف البيت حتى يخترق بيتهم أحد صواريخ سكود فيرتعبون مما حدث ويقومون بحمل امتعتهم والهروب ويظهرون في نهاية الحلقة وهم في الطريق واحد الصواريخ يتبعهم فتنفجر السيارة ويموتون |
| سواويق نواعم         | عبد الله السدحان ناصر القصبي فضيلة المبشر نوال محمد ناريمان عبدالكريم ابتسام العطاوي | تبدأ القصة بشقيقان يعملان في بيع الخضار والفواكه في سيارة حتى تتدهمهما سيارة شرطة ويهربان وبنفس الوقت تقرر مجموعة من المدرسات استئجار سائق لكي يقوم بأيصالهن إلى المدرسة فيقررن وضع اعلان في الجريدة ويقوم الشقيقان برؤية الإعلان والاتصال بالمدرسات لكي يعملان سائقان لديهن وتوافق المدرسات على عملهم وتطلب منهما أحظار زوجاتهما معهما ليتضح أنهما غير متزوجين فيقرر خداعهن عن طريق أن يقوم واحد منهما بدور السائق والآخر يقوم بدور الزوجة وتنجح الخطة في المرة الاولى وفي المرأة الثانية وأثناء قيادة احدهما للسيارة وأثناء نقاشة مع أحد المدرسات يحدث انحراف في السيارة وتنقلب تقع الزوجة في الخلف معهن ويكتشفن انها رجل وبعد مرور فترة يقررن الزواج من هاذين الشقيقين عن طريق زواج كل اثنتين من واحد وتنتهي الحلقة والمدرسات اثناء الزفاف يقمن برفع الغطاء عن اوجههما |
| الصندوق              | ناصر القصبي عبد الله السدحان بشير غنيم                                               | |
| الديرة               | ناصر القصبي، عبد الله السدحان، فهد الحيان، علي المدفع، حبيب الحبيب،                  | تبدا الحلقة عندما يقرر أبو هزار بيع سوبربان وشراء فورد اكسكيرجن ثم يقررون قضاء العيد في الديرة ولكن هذي المرة ينطلقون بعد الظهر بدلاً من بعد الفجر وهم في طريقهم إلى الديرة أبو هزار يزيل المفتاح من السيارة ولكن دركسون السيارة يقفل بشكل اوتوماتيكي وبالتالي تنقلب السيارة ثم يكملون طريقهم للديرة وفي نهاية الحلقة يظهرون وهم يعودون إلى الرياض |
| الدولار الأسود       | ناصر القصبي عبد الله السدحان حسن عسيري عمر الديني فهد الحيان                         | |
| واعيباه              | ناصر القصبي، عبد الله السدحان، عبدإلاله السناني، عبد العزيز السكيرين، يوسف اليوسف،   | تدور احداث الحلقة حول صديقين يسكنان في بيت واحد ويعملان في التدريس احدهما في يدرس الرياضة والآخر يدرس الرياضيات مدرس الرياضة تتصل به أمه وتخبره بأنها مريضة وسوف تأتي إلى مدينة الرياض لإجراء بعض الفحوصات وتأتي إلى المدينة وعند وصولها وذهبهما إلى المستشفى وأثناء انتظاره يصادف وجود أحد أصدقائه في الانتظار حتى يعرف اسم والدته وتتطور الأمور حتى ينتشر اسم والدته في كل مكان وتبدأ معه الكوابيس ويقرر الهجرة وبعد مرور سنوات وعودته من الهجرة يبدأون بمناداته بأسم والدته |
| وابيئتاه             |                                                                                      | عن مايحدث في البيئة |
| المهذري 2            | عبد الله السدحان ناصر القصبي يوسف الجراح جعفر الغريب تركي السدحان حبيب الحبيب        | تدور احداث الحلقة حول رجل كبير في السن يعيش في دار للعجزة ويقوم بأزعاج المقيمين فيها بشكل دائم ويظهر أحد العاملين ومعه زميل له ويخبره عن الرجل الكبير في السن ويقرر احدهما الاجتماع بأقارب الرجل الكبير في السن وأخبارهم بأن قريبهم يملك ثروة كبيرة وأنهو إذا توفي في دار المسنين فأن الثروة ستتوزع على الجمعيات الخيرية وأما إذا توفي عند احدهم فسوف تتوزع بينهم فيقررون توزيع مقر إقامته بينهم فالأول الذي يقيم في الرياض يتعرض للعديد من المشاكل بسببه والثاني الذي يقيم في جدة يتعرض للضرب منه والثالث الذي يقيم في الأحساء والذي يتسبب في خسارته في الأسهم وبعد مرور فترة يقرر أقربائه الأجتماع وبحث حل للمشكة فيقررون الذهاب للرجل الذي يعمل في الدار وأخبرهم في الورث حتى يكتشفون انه قام بخداعهم من اجل التخلص من قريبهم فيقررون ترك قريبهم في منزله              |
| ذاكرة سعيدان         | ناصر القصبي، عبد الله السدحان فهد الحيان، يوسف الجراح، علي المدفع                    | |
| عجلات الموت          | أيمن المديفر، فيصل العيسى، عبد العزيز الحماد، جعفر الغريب                            | تتكلم الحلقة عن مخاطر التفحيط والهلاك بقصة شاب اصابة الشلل جراء حادث تفحيط هو واصدقاءه |
| حريم روليت           | ليلى السلمان، عبد الله السدحان، بدور عبد الله، نوال محمد، أميرة محمد، فضيلة المبشر   | تدور أحداث الحلقة حول رجل متزوج بأربع زوجات وينوي الزواج بأخرى، ويخبر زوجاته بأنه سيضع قرعه لهن وسيطلق من تخرج لها القرعة، وعند إجراء القرعة تخرج لأحداهن ويكتشف بالصدفة بانه أوراق القرعة قد كتبت جميعها باسمها، عندها يقرر أعادة القرعة بطريقة أخرى لايمكن الغش بها، وعند خروج القرعة لأحداهن يقوم بتطليقها، والزواج بزوجة أخرى جديدة، إلا انها ترفض العيش معه وتهرب إلي أهلها، إلا ان أهلها يقومون بأرجاعها له، وبعد مرور عدة أشهر يظهر الزوج وزوجاته الأربع وهو يقوم بأجراء القرعة لهن مرةً أخرى. |
| الطرد                | عبدالمحسن النمر فضيلة المبشر                                                         | تدور احداث الحلقة حول سيارة سوداء اللون تتمشى في الشوارع وعائله مكونه من أب وأم وأولادهم ويظهر على هذه العائلة التفكك الأسري وعدم الالتقائهم إلى على الفطور والغداء وعدم مبالاات احدهم للأخر ويظهر الأب وهو ينتظر طرد في مكتبه وهذا الطرد في السيارة السوداء وتمر الأيام حتى يصل هذا الطرد إلى بيته وبعد إدخاله يتضح أن في هذا الطرد جثة رجل ميت وتظهر أرجله من الطرد وعند تشاجر الأب والأم تخرج أقدامه أكثر من السابق وعند تصالحهما تتراجع الأقدام إلى التداخل حتى يقرران الذهاب وفتح الطرد مع بعضهما وينفتح الطرد ويتضح أن في داخله مرآة تعكس صورة عائلتهم المجتمعه |
| بند 55               | عبد الله السدحان، ناصر القصبي، علي المدفع، عبد العزيز السكيرين                       | تطرح الحلقة موضوع (القروض والتمويل الشخصي) وتحكي قصة موظف ميسور الحل يقوم بطلب قرض من بنك وفق بنود معينة، ليكتشف أخير بأن البند (55)يسمح للبنك المتاجرة بأعضاء العميل في حالة عجزه عن السداد |
| يوم لك ويوم عليك     | عبد العزيز الحماد ناصر القصبي عبد الله السدحان                                       | عن شخص يوم يكون له ويوم ضده |
| عمر الإنسان          | عبد الله السدحان، يوسف الجراح، ابتسام العطاوي                                        | تناقش موضوع مراحل عمر الإنسان منذ الطفولة مرورا بمرحلة الشباب والزواج والأولاد وحتى الهرم.. تم تقديمها بطريقة الحكاية عن طريق شخص حكيم بأسلوب مشوق وفكاهي كوميدي. |
| سلطة الجماهير        | ناصر القصبي عبد الله السدحان                                                         | |
| الثقة العمياء        | عبد الله السدحان إيمان القصيبي إبراهيم الحساوي                                       | تناقش الحلقة موضوع انتشار الإرهاب في حلقات تحفيظ القران من خلال رجل وزوجته التي تطلب منه وضع أولاده في حلقة لتحفيظ القران الكريم ولكنه يرفض في البداية حتى يقبل ويقوم بتسجيلهم في احدا حلقات تحفيظ القران |

### الجزء 14 (2006)
| الحلقة               | الممثلون | القصة |
| -------------------- | --- | --- |
| S.M.S                | عبد الإله السناني، ناصر القصبي، عبد الله السدحان،حبيب الحبيب                                                | تناقش ظاهرة الرسائل عبر الإنترنت والجوال والقنوات الفضائية. من خلال أب وابنه وصديق ابنه حيث الأب يريد الزواج ويصتدم برفض ابنه ويحاول مراسلت احدى القنوات المتخصصة في التعارف والابن الذي يحب فتاة تسكن في عمارة وشاهدها يوميا وهي تخرج وتدخل فيها وبنفس الوقت يحاول التعرف على فتاة وصديقة الذي يتعرف على فتاة وتوقعه في فخ نصبته هي وولدها ويقومون بضربه ويقوم بأخبار صديقة عن الأمر وإعطائه إلى رقم شقيقة الفتاة الصغرى ويقع أيضاً هو في الفخ ويقومون بضربه والأب الذي يستمر في مراسلة الفتاة التي تعرف عليها والالتقاء بها حتى يلتقي بها في احدى المرات ويعطيها ظرف ويطلب منها كشف وجهها ليتضح انها رجل ويهرب ويظهر الأبن مع صديقه في نهاية الحلقة وقد شاهدا ازفلت ويحاولان الابتعاد عنه |
| أيام الولو           | عبد الإله السناني عبير أحمد عبد العزيز الحماد ناصر القصبي عبد الله السدحان                                  | الحلقة تتناول موضوع العلاقات الاجتماعية داخل الأسرة. |
| داعس والعرجاء        | عبد الإله السناني زهرة عرفات ناصر القصبي عبد الله السدحان                                                   | تتناول الحلقة نظرة جديدة عن المسلسلات البدوية. |
| صالون الهيئة         | علي المدفع، عبد الله السدحان، ناصر القصبي، عبد العزيز السكيرين                                              | تتناول الحلقة دور هيئة الأمر بالمعروف والنهي عن المنكر، وتستعرض في البداية رجل في عام 1960 وهو ينصح الناس ويأمرهم بالصلاة بطريقة مبسطة وعفوية، ثم في عام 2006 تنتقل إلي العصر الحالي وتستعرض معاملة رجال الهيئة للمواطنين، وفي آخر الحلقة يداهمون رجال الهيئة شقة بعدما اشتبهو بخلوة رجل مع فتاة اتضح بالأخير انها زوجتة ليقوم الرجل الضحية برفع قضية على رجال الهيئة، ويظهر صديقة لينصحة بأنه لن يستطيع فعل شيء ضدهم. |
| وراهم وراهم          | عبد الله السدحان، ناصر القصبي، زهرة عرفات أميرة محمد                                                        | تدور احداث الحلقة حول شقيقان متزوجان ومقيمين في لبنان ويحاولان قدر المستطاع الخروج وحضور الحفلات من دون زوجاتهم والذهاب إلى المراقص حتى تكتشف زوجاتهم الأمر وتبدأ بمطاردتهم حتى ينجحن في الأيقاع بهم |
| صورة طبق الصورة      | ناصر القصبي عبد الله السدحان                                                                                | |
| البؤساء              | فهد الحيان، أيمن المديفر، محمد الكنهل، عبد العزيز المبدل، عبد الله المزيني، ناصر القصبي                     | |
| توت بيروت            | يوسف الجراح، عبد الله السدحان، ناصر القصبي زهرة عرفات اميرة محمد                                            | |
| حارة البلوت          | ناصر القصبي، عبد الله السدحان، حبيب الحبيب، صفاء سلطان، يوسف الجراح، صفاء سلطان، بشير غنيم،عبد الله المزيني | |
| سور الحريم العظيم    | ناصر القصبي عبد الله السدحان إبراهيم الحساوي محمد الكنهل عبد الله المزيني صفاء سلطان                        | |
| للصغار فقط           | فهد الحيان، عبد العزيز المبدل، ناصر القصبي عبد الله السدحان                                                 | تدور الحلقه على بعض مشاكل العماله في ذلك الأوقات |
| الإنترنت             | ناصر القصبي عبير احمد عبد الله السدحان                                                                      | |
| الليموزين            | أمينه القفاص، عبد الله المزيني عبد الله السدحان ناصر القصبي علي المدفع                                      | تتكلم القصة عن شخص يحصل على رخصة ليموزين وتحدث مواقف طريفة والأخير ركب وقال له ان يذهب إلى حي بعد أن يصل قال له ان يذهب إلى حي آخر ثم يجدون انفسهم في الصحراء ويلقي السائق اللوم على الراكب ثم تتحدث السيارة إلى سائق وتامره بالنزول منها ثم تطير وتسقط الراكب |
| شهيبان               | عبد الله المزيني، خالد سامي، يوسف الجراح، شافي الحارثي، محمد الكنهل إبراهيم الفريان                         | تدور احداث الحلقة حول شاب كان مسرعاً بسيارته وأصطدم بجمل وأصيب الجمل، ثم نقل إلي مركز صحي وغضب صاحب الجمل وذكر انه لن يتنازل حقه، واخبر الأطباء انه لايريد علاج الجمل في الداخل بل علاجه في الخارج، ثم نقل الجمل إلي الخارج لعلاجه، وبعداسبوعين من رجوعه إلي البلاد اخبروه انه توفي الجمل بينما الشخص الذي اصطدم بالجمل ما زال محبوساً عند صاحبه، وتوفي صاحب الجمل وتدخلو بعض الاشخاص ودفعو دية الجمل، وفي آخر الحلقة يظهر الشخص الذي صطدم بالجمل وهو يملك عدد من الجمال ويأمر الرعاة ان يقومو بتوزيع الجمال ووضعها على الطريق لتصطدم بها السيارات. |
| إرهاب أكاديمي        | ناصر القصبي، يوسف الجراح عبد الله السدحان إبراهيم الحساوي                                                   | |
| زوجات مع وقف التنفيذ | ناصر القصبي عبد الله السدحان اميرة محمد علي إبراهيم                                                         | |
| إطلع                 | يوسف الجراح، ناصر القصبي عبد الله السدحان                                                                   | تدور احداث الحلقة حول رجل غني لديه منزل كبير ويعيش هو زوجته وابن اخته وزوجته ثم يكتشف انه خسر في البورصة ثم ينهار السوق ويخسر كل أمواله ويجن بسبب ذلك، بعدها يحاول أبن اخته تخويفه ليخرج من منزله بعدها يهرب خاله من المنزل. |
| سوق الليل            | | |
| مسعود المقرود        | علي المدفع إبراهيم الحساوي ناصر القصبي عبد الله السدحان خالد سامي                                           | |
| بلوتوث الضرس الازرق  | ناصر القصبي حسن عسيري                                                                                       | |

### الجزء 15 (2007)
| الحلقة            | الممثلون | القصة |
| ----------------- | --- | --- |
| طاش سات           | ناصر القصبي، عبد الله السدحان، صفاء سلطان                                                                                  | تبين الحلقة أستغلال بعض القنوات الفضائية للمشاهدين. |
| المطافيق          | ناصر القصبي، عبد الله السدحان، يوسف الجراح                                                                                 | مشاكل الشباب في الزواج والعمل |
| النشبة            | ناصر القصبي. عبدالله السدحان. ريم عبدالله. يحيى الغماري.مرزوق الغامدي                                                      | تدور أحداث الحلقة حول شخصية "مساعد" الذي يعود إلى بلده بعد رحلة عمل طويلة. أثناء رحلته بالطائرة، يتعرف على شخص متطفل. بسبب مشكلة طارئة، يضطران لإكمال الرحلة بالسيارة، حيث يتعرضان لحادث يواجهان بسببه العديد من العقبات والمواقف الكوميدية. |
| جرب الهبال        | عبد الله السدحان، خالد سامي                                                                                                | تجري أحداث الحلقة في مستشفى مجانين حيث يحاول صحفي وصديقة عمل تقرير عن المستشفى ولكن يقعون في يد مدير التمريض في المستشفى ويقوم بتعذيبهم. |
| تمسكن حتى تمكن    | ناصر القصبي، عبد الله السدحان                                                                                              | وتدور أحداث الحلقة حول استعراض لقوة مؤسسة الهدف بعمل كل من عبد الله وناصر خمس عشرة شخصية وباستعراض شيق. الحلقة تناقش موضوع الزحام. |
| درب الهلاك        | مشعل المطيري، شمعة محمد، عبد العزيز السكيرين، ابتسام العطاوي                                                               | تحكي الحلقة قصة رجل مدمن يقوم بسرقة أبيه ويبيع ذهب زوجته ووالدته. |
| قاض في الجنة      | ناصر القصبي ، نواف الجابر ، عبدالله السدحان                                                                                | تتكلم عن شخصان يغيران الدين على نفسهما |
| سعودي بلا هوية    | عبد الله السدحان، ناصر القصبي                                                                                              | تتحدث هذه الحلقة عن الجنسيات المختلفة |
| تسونامي           | ناصر القصبي، عبد الله السدحان، يوسف الجراح، فهد العمر                                                                      | تدور أحداث الحلقة حول تاجر يسافر لجلب البضائع وفي كل دولة يتزوج ويهرب. |
| ليبراليون ولكن    | محمد الطويان، نواف الجابر، زهور حسين، ناصر القصبي، عبد الله السدحان، سمير الناصر، فهد العمر،                               | تدور أحداث الحلقة حول أحد المثقفين وهو والذي يهتم بأفكاره وآرائه واجتماعاته ونقاشاته مع أصدقائه الذين يحملون نفس الأفكار ويتخلى –بالتالي– عن دوره كأب وربّ أسرة إلى درجة أن ابنه ينحرف ويقبض عليه في تهمة سرقة منزل..                         |
| ابناؤنا في الخارج | خالد سامي، عبد الله السدحان، حبيب الحبيب، مشعل المطيري شمعة محمد                                                           | |
| المدانة           | محمد الطويان، ناصر القصبي،عبد الله السدحان، عبد الإله السناني، مشعل المطيري، عبد الله المزيني، محمد الكنهل، فيصل العيسى    | تدور احداث الحلقة عن مطلقة تقع في موقف مريب يجعلها عرضة لجفاء إخوتها وتركهم لها في سجون النساء. |
| تسونامي           | | عن تسونامي |
| غرام وانتقام      | ناصر القصبي، خالد سامي، عبد الله السدحان                                                                                   | تدور أحداث الحلقة حول سمر، التي تكتشف خيانة زوجها فؤاد مع الخادمة سونيا. بدلاً من المواجهة المباشرة، تقرر سمر الانتقام بطريقتها الخاصة، مما يؤدي إلى تطورات درامية وكوميدية                                                                   |
| شباب على الطريق   | إبراهيم الحساوي، زهور حسين،شافي الحارثي، يوسف اليوسف، طارق الحربي، منهل العنزي، بندر حدادي، ماجد العمري (ممثل) فيصل العيسى | يدور محور الحلقة عن الشاب (سعد) التي ترصد معاناة الشاب السعودي منذ الطفولة وحتى البلوغ حيث يمر بسلسلة من الأحداث التي ساهمت في كبته وتغيير مفاهيمه عن البراءة والطفولة في مجتمع منغلق.                                                       |
| ممرض بالريموت     | ناصر القصبي، عبد الله السدحان                                                                                              | تتناول الحلقة سبب تردي المستوى الأكاديمي للجامعات في السعودية بشكل عام. |
| سوزان والأعمش     | ناصر القصبي، خالد سامي، عبدالله السدحان                                                                                    | تدور أحداث الحلقة حول سيدة قبيحة ثرية، تحب موظف يعمل في شركتها.. |
| الاستثمار الهش    | | |
| المقاريد          | | |
| 15x15             | ناصر القصبي، عبد الله السدحان، علي المدفع، بشير غنيم                                                                       | |
| درب الهلاك        | محمد الطويان، نواف الجابر                                                                                                  | تقدم الحلقة رسالة عن أهمية التبرع بالأعضاء وهي حلقة تراجيدية تهدف إلى نشر ثقافة التبرع في المجتمع السعودي. |
| تكريم ولكن        | | |
| ريح ابوي          | خالد سامي، عبد الله السدحان،حبيب الحبيب                                                                                    | |
| حمار القايلة      | ناصر القصبي | تتناول الهروب من الواقع للتاريخ ومعايشة الواقع كتاريخ حيث يفشل بطل القصة في الاستمرار في وظيفته نظراً لتخلفه عن التقنية وهو موظف بنك ويتم تعيين شخص آخر بدلاً عنه ليصطدم بهذا الواقع المؤلم ويحاول الهرب منه.                                  |
| أمن العقوبة       | ناصر القصبي، عبد الله السدحان                                                                                              | وهي تتناول مشكلة الرحلات الداخلية في السعودية وتأجيلها لمختلف الأسباب والأعذار. وهنا يتم تأجيل إحدى الرحلات بسبب عاصفة ترابية مما اضطر بعض الركاب للسفر براً ولكن سيارتهم تعرضت للانقلاب نتيجة الكثبان الرملية الناتجة عن العاصفة.            |
| الضحية رقم 3      | ناصر القصبي، عبد الله السدحان فهد الحيان، بشير غنيم                                                                        | يتحدث عن اربعة اشخاص ذهبوا إلى البر |
| مشهور ولكن        | محمد الطويان | تعرض الحلقة قضية من أكثر قضايا المجتمع تجاهلاً وإهمالاً وهي تكريم المبدعين في حياتهم. |
| جرب الهبال        | ناصر القصبي، عبد الله السدحان                                                                                              | تتحدث الحلقة عن صحفي ذهب للتسوق واثناء خروجه من المتجر لاحظ شخص مختل عقليا وياتيه أحد المواطنين ليخبره انه مريض نفسي ومجنون وعندما ذهب إلى مقر عمله بدا بالتفكير بتجربة الهبال                                                               |
| الشوارع الخلفية   | ناصر القصبي، عبد الله السدحان                                                                                              | عن السفر إلى الخارج للزواج |
| امن العقوبة       | | عن اللصوص والحرامية |

### الجزء 16 (2009)
| الحلقة             | الممثلون                                                                      | القصة |
| ------------------ | ----------------------------------------------------------------------------- | --- |
| الحجر              | ناصر القصبي، عبد الله السدحان، حبيب الحبيب                                    | تدور أحداث الحلقة حول أثنين من الاخوة يحاولون الاستيلاء على اموال ابيهم إلا انه في نهاية المطاف يستطيع الاب الضحك عليهم. |
| الفقر              | عبد الله السدحان، ناصر القصبي، فهد العمر                                      | تدور احادث القصة حول ارتفاع الايجارات ممايضطر بأحدالمواطنين إلي إشراك الاجانب معه في نفس السكن لمحاولة التغلب على ارتفاع الايجارات. |
| التطوير            | ناصر القصبي، عبد الله السدحان، عبد الإله السناني، محمد بخش                    | وتدور أحداث الحلقة حول أحد الاكاديميين الذي يحاول تطوير المناهج في السعودية. |
| لاللرز             | ناصر القصبي، عبد الله السدحان                                                 | تدور أحداث الحلقة حول ازمة الارز وتضع تصورات لأحداث الشارع عند شح الارز وبيعه بأسعار خيالية ومحاولة الحكومة استزراع الارز وفشله. |
| المقالب            | ناصر القصبي، عبد الله السدحان، حبيب الحبيب علي المدفع                         | تدور قصة الحلقة حول صديقان يقومان بصنع المقالب لبعضهم البعض. |
| عيد وسعيد          | ناصر القصبي، عبد الله السدحان، يوسف الجراح                                    | تدور قصة الحلقة حول جنديان ساذجان نقلا إلي منطقة حدودية وفي أثناء عملهم تحصل مواقف طريفة يتسبب بها هذان الجنديان. |
| الجاهة             | ناصر القصبي، عبد الله السدحان، عبد الإله السناني                              | تأتي الحلقة بقصص منفصله وذات هدف واحد وهي دية القتيل ومايحصل من مفارقات بين مطالب اهل القتيل. |
| راعي شكاوي         | ناصر القصبي، عبد الله السدحان                                                 | تدور قصة الحلقة حول شاب يقوم بمساعدة رجل أشتهر بكثرة شكاواه على الناس، وحين مساعدة الشاب له يقع في مشكله معه، ومن الصدف ان الشاب نفسه يقوم بخطبة ابنة الرجل (صاحب الشكاوي)، وبعد زواجه يكون هدف لجشع هذا الرجل. |
| حلا                | ناصر القصبي، عبد الله السدحان، خواطر                                          | تتكون عائلة من أب وأم وطفله، وتحصل مشكلة بين الاب والام، وعلى إثرها يحصل الطلاق، ويبداء الاب البحث عن زوجه أخرى إلا ان ابنته الصغيره تقوم بوضع العوائق امامه بمواقف طريفة لتبعده عن فكرة الزواج بأخرى. |
| الدائبان           | ناصر القصبي، عبد الله السدحان، عبد الإله السناني                              | تدور أحداث الحلقة حو عاملان آسيويان ساذجان يعملان لدى مؤسسة صيانة، ويقومان بأعمال تخريبيه لدى زبائن المؤسسة بسبب غبائهما ويفشلان في كل عمل، ويقرران الدخول في الإسلام بعد نصيحة زميلهم العربي في العمل إلا انهم يتخوفان من مسئلة الختان ويهربان. |
| التحويل            | ناصر القصبي، عبد الله السدحان، صمود                                           | تبدأ الحلقة بشاب في مقتبل العمر يبدو عليه ملامح الانثويه، وبعد فترة يعاني من الآلآم يضطر إلي الذهاب إلي الطبيب ويخبره بسرعة تحويل جنسه إلي أنثى، وبعد تغيير جنسه يدخل في عالم الانثى ويحاول فك ارتباطه بعالم الذكور ويتزوج في نهاية الحلقة بشاب حول هو جنسه أيضاً. |
| الخادمة            | ناصر القصبي، عبد الله السدحان، حبيب الحبيب                                    | تدور قصة الحلقة حول رب أسرة يعارض وجود خادمة في بيته إلي انه ينصاع في نهاية الامر للواقع ويبداء رحلة العناء مع مكاتب الاستقدام ليجلب خادمة، ويتضح ان الاب يعارض لكل ماهو جديد وغريب في البداية إلا انه في نهاية الامر يتراجع. |
| هوامير سنجر        | ناصر القصبي، عبد الله السدحان، عبد الإله السناني، شافي الحارثي                | تتحدث الحلقة عن شائعة مكائن سنجر والتيّ في بدايات 2009، وعن الأسعار الجنونية التي وصلت لها. وقصة الحلقة عن اثنين من الاخوان يحاولان الاستفادة من هذه الشائعة وشراء عدد من المكائن إلا انه في الأخير يتضح ان وراء هذه الشائعة رجل أعمال يتلاعب بالأسعار وفي النهاية يخسران. |
| ماتشوف شر          | ناصر القصبي، عبد الله السدحان، عبد الإله السناني                              | يدخل رجل إلي المستشفى بسبب الإرهاق وقلة النوم ويتعرض لإزعاج من اقاربه وزواره والمرضى الموجودين بالمستشفى وعند خروجه يتعرض لذات الإزعاج مما يؤدي إلي وفاته في نهاية الحلقة. |
| سيوف المها         | ناصر القصبي، ملاك، ليلى السلمان، حبيب الحبيب، أغادير السعيد، عبد الله السدحان | أحداث الحلقة تدور حول فتاة تتحدث عن قصتها لباحثه اجتماعية وتسرد لها قصتها بعد أن يتوفى والدها وتتزوج والدتها من رجل حاول الاعتداء عليها ثم تهرب وتتعرف على شاب يتاجر بالمخدرات، ثم يقوم بطردها ليجدها طبيب ويتزوج منها ويرجع مروج المخدرات ليهددها بالصور ثم تقتله عن طريق الخطاء. |
| التدخين            | ناصر القصبي، نواف الجابر، جعفر الغريب، عبد الله السدحان                       | أحداث الحلقة تدور حول رجل مُدخن يصاب بسرطان في الرئة ويتوفى ويقوم ابنه بمحاولة رفع دعاوى قضائية على شركة بيع الدخان، فتواجهه الشركة بشتى الطرق ويفشل بالأخير. |
| بطاقة الأحوال      | لطيفة المجرن، يوسف اليوسف، طارق الحربي                                        | يفقد أحد الأسخاص بطاقة الهوية في المطار ويحاول استخراج بديل لها إلا انه يقع في مشكلة تشابه أرقام هويته مع شخص آخر، ويصعب استخراج بطاقة بديله له وتحدث له مشاكل وعراقيل في الشارع بسبب فقدانه للبطاقة مما يضطر في الأخير إلي التنقل وهو متخفي. |
| بيبر جدي           | ناصر القصبي، عبد الله السدحان، عبد الإله السناني، عبد العزيز المبدل           | تدور احداث الحلقة حول رجل أصوله من نجد يأتي من الزبير إلي قرية الوشم لأستعادة أرضه وبئره اللذان ورثهما من أبيه، إلا ان أبناء عمه الجشعان يستوليان عليها، ويسقط رجل في بئرهم ويحولان التخلص من هذه المشكلة بالتنازل لأبن عمهما ليقع في مشكلة الديه، التي الزمه بها أمير القرية، وتأتي أخبار بتمثين أرضه ثم يعودان أبناء عمه مُدعيان تخليصه من الدية بشراء أرضه، ثم يهرب من القرية بعد دفع الدية.                                                                  |
| هذي رحلتي          | حمد المزيني، محمد الكنهل                                                      | تبدأ الحلقة بقصة ورقة نقدية فئة 500 ريال وتأخذنا برحلة من بدايتها عندما كانت ورقة في شجرة إلي حين طباعتها كورقة نقدية وانتقالها من شخص إلي شخص آخر حتى تتلف. |
| الشيخة زهوة        | ناصر القصبي، يوسف الجراح                                                      | قصة الحلقة عن رجل مصاب بمرض ويحدد له المستشفى يوم وفاته وقبل وفاته يعطى زوج ابنته امواله ويشتري بها منزل فخم وفي أثناء ذلك تعجب بالمنزل إمرأه ذات جاه ومكانه اجتماعية عالية وتماطله في الدفع ويضطر إلي شكواه في كل الجهات الحكومية إلا ان كل جهه تتخلى عنه خوف منها، حتى يقرر الذهاب إلي الأمير ويستعيد منزله منها. |
| سائق وأكثر من سائق | عبد الله السدحان، ريماس منصور، عبد الإله السناني                              | تتحدث الحلقة حول رب أسرة يعاني من هروب السائقين الخاصين بعائلته دون أن يعرف السبب، ويوهم عائلته بانه سوف يسافر ليأتي في نفس الوقت وهو متنكر في صورة سائق مؤقت، وبعدها يتعرف على المعاناة التي يعيشونها السائقين من جراء سوء المعاملة، ويهرب هو أيضاً. |
| لا تجسسوا          | عبد الله السدحان، ريماس منصور، ناصر القصبي، ابتسام العطاوي                    | تبدأ الحلقة بداعية تنصح الزوجات من مكر الأزواج لهن، وتدعوهن للتثبت من ذلك بالتجسس عليهم، وتقوم اختين بالتجسس على أزواجهم بوضع آله تسجيل في سيارتهما، وتأتي الامور على عكس الواقع حيث يقع الرجل المخلص لزوجته بالخطاء وبسوء فهم من زوجته وتطلب منه الطلاق، بينما الرجل الخائن يصبح في نظر زوجته رجل مخلص، وذلك بعدما عرف بأمر آلة التسجيل، ويحصل على رقم الداعية التي حذرت زوجاتهم، ويكون معها علاقة ويتزوجها في آخر الحلقة.                                     |
| H1–N1              | عبد الله السدحان، ريماس منصور، ناصر القصبي، عبد الله المزيني                  | تدور أحداث الحلقة حول أب كبير السن وأبنيها يسوارهم الشك بتعرض أبيهم لفيروس أنفلونزا الخنازير، وعند التحليل له في المستشفى، يتضح انه سليم، ولكن يؤكد التحليل تعرضه لورم خبيث في معدته ويخبرهم الطبيب انه سيتوفى بعد عدة أشهر، ويتعذر على المستشفى علاجه، ويحاول ابنيه علاجه في مستشفيات الخارج إلا ان المسؤلين، يتخلون عن مساعدتهم بحجة ان والدهم أصبحت أيامه معدوده وعمره تخطى المائة والعشرين سنة، ويظهر في آخر الحلقة وابنيه كبرا في السن وما زال والدهم حيًا. |

### الجزء 17 (2010)
| الحلقة         | الممثلون                                                                                 | القصة |
| -------------- | ---------------------------------------------------------------------------------------- | --- |
| إرفع راسك      | ناصر القصبي، عبد الله السدحان                                                            | تدور أحداث الحلقة حول موظف أجنبي في إحدى الشركات السعودية، يقرر ان يحظر أحد أقاربه للسعودية للعمل، ويعجز في الحصول على تأشيره بسبب منع مكتب العمل، عندها يقترح عليه أحد الأشخاص ان يفتتح شركة ويكون بذالك مستثمر أجنبي ويتسطيع أحظار أكبر عدد من العاملين، وبعدها يحصل الموظف الأجنبي على الجنسية السعودية، ويبدأ بفقد مميزاته كأجنبي إذ يطلب منه أن يخرج من السكن الخاص بعمال الشركة ويطلب منه تسليم سيارة الشركة ويفصل ابنائه من المدرسة الأجنبية بحكم انهم سعوديون ولايحق لهم الدراسة بها، ويقرر رئيس الشركة خفض مرتبه لموازته ببقية الموظفين السعوديين، عندها يقرر ان يستقيل من الشركة للبحث عن عمل آخر، إلا انه يفشل في إيجاد عمل، ليعود إلي شركته مرةً أخرى ويعمل بها حارس أمن. |
| خالي بطرس      | ناصر القصبي، عبد الله السدحان، محمد المفرح، خالد السيد                                   | تدور أحداث الحلقة حول أخوين ميسوري الحال، يعيشون مع والدهم، وقبل أن يتوفى والدهم أخبرهم ان لهم خال في لبنان، وبعد وفاته سافروا إلى لبنان، والتقوا بأهلهم وخالهم الذي اكتشفو انه قس مسيحي، ويبدأ الأخوان بالارتياب من خالهم، وعندها يقوم خالهم بتسليم صندوق مجوهرات يخص أمهم، ويدعوهم للحضور إلى الكنيسة لحضور حفل زفاف قريبهم، ويقرر الأخوان دعوة خالهم إلى الأسلام ويقومون بأعطاءه نسخة من القرآن، إلا ان خالهم يخبرهم انه حفظ القرآن وان سيحتفظ بهذه النسخة، وفي الأخير يقرر الأخوان العودة إلى الرياض، ويفقدون جوازات سفرهم في المطار ويظهر خالهم. |
| تعدد الأزواج   | ريم عبد الله، عبد الله السدحان، خالد سامي، عبد الإله السناني، ناصر القصبي                | تدرو أحداث الحلقة حول زوجة تشمئز من زوجها وتخبره انها ستتزوج رجل آخر ثم يحاول ثنيها عن ذلك إلا انها تتزوج، وبعد مضي أقل من سنة تعلن لزوجيها الأثنين انها ستتزوج برجل ثالث، ورغم اعتراضهم إلا انها تتزوج بالرجل الثالث، وبعد مضي أقل من شهرين تعلن لأزوجها الثلاثة، انها ستتزوج برجل أجنبي وبعد زوجها بفترة تعلن لأزوجها الأربعة أنها ستتزوج برجل خامس وذلك بعد أن تجري القرعة لأزوجها الأربعة لتطلق احدهم، وبعد وقوع القرعة على أحدهم، ينتهي الفيلم ويظهر جمهور في السينما وهو يصفق ويقوم أحد المسؤلين ليشكر المخرجة ويطرح عليها الجمهور االأسئلة وتجيب عليهم مقصداً منها ان توضح للجميع معانات الزوجات الذين يتزوجون رجالهم عليهم دون الإحساس بما يشعرون |
| الشعب في عيونه | محمد بخش، عبد الله السدحان، ماجد مطرب، عبد الإله السناني، ناصر القصبي                    | تدرو أحداث الحلقة حول مسؤل في أحد الدوائر الحكومية، إذ يستغل منصبه لأدارة الفساد، وفي المقابل ينشر أحد الصحفيين فساد ذلك المسؤل بشكل مستمر، ويحاول المسؤل تهديه ويفشل، ثم يحاول، رشوته إلا انه يفشل، ويستطيع ذلك المسؤل إقالة الصحفي بعدما أستخدم علاقاته الشخصية مع كبار المسؤلين في تلك الصحيفة. وبعد وقوع فيضانات جدة 2009 يلقى القبض على المسؤل ويعود الصحفي إلي صحيفته ليمارس عمله. |
| مذكرات أسعد    | ناصر القصبي، عبد الله السدحان، يوسف الجراح                                               | تدرو أحداث الحلقة حول رجل عسكري سابق متقاعد ويعيش معه أبن اخته، وينوي كتابة سيرته في مجاله العسكري، ويقرر الزواج بطريقة المسيار، وعندها يلقى القبض علية بتهمة أن الزوجة التي تزوجها متزوجه بأكثر من شخص في نفس الوقت، وفي آخر الحلقة يحال للتحقيق بعد نشر مذكراته. |
| فاصل عائلي     | ناصر القصبي، عبد الله السدحان، عبد الله المزيني                                          | تدور أحداث الحلقة حول زوجين كبيران في السن ولايملكون أبناء، ويراعهم أبن الجيران ويساعدهم، ومع مرور الوقت تصاب الزوجة بالخرف، ثم مايلبث ان يصاب الزوج هو أيضاً بالخرف، ويبدأ ابن الجيران في مساعدتهم ومجاراتهم في الأحداث التي يظنونها. |
| زواج جماعي     | ناصر القصبي، عبد الله السدحان، حمد المزيني، محمد المفرح، أمينه القفاص، ريماس منصور       | تدور أحدث الحلقة حول أبوين الأول لديه ستة بنات والآخر لديه سته من الأولاد الذكور، يتفقون على أن يزوجو أبنائهم الستة للبنات الستة وأن يزوج البنت المطلقة للأبن المُطلق، وبعد الرؤية الشرعية وعقد القران، وفي وقت أحتفال الزوج تظهر الزوجة السابقة للأبن وهي تحرق خيمة العرس. |
| مافيه خير      | ناصر القصبي، عبد الله السدحان، عبد الإله السناني                                         | تدور أحداث الحلقة حول أخوين يمثلان دور وجهاء المجتمع في القرية، ويجتمع أهاليها لمناقشة فساد رئيس البلدية وشكواه إلى مرجعه لإبعاده وإحضار رئيس بلدية يخدم مصالحهم الخاصة، فيقوم المرجع بتعيين مهندس مخلص تربطه صلة قرابة بأهالي القرية، الذين يسارعون لمحاولة إغراءه واستمالته لتخليص مصالحهم على حساب مصالح جميع السكان، إلا انه يكشف لهم عن نيته الإصلاحية فيضطرون لاستخدام علاقاتهم بشخصيات مؤثرة لتخريب مخططه الإصلاحي، وعندما ينجح في التغلب عليهم يصطدم بشخصيات أقوى نفوذاً فيقف عاجزاً أمامها. |
| الخاتم         | ناصر القصبي، عبد الله السدحان، يوسف الجراح، جميل العامودي، عبد الإله السناني             | تبدأ الحلقة بلصين يسرقون بنك وفي أثناء هروبهم يغدر أحدهم بالآخر ويطلق علية الرصاص، وبعدها ينجو المغدور به ويدخل السجن ويتعرف على أحد النزلاء الجدد وزميله في الزنزانة، وبعد فترة تعرض علية المباحث التعاون في القبض على اللص السابق والذي غدر به، ويوافق على التعاون معهم بشرط أن يشارك معه في العملية صديقة في الزنزانة، وبعد خروجهم والبحث عن اللص يجدهم هو ويقوم بتهديدهم إلا انهم يعرضون علية المساعدة مدعين أن احدهم هكر، ومتخصص في فك أجهزة الحماية، بعدها يقومون بعملية سرقة ألماسه ويحاول مرةً أخرى الغدر بهم بعد نجاح العملية، إلا ان الشرطة تقبض عليهم متلبسين، وتطلق سراح المتعاونين، وبعد انتهاء العملية يتضح ان زميله في الزنزانة سرق الألماسه الاصلية وأعطاء الشرطة المزورة، ويحاول هو الغدر بصديقة وأخذ الألماسه، إلا انه يتضح ان الاملاسه ليست في الحقيبة التي أخذها منه وبدلاً من ذلك يجد رسالة وخاتم يخصه، ويظهر في الأخير صديقه في الزنزانة وهو يسلم الألماسه إلي الشرطة ويعتذر. |
| الأيتام        | ناصر القصبي، عبد الله السدحان، عبد الله المزيني، عبد الإله السناني                       | تدور أحداث الحلقة حول أخوين ووالديهم إذا يتوفى والدهم، وبعد فترة تتزوج والدتهم بشخص آخر وينتقل معها أبناءها، وما يلبث أن يتوفى ثم يتزوجها رجل آخر من البادية وتذهب معه إلي البادية وينتقل معها أبناءها، ثم يتوفى هو الآخر وتعود إلي منزلها، ويأتي شخص رابع ليتزوجها وينتقل معها أبناءها. |
| أيام الأسبوع   | ناصر القصبي، عبد الله السدحان، خالد سامي، عبد الإله السناني، يوسف الجراح، ريم عبد الله   | تدور أحداث الحلقة حول شخصيات جميعهم من الذكور كل واحد منهم يمثل يوم من أيام الأسبوع، ويعيشون في نظام وترتيب، حتى يأتي يوم يخبرهم بأنه سوف يضاف يوم جديد، ويفأجؤن بأمرأه تخبرهم بأنها هي اليوم الجديد وتعيش معهم فترة ويحاول أحد الأيام تكوين علاقة معها إلا انه يفشل مما ينعكس هذا على حياته ويطول اليوم بسبب إنتاكسته العاطفيه، عندها يقررون إبعاد المرأة التي تمثل اليوم الجديد، وتظهر في آخر الحلقة نفس المرأة وهي تدخل إلي مكان وتخبرهم بأنها الساعة الخامسة والعشرون الجديد. |
| الشباب يا شباب | ناصر القصبي، عبد الله السدحان، غزلان، ماجد مطرب                                          | تدور أحداث الحلقة حول رجلي أعمال يعرضون على عاطل عن العمل أن يعمل لديهم بحكم انه من شباب البلد ويجب دعمه، وبعد أن عمل لديهم وحقق نجاحات في عمله، وفي نفس الوقت ينشغل رجال الأعمال الأثنين بسكرتيرة تعمل لديهم ويحاول كل واحد منهم كسب ودها، ويعرض عليهم الموظف الجديد ان يطورو شركة الأستيراد ويحولها إلي مصنع ليزداد الدخل إلا انهم يرفضون ذلك ويطلب منهم عندها ان يترك العمل عندهم ليعمل لدى آخرين عرضو عليه العمل، وبعد مرور أربع سنوات يظهر رجلي الأعمال وهم في إحدى الشركات ويطلبون مساعدتهم، وبعد الدخول على مدير الشركة يكتشفون انه هو من كان يعمل لديهم في السابق وفرطو فيه. |
| الاختلاط       | ناصر القصبي، عبد الله السدحان، خالد سامي، عبد العزيز السكيرين                            | تدور أحداث الحلقة حول دكتور جامعي، وشيخه الذي يعتبره معلمه وقدوته، حيث يظهر في اجتماعتهم وهم يستنكرون الاختلاط بين الذكور والإناث في الجامعات وغيرها، ويستدعى الدكتور لألقاء محاضرة في أحد التجمعات الثقافية إلا انه يستشيط غضباً بعدما يشاهد نساء في الملتقاء بجانب ارجال، ويظهر الدكتور هو وشيخه في المستشفى إذ تقوم الممرضات والطبيبة بالكشف علية بشكل طبيعي، ويظهر الشيخ في بيته مع الخادمة لوحدهم وأبنته إذ يقوم السائق بأيصالها وحدها، وفي آخر الحلقة يخبر الدكتور شيخة بأنه وصلته دعوة من إحدى القنوات ويدعو شيخة لمشاهدته، وفي اللقاء يظهر الدكتور وهو يعارض الأختلاط ويستنكره. |
| كوابيس واقعية  | محمد المفرح، عبد الله السدحان، خالد سامي، إيمان القصيبي، لطيفة المجرن، عبد الإله السناني | تدور أحداث الحلقة حول رجل غني يعجب بأبنت صديقة فيعرض علية ان يتزوجها ويعطيه المهر، إلا ان الفتاة ترفض، ويصر والدها على زواجها إلا انها تطلب من والدتها ان توافق على الشخص السابق الذي تقدم لها للتخلص من الرجل الغني، عندها يذعب والد الفتاة والرجل الغني إلي الخاطب السابق ويطلبان منه التنازل عن خطبته وترك الفتاة مقابل مبلغ مالي، إلا انه يتقدم لها ويطلب المزيد من الأموال لتركها، ويعطيه الرجل الغني أموال أخرى، وتوافق الفتاة بشرط ان يعطيها مبلغ مالي يساوي المبلغ الذي أعطاه للخاطب السابق، ويعطيها المبلغ ويكتشف هو ووالدها ان الفتاة هربت مع والدتها، ويظهر في آخر الحلقة الخاطب السابق وهو يسلم المبلغ لخال الفتاة ويبلغه الخال بموعد عقد القران بينهما. |
| بهارات حارة    | ناصر القصبي، ماجد مطرب، علي المدفع، بدر اللحيد، سناء يونس                                | تبدأ الحلقة برجل عصابات وهو يقتل رجل داخل منزله ويخطف أبنه، وبعد فترة من الزمن يكون علاقة ابن القتيل الآخر من أبنة رجل العصابات، إلا ان اخيه الذي عاش مع رجل العصابات يفرق بينهم ويتهمه بأنه كاذب ويريد التقرب منها لأنها ابنة أغنياء، ويتخلص منه بالفعل، وبعد مدة يجبر رجل العصابات ابنته على الزواج من شخص آخر وفي نفس الوقت يظهر الأبن وهو يريد أثبات انه على عكس ذلك وانه يحب الفتاة يأتي أخيه ليحاول قتله ثم تظهر والدتهم وتخبرهم انهم أخوة وان رجل العصابات هو الذي خطف أخيه ثم يقتل رجل العصابات من قبل الشرطة ويعلن الأخ بأن أبنة العصابات ستتزوج أخيه. |
| شلهاط          | ناصر القصبي، يوسف الجراح، عبد الله السدحان                                               | تبدأ الحلقة بشخص وهو يصطدم بسيارته ذكر ماعز في وسط الطريق، ويطالب صاحبه بان يدفعو له مبلغ مالي أو يحضرو شبيه له، وبعد البحث أشترو ماعز أنثى ليذهب بها إلي شخص آخر لديه ذكر ماعز شبيه للمقتول ليطلبو منه تلقيحها بهدف إنتاج شبيه للذكر المقتول، وبعد أن أنجبي الماعز وقامور برعايته وإعادته لصاحبه إذ بنفس الشخص يصطدم بالماعز مرةً أخرى. |
| وجه الشبه      | محمد بخش، وجنات الرهبيني، ناصر القصبي، يوسف الجراح، عبد الله السدحان                     | تدور أحداث الحلقة حول عائلة تبحث عن أبنها المفقوده، ورصد والد المفقود جائزة مليون ريال لمن يجده، وبالصدفة يجد خاله شبيه لأبن أخته، ويتفق مع والد هذا الفتى بأن يمثل دور الأبن، ويزوده بملف عن معلومات لأبنهم ويعطيه دروس باللهجة حجازية، وبعد أن احضره خاله إلي أهله وبعد فترة يدخل فجاءه الأبن الحقيقي المفقود. |
| مرزوق          | صمود، أمينه القفاص، أغادير السعيد                                                        | تبدأ الحلقة برجل له عدد كبير من الأطفال ومتزوج بثلاث نساء وحالته المادية ليست جيدة، وقد أعتاد على ان يستل ويأخذ الصدقات من أحد الأشخاص، وإذ بنفس الشخص يأتي ليعطيه صدقات ويلمح أبنته الكبيره ويطلب منه أن يزوجها إياه، وبعد مده من الزمن يتوفى الأب وتطلق الأبنه، ويخبر الأبن أمه انه وجد عملاً مربحاً، ويظهر الأبن وهو يوصل أخته إلي شقة فيها عدد من الفتيات والشبان وهم يستعدون للأحتفال. |
| زواج عفيف      | ناصر القصبي، عبد الله السدحان، ريماس منصور، أمل حسين                                     | تبدأ الحلقة بأخوين وعائلتهما ينويان السفر إلي مدينة عفيف لحضور حفل زواج، وفي أثناء الرحلة ينوون التوقف للأفطار، ويدخلون الصحراء وفي أثناء ذلك يرتفع السكري عند احدهم فيقود أخوه الآخر السيارة بدلاً عنه ويتعرض الآخر أيضاً إلي لدغة عقرب وفي الأخير تقود أبنتهم السيارة حتى أنغمس عجلات السيارة في الرمل، واظطرو للجلوس في الصحراء حتى جاءتهم المساعدة، ويظهر في آخر الحلقة وهم يستعدون للرحلة مرةً أخرى من بيتهم ويوكلون مهمة قيادة السيارة للأبنه الصغيرة. |
| دراهم أبوي     | عبد العزيز المبدل، عبد الإله السناني، علي المدفع، محمد بخش                               | تبدأ الحلقة بمسؤول وهو يلقي محاضرة عن أهمية المياة، ثم يظهر أحد المزارعين وهو يرسل أبنائه ليبيعو الخضار المنتج من مزرعته، ثم يفكر أبنائه بأن يشترو محل خاص بهم ليضعو فيه الخضار المنتج من مزرعتهم، وبعد البحث يجدو أحد المحلات التي تخلى عنها أحد العمالة الأجنبية، وبعد مرور شهر ينضب البئر الموجود في مزرعتهم، ويتوقفو عن الزراعة وإنتاج الخضار، ويظهر في الأخير المسؤول وهو يحذر من نضوب الماء وشحها. |
| حمولة زائدة    | عبد الله السدحان، ناصر القصبي، راضي المهنا                                               | تدور أحداث الحلقة حول عائلة تجتمع في فترة من الوقت ويطرحون بعض القضايا التي لايتفقون على حل لها ويتكرر هذا الأمر في كل أجتماع لهم، ويظهر في آخر الحلقة شخص يعض أفراد العائلة ويتكرر هذا المشهد في كل اجتماع لهم. |
| بنسافر للسينما | عبد الإله السناني، بدر اللحيد، أيمن المديفر، عبد الله السناني                            | تدور أحداث الحلقة حول مجموعة شباب في غرفة مع أحد المحققين الذي يطلب منهم ان يذكر له قصتهم، ويذكرون له انهم كانو يعتزمون الذهاب إلي مملكة البحرين لمشاهدة فيلم آيرون مان 2، وفي أثناء رحلتهم يعطيهم أحد الأشخاص صقر لأيصاله معهم، ويموت الصقر وهم في الطريق ويتابعون سير رحلتهم، حتى يطلون البحرين ويتابعون الفيلم، ثم يذكر لهم المحقق أنهم وضعو أمامه ليعرف قصتهم وكيف مات الصقر، ويخبرهم في الأخير ان الصقر مأمن عليه، ويسألهم في الأخير عن الفيلم هل هو مناسب ليذهب هو وعائلته لمشاهدته ؟. |
| ناقة صنت       | عبد الله السدحان، محمد الكنهل، بشير الغنيم                                               | تدور أحداث الحلقة حول أحد الأشخاص إذ يتهمه جاره في المزرعة، أن عامله هو سبب نفوق أحد أبل له، وتحول القضية إلي القاضي ليحكم بينهما، وفي نفس الوقت يلقى القبض على سائقه الخاص بتهمة التحرش بأحد الأشخاص، ويحكم القاضي الأول ببرأة عامله من موت الإبل، إلا ان صاحب الإبل يرفض ذلك وتحال القضية إلي محكمة التمييز، ويظهر العامل وهو يقتاد في كل مره إلي القاضي ويعود مرةً أخرى بسبب تأجيل القضية أما لنشغال القاضي أو لسفره، وفي آخر الحلقة يأتي الشخص الذي أتهم بأن عامله تحرش به وهو يطلب منه نقود ويرفض، ويفاجأ ان الشرطة تأتي للقبض علية بتهمة التحرش هو أيضاً. |
| اسعاف 2010     | ناصر القصبي، عبد الله السدحان                                                            | تدور احداث الحلقة عن الاسعافات بشكل عام بشكل كوميدي وتطرح مشاكل قد تواجه المسعفين. |

### الجزء 18 (2011)
| الحلقة       | الممثلون | القصة |
| ------------ | --- | --- |
| التعايش      | ناصر القصبي، عبد الله السدحان | تدور القصة حول اولاد عم احدهما متدين والأخر متحرر ودائما يختلفان على الأفكار فالمتدين يحلم بأن المرأة أصبحت تعمل في الشرطة وانه يكون هناك ديسكو وينتشر الفساد والمتحرر يحلم بأن يكون هناك جمارك شرعية ويستمر الخلاف بينهما حتى يحبسا في السجن سويا وينصدم كل وحد منهم في الأخر فالمتدين يشاهد المتحرر يصلي والمتحرر يشاهد المتدين يقوم بعلاج سجين غير مسلم ويندم كل وحد منهم على ما فعل ويتصلحى ويظهراء في اخر الحلقة وهما قد استلاما ورث المزرعة بينهما وصبحا يعملان بها هم وزوجاتهم |
| ردد يا ليل   | ناصر القصبي، عبد الله السدحان، عبدالأله المزيني                                                                                    | تدور احداث الحلقة حول صاحب مكتب عقاري يتم رفع قضية عليه فيقوم بتوكيل محامي ويتفق مع المحامي على مبلغ معين وبعد فترة يفوز صاحب المكتب بالقضية ويقرر عدم إعطاء المحامي كامل اجره بحجة ادعائه انه قد ساهم بالفوز بالقضية وبعد فترة يتم رفع قضية اخرى عليه ولا يجد محامي لكي يوكله فيقرر الذهاب إلى المحامي السابق والاعتذار منه ويقبل المحامي اعتذاره ويوافق على استلام قضيته ويكسب صاحب المكتب القضية. |
| جاك الجني    | ناصر القصبي، عبد الله السدحان، عبدالإله السناني.                                                                                   | تتناول الحلقة قصة الشيخ عبد الله، الذي يُتهم بالفساد الإداري والرشوة. تبدأ الأحداث عندما يكتشف صالح تورط الشيخ عبد الله في قضايا فساد ورشاوى، مما يؤدي إلى تحقيق الشرطة معه. |
| الوقف        | عبد الله السدحان ناصر القصبي لطيفة المجرن محمد المفرح                                                                              | تدور احداث القصة حول شقيقين يعيشان مع والدتهما وأختهما ويعانون من الفقر وإهمال والدهم لهم بعد زواجه امرأة اخرى وينجب أبناء اخرين منها ويعيش هو وأبنائه من زوجته الاخرى حياة جيدة بعكس أولاده من الزوجة الاولى الذين يعانون من شدة الفقر وكلما ذهبا اليه لكي يعطيهم بعض المال يرفض ليطرح في نهاية الحلقة وهم قامو بوضع وقف لكي يساعدهم الناس |
| الدبدوب      | عبد الله السدحان ناصر القصبي سناء بكر يونس عبدالله السناني سهام حسين                                                               | تدور احداث القصة حول أب وابنته التي كبرت ى يريد تزويجها ولكنها ترفض لأنه التفكر في الزواج حاليا حتى يقدم لها زوج جديد ويأتي هو ووالده لخطبة الفتاة فتوافق عليه ويأتي في اليوم والثاني وقد الحظر بها هدية وكانت دبدوب فتفرح بها وفي يمالئون الثاني يأتي ويحظر لها هدية اخرى فتسر بها أيضاً حتى يذهب إلى مجلس الرجال ويقوم بالدخول بملابس غير مناسبة فيقوم والد الفتاة بتوبيخه ويذهب إلى الفتاة ويخبرها بما فعل والدها به ويقوم بأهانته أمامها فيزعجها ذالك ويتشجران حتى تقوم الفتاة بفسخ الخطبة وعندما يذهب والد الفتاة إلى المحكمة لتطليق ابنته يلتقي بخطيب ابنته ووالده ويخبرونه بأنهم لأن يقوموا بأنهاء أي شيء حتى يردو كل الهدايا التي قدمت لأبنته ويذهبون ويأتي اليوم الثاني ويرفضون إنهاء الأمر بسبب نقص بعض الهدايا ويذهبون ويأتي اليوم الثاني ويلتقون وتكون جميع الهدايا كاملة ولكنهم يرفضون لنقص شيء ما ويذهبون ويبدأ والد الفتاة بالبكاء |
| المصعد       | ابراهيم الحساوي مروة محمد | تدور القصة حول رجل يعاني من عدم احترام زوجته له وامرأة اخرى تعاني من ضرب زوجها لها وكلهما يخرجان من البيت في وقت واحد يصعدان الأسنصير حتى يتعطل بهما ويجلسان ويشكيان لبعضهما حتى يقوموا بأنقاذهم ويخرجون منه ويتضح في النهاية أن المرأة متوجه إلى نفس بيت الرجل الذي كان معها |
| الأب الداشر  | عبد الله السدحان، ناصر القصبي | تدور احداث القصة حول أب وابنه والأبن الذي يعاني من مشاكل والده الكثيرة بسبب أن والده وأول هذه المشاكل تحرش والده بالخادمة التي في بيتهم وعندما يشهده ابنه يدعي بأنه يصلي وعندما يخرج الأبن إلى المسجد يأتي أحد جيرانه ويخبره بأن والده لايذهب إلى المسجد ولكن الأبن يتعذر لولده وهو خجل مما يفعله والده وعند دخوله إلى المنزل يشاهد والده وهو يشرب الخمر فيقوم بأخذه ورميه في المغسله والأب يطلب منه عدم فعل ذالك ويخرج الأبن من البيت وعند عودته يخبر الأب بأنه يخجل منه وانه لا يريده أن يكون أبا له ويندم الأب على ما فعل ويقرر التوبة ويسامحه ابنه |
| السطو المسلح | عبد الله السدحان ناصر القصبي يوسف الجراح                                                                                           | تدور احداث القصة حول شخص يريد أن يصبح غنيا عن طريق سرقة أحد البنوك ويخبر خاله في الأمر ولكنه يرقص الأمر ويحاول اقناعة بنسيان الأمر فيرفض الفكرة ويصر على سرقة بنك ويقرر الذهاب وعند وصوله إلى البنك يقابل أحد العاملين من العمالة ويتفق معه على سرقة البنك ويقرر هذا الشخص إحضار سلاح لعبة والعامل يحضر سلاح عمه وعند وصولهما إلى البنك لسرقته يقومان بالسطو على البنك وتهديد الموظفين فيه ويقومان بسرقت المال الموجود فيه حتى تصل الشرطة وأثناء جمعهما للمال وفي يندم هذا الشخص على ما فعله ويقرر الاستسلام حتى يقوم صديقة بإطلاق النار عليه ويسقط على الأرض ويحزن خالة على ما حصل حتى يستيقظ ويتضح أن كل ذالك مجرد حلم |
| شيك x شيك    | ناصر القصبي، عبد الله السدحان، يوسف الجراح                                                                                         | تدور القصة حول صديقين يطلب احدهما من الأخر مبلغ مالي ويعتبره كسلف وبعد فترة يأتي الصديق الذي اقرض صديقة المبلغ ولكن الصديق يطلب منه أن يعطيه مهله ويوافق الصديق الأول وبعد فترة يأتي إلى الصديق الثاني ويطلب منه المبلغ ولكن يطلب منه مهله ولكن الصديق الأول ويقول أن لم يعطيه نقوده سوف يرفع عليه قضية وبعد فترة يذهبون إلى المحكمة ويطلب من الشيخ أن يجعله يعيد له ماله ولكن الصديق الثاني يطلب من الشيخ أن يعطيه مهله ويوافق الشيخ ويقول إلى الصديق الأول أن يعطيه مهله وبعد خروجهما من قاعة المحكمة يقول الصديق الثاني أن المحاكم لعبته وأنه لن يعيد المبلغ له وأنه لو انتظر لسدد له المبلغ ويذهب ويقرر الصديق الأول السفر إلى دبي وبعد وصوله يقرر رفع قضيته مع صديقه إلى أحد محاكم دبي ويقوم برفع شكوى لديهم ويتم الاستجابة لشكواه ويتم القبض على صديقة. |
| زيد أخو عبيد | ناصر القصبي، عبد الله السدحان، حبيب الحبيب، يوسف الجراح، فهد الحيان، بشير غنيم                                                     | وتحكي الحلقة قصة رجل يعمل في بنك «زيد» حيث يبدأ أقرباؤه وحتى الذين يصلي معهم في المسجد، في الابتعاد عنه وتحاشي الجلوس معه، بحجة انه يكسب ماله من «الربا» وهو المال الخبيث الذي لا يصح ان يختلط بالطيب، فيضطر بسبب الضغوط التي تمارس ضده إلى الانتقال إلى بنك «عبيد» الإسلامي، ليكتشف هناك ان البنك الإسلامي لا يختلف عن طريقة عمل البنوك الاخرى إلا في المسميات وفي طريقة التعامل والتحايل على العميل، فبدلا من منحه قرضا مباشرا يتم بيعه حديدا بقيمة 100 ألف ريال، ثم يقوم هو بتفويض وكيل البنك ليبيعه له بسعر السوق، ومن ثم يتم ادخال المبلغ في حساب العميل، لأن إعطاء المال بالمال ربا ومحرم. |
| كيدهم عظيم 1 | سعد المدهش، ناصر القصبي، هيفاء حسين، أمينه القفاص، فارس الخالدي، فيصل العيسى، عروبة الوابلي                                        | تدور القصة حول شقيقين متزوجين الأكبر يعيش مع زوجته في الطابق العلوي والأصغر يعيش مع زوجته في الطابق السفلي الأكبر يعيش مع زوجته حياة سعيدة واحترام متبادل اما الأصغر هو وزوجته يحصل بينهما الكثير من المشاكل فتلاحظ زوجة الاخ الأصغر الراحة التي بين الأخ الأكبر وزوجته فتقرر تخريب حياتهما وتنجح حتى تكتشف زوجة الأخ الأكبر الأمر فتقرر الأنتقام عن طريق إرسال رسائل حب إلى هاتف الشقيق الأصغر برقم مجهول عن طريق مساعدة شقيقها وتنجح في ذالك حتى تقوم الزوجة بفتعال مشكلة مع زوجها ويقوم بتطليقها |
| كيدهم عظيم 2 | ناصر القصبي، عبد الله السدحان، عبد العزيز الحماد                                                                                   | تدور القصة حول شقيقين متزوجين الأكبر يعيش مع زوجته في الطابق العلوي والأصغر يعيش مع زوجته في الطابق السفلي الأكبر يعيش مع زوجته حياة سعيدة واحترام متبادل اما الأصغر هو وزوجته يحصل بينهما الكثير من المشاكل فتلاحظ زوجة الاخ الأصغر الراحة التي بين الأخ الأكبر وزوجته فتقرر تخريب حياتهما وتنجح حتى تكتشف زوجة الأخ الأكبر الأمر فتقرر الأنتقام عن طريق إرسال رسائل حب إلى هاتف الشقيق الأصغر برقم مجهول عن طريق مساعدة شقيقها وتنجح في ذالك حتى تقوم الزوجة بفتعال مشكلة مع زوجها ويقوم بتطليقها |
| سكة سد       | ناصر القصبي، عبد الله السدحان | تدور أحداث الحلقة حول أهالي بلدة يعانون من الجفاف ويصلّون طلبًا لنزول المطر. يجتمع أبو مساعد مع أبو سليمان ويطلبان من إمام المسجد إقامة صلاة الاستسقاء. في هذه الأثناء، يستغل أبو سليمان أي موقف يحدث ليقص على الجميع قصصه الأسطورية. |
| حضك نصيبك    | عبد الله السدحان، ناصر القصبي لطيفة المجرن نواف الجابر                                                                             | تدور احداث القصة حول شقيقان يتوفى والدهما ولا يترك ميراثا كبيرا فيقرران الاستيلاء على ورث بكامله وبنفس الوقت يقرران تزويج والدتهم من شخص اخر طمعا في ثروته ويصادف حصول شقيقهما على نصيب من الورث الذي ادعيا أن والدهما تركه، لكن يتضح أن شقيقهما فتاة وليس رجل ويجب أحرى عملية تحويل ويظهر شقيقهما في اخر الحلقة وهو فتاة |
| بعير كونج    | ناصر القصبي، عبد الله السدحان، علي المدفع شافي الحارثي افنان فؤاد                                                                  | تقوم احداث القصة حول فتاة صغيرة تمتلك بعير وتحبه كثيراً حتى يقرر والدها بيعه بسبب حاجته لبعض المال وبعد مرور سنوات يتقدم أحد الأشخاص لخطبة الفتاة فتوافق بشرط أن يساعدها في البحث عن البعير فيوافق ويظهر أحد التجار وهو يجري تجربة حول تكبير البعير ويقرر تحويلة الو مشروع ويصادف أن يصبح بعير الفتاة عنده ويتم تكبير البعير حتى تشاهدة الفتاة وتذهب لعناقه |
| بر ومر 1     | عبد الله السدحان ناصر القصبي عبدالله المزيني امينه القفاص اغادير السعيد                                                            | تدور احداث القصة حول شقيقين تتوفى والدتهما وتقوم بتوصيتهما على جدتهما وتقوم بأعطائهم عنوانها وبعد ذهابهم لها تقوم باللاهتمام بهم وبنفس الوقت تأتي سيدة عجوز لزيارتها وهي سيدة شريرة تقوم بمضايقتهم فيقرران التخلص منها عن طريق رميها في أحد الأبيار وبعد فترة يتضح بأن جدتهم ليست جدتهم الحقيقية وأما هي التي قاموا برميها في البئر |
| بر ومر 2     | عبد الله السدحان ناصر القصبي عبدالله المزيني امينه القفاص اغادير السعيد                                                            | تدور احداث القصة حول شقيقين تتوفى والدتهما وتقوم بتوصيتهما على جدتهما وتقوم بأعطائهم عنوانها وبعد ذهابهم لها تقوم باللاهتمام بهم وبنفس الوقت تأتي سيدة عجوز لزيارتها وهي سيدة شريرة تقوم بمضايقتهم فيقرران التخلص منها عن طريق رميها في أحد الأبيار وبعد فترة يتضح بأن جدتهم ليست جدتهم الحقيقية وأما هي التي قاموا برميها في البئر |
| اروح لمين    | ناصر القصبي، عبد الله السدحان، سناء بكر يونس محمد بخش جميل علي امينة العلي                                                         | تناقش الحلقة موضوع مشاكل القضاة في المحاكم من خلال إحدى الزوجات تعرضت للأذى والضرب من زوجها المدمن، لكن القاضي رفض تطليقها بحجة الصلح.حتى يضطر شقيقها لتخليصها وبنفس الوقت تأتي امرأة مع زوجها إلى نفس القاضي لتطلب الطلاق منه بحجة انه يشخر فيوافق القاضي بعد ما اعجب بها ويقرر القاضي الزواج منها بعد أن تم تطليقها من زوجها، لكن الزوجة فوجئت بالشيخ "يشخر" هو الآخر وهو نائم. |
| العزاء       | عبد الله السدحان، ناصر القصبي، حبيب الحبيب، شافي الحارثي، عبد العزيز السكيرين، راضي المهنا، تركي السدحان، محمد الكنهل، يوسف اليوسف | تدور أحداث الحلقة حول شخصية بدر، الذي يتوفى والده "أبو بدر"، فيقيم بدر مجلس عزاء لاستقبال المعزين. مع مرور الوقت، يبدأ بدر بالاستياء من بقاء بعض المعزين لفترة أطول من المعتاد، واضطراره لتقديم الضيافة والطعام لهم، مما يسبب له إرهاقًا وتكاليف إضافية. |
| المبتعثة     | مروة محمد | تتناول الحلقة قصة الجازية، طالبة متفوقة تحصل على بعثة دراسية إلى الخارج بعد تخرجها بامتياز من الجامعة. يواجه والدها معضلة السماح لها بالسفر بمفردها، ويصر على أن تتزوج قبل السفر. |
| انتاج محلي   | عبد الله السدحان ناصر القصبي محمد المفرح                                                                                           | القصة حول منتج فني سعودي يمتلك شركة أنتاج فني ويأتي أحد العاملين في شركته ويخبره أن أحد الفنانين المشهورين مريض ويقرر الذهاب إلى زيارته وعند الوصول إلى منزله يستقبلهم ابنه ويخبرهم عن حالة والده السيئة وبعد رحيلهم ويبدأ المنتج بتجهيز الترتيبات وهو في طريقة إلى التصوير يتصل أحد العاملين في الشركة ويخبره بوفاة الفنان الذي قاموا بزيارته ويطلب المنتج بأبلغ طاقم بأن ليس هناك تصوير ويذهب المنتج مع مجموعة من أقارب الميت إلى دفنه في المقبرة وبعد وصولهم يأتي إلى المقبرة مجموعة من المتدينين ويطلبون عدم دفن هذا الشخص مع الأموات الأخرين بسبب أنه ممثل ويطلب المنتج من المتدينين أن يخافوا ربهم في في هذا الميت وتمر الأيام ويطلب المنتج ويبدأ المنتج بالتحضير لمسلسل جديد ويتم تجهيز كل شيء ويذهب المنتج إلى موقع التصوير ويقومون بتصوير بعض الماهد الخارجية حتى يأتي بعض الشباب ويقوموا بتخريب التصوير ويطلب منهم المنتج عدم فعل ذالك وبعد ذالك يقومون بتصوير بعض المشاهد الداخلية داخل المنزل ويقوم المنتج بالتمثيل بهذه المشاهد حتى ينتهو منها ويأتون في الغد ويقوموا بتصوير مشاهد جديدة ويشاركهم ممثل مبتدئ ويتصرف بسذاجة داخل مواقع التصوير فيقوم المخرج بطرده في نهاية الحلقة |
| الحصار       | عبد الله السدحان ناصر القصبي العنود حسين ايمن المديفر محمد الشدوخي                                                                 | |
| التشليح      | عبد الله السدحان اغادير السعيد | تدور احداث القصة حول رجل وزوجته وتشكي الزوجة من الزوج بشكل دائم حتى تقرر طلب الطلاق منه ولكنه يرفض فتقوم بتهديده اثناء خروجها انها أن عادت إلى المنزل لاتريده أن يكون موجود فيه فيرفض ويقول أن البيت بيته حتى تقول له أن البيت بأسمها ويقرر الزوج الخروج من البيت والذهاب إلى بيت ابنته وعند ذهابه تقوم ابنته بالترحيب به ولكن الزوج يخبرهما بعدم رغبته ببقائه هنا فيسمعهما ويخرج ويذهب إلى ابنه ويتعرض إلى نفس الموقف ولكن هذه المرة من زوجة الأبن فيقرر الرحيل |
| بدون وكيل    | عبد الله السدحان ناصر القصبي عبدالأله السناني امينه القفاص ريماس منصور                                                             | |
| الدائرة      | | تدور أحداث الحلقة حول شخصية "سامي"، وهو مريض نفسي يتلقى العلاج تحت إشراف الدكتور "محمود". يعتقد سامي أنه شاهد الدكتور محمود يقتل زوجته وابنه، ويظل يعيش في هذه الهلوسة حتى يكشف له الدكتور الحقيقة ويشرح له ما حدث بالفعل. |
| الحر اشتد    | عبد الله السدحان ناصر القصبي سناء بكر يونس                                                                                         | |
| رجل وامراة   | ابراهيم الحساوي مروة محمد | |
| الحب احول    | ناصر القصبي يوسف الجراح عبدالله المزيني                                                                                            | |
| خنقه خنقه    | عبدالله السدحان ناصر القصبي | |